# Jean-Luc Mélenchon
Pour les articles homonymes, voir Mélenchon et JLM.
Jean-Luc Mélenchon (/ʒɑ̃ lyk melɑ̃ʃɔ̃/ ), né le 19 août 1951 à Tanger (Maroc), est un homme politique français.
Membre de l’Organisation communiste internationaliste de 1972 à 1976, il entre ensuite au Parti socialiste (PS) et devient successivement conseiller municipal de Massy en 1983, conseiller général de l'Essonne en 1985 et sénateur en 1986. Il est également ministre délégué à l'Enseignement professionnel de 2000 à 2002, dans le gouvernement Jospin. Il fait partie de l'aile gauche du PS jusqu'au congrès de 2008, à l'issue duquel il part fonder le Parti de gauche.
Sous les couleurs du Front de gauche, coalition qui réunit notamment le Parti de gauche et le Parti communiste français, il est élu député européen en 2009 et réélu en 2014. Il est le candidat de cette coalition à l'élection présidentielle de 2012, à l'issue de laquelle il arrive en quatrième position, avec 11,1 % des voix.
En 2016, il fonde La France insoumise et se présente sous cette étiquette à l'élection présidentielle de 2017, à laquelle il termine à nouveau en quatrième position, réunissant 19,6 % des suffrages. Il est ensuite député de la quatrième circonscription des Bouches-du-Rhône et préside le groupe La France insoumise à l'Assemblée nationale au cours du premier mandat d'Emmanuel Macron jusqu'en 2021.
En 2022, il se présente pour la troisième fois à l'élection présidentielle : il réalise son score le plus élevé, remportant 22 % des voix et arrivant largement en tête parmi les candidats de gauche, mais échoue une nouvelle fois à accéder au second tour, terminant troisième. Pour les élections législatives, lors desquelles il ne brigue pas de second mandat, il est le chef de file de la coalition de gauche Nouvelle Union populaire écologique et sociale, qui devient la principale force d'opposition de l'Assemblée et prive Emmanuel Macron d'une majorité absolue.
Sans mandat électif après avoir laissé sa circonscription à Manuel Bompard, il reste actif dans le débat public et devient coprésident du laboratoire d'idées Institut La Boétie en 2023 auprès de Clémence Guetté.

## Jeunesse et activités professionnelles

### Naissance
Jean-Luc Mélenchon naît le 19 août 1951 à Tanger, au Maroc, alors zone internationale. Il est le fils cadet de Georges Mélenchon (1922-2007), receveur des Postes, télégraphes et téléphones (PTT), et de Jeannine Bayona (1928-2006), institutrice, tous deux Français d'Algérie française (« Pieds-noirs »),,.

### Ascendances
Son grand-père paternel, Antonio Melenchón, est un Espagnol de la région de Murcie. Au début des années 1900, Antonio s'installe à Oran, et y épouse Aimée Canicio, elle aussi d'origine espagnole, de Novelda (Alicante). Du côté maternel, son grand-père François Bayona est né en 1889 près de Valence, en Espagne, et est marié à Jeanne Emmanuelle Caserta, une Algéroise d'origine sicilienne.

### Éducation religieuse
Jean-Luc Mélenchon reçoit une éducation catholique par sa mère : il est notamment enfant de chœur. Cependant, sa mère s'éloigne ensuite de la religion. C'est pourquoi il ne se revendique d'aucune foi et affirme simplement être de « culture catholique ».

### Jeunesse
En 1962, à la suite du divorce de ses parents deux ans plus tôt, sa mère quitte le Maroc pour la France et s'installe avec lui à Elbeuf, puis à Yvetot, dans le pays de Caux avant d'être mutée dans le Jura,,.
Bachelier en 1969 après avoir été scolarisé au lycée Rouget-de-Lisle de Lons-le-Saunier, Jean-Luc Mélenchon obtient une licence de lettres modernes et une licence de philosophie auprès de la faculté de lettres et sciences humaines de l'université de Franche-Comté à Besançon en 1972,,. Parallèlement, il s'engage très activement auprès de l'Union nationale des étudiants de France (UNEF) et dès ses licences en poche, il entre formellement en politique en rejoignant l'Organisation communiste internationaliste (OCI), une organisation trotskiste de tendance lambertiste alors à son apogée.
Jean-Luc Mélenchon parle couramment l'espagnol, qui était la langue utilisée par toute sa famille durant son enfance au Maroc.

### Parcours professionnel
Il devient père en 1974, à l'âge de 22 ans. L'emploi de surveillante de son épouse ne suffit plus à subvenir aux besoins du couple : il se met à travailler.
Au premier trimestre 1974, il est correcteur pour l'imprimerie Néo-Typo de Besançon puis travaille quelques mois comme ouvrier dans une usine de l'horloger Maty. Il revendiquera plus tard avoir également travaillé dans une station-service « à la sortie de la ville » sans qu'on en sache plus à ce propos.
Après un an de vie ouvrière, il entame une carrière dans l'éducation nationale d'abord comme surveillant, puis maître auxiliaire au lycée du Bois à Mouchard,. Après avoir obtenu le CAPES de lettres modernes,, il retourne à Lons-le-Saunier en 1976 en tant que professeur de français dans un lycée technique,,.
Durant cette période, il est parallèlement journaliste aux Dépêches du Jura où il signe ses papiers du nom de Jean-Louis Mula,. Ponctuellement, il collabore en qualité de dessinateur à l'hebdomadaire catholique d'information Voix du Jura, sous le pseudo de « Moz » jusqu'en 1977.
À la fin des années 1970, il dirige La Tribune du Jura, le mensuel de la fédération socialiste du Jura mais qui finit par péricliter.
En 1978, à la demande de Claude Germon, maire de Massy qu'il a rencontré lors d'une visite de ce dernier dans le Jura, il s'installe dans l'Essonne où il devient son directeur de cabinet, et fonde un bulletin hebdomadaire intitulé Données et arguments.
De 1993 à 1995, il est directeur politique de l'hebdomadaire du Parti socialiste Vendredi,,.

## Parcours politique

### Débuts trotskistes et à l’UNEF (1968-1976)
En mai 1968. alors qu'il n'est encore qu'un élève au lycée Rouget-de-Lisle de Lons-le-Saunier, il est l'un des meneurs du mouvement lycéen de la ville,.
Il obtient son baccalauréat en 1969 et dès son entrée à la faculté des lettres et sciences humaines de Besançon en septembre 1969, il rejoint l'Union nationale des étudiants de France (UNEF).
Mais à l'issue des évènements de mai-juin 1968 à Besançon, la Ligue communiste et le Parti socialiste unifié (PSU), majoritaires dans l'AGEB-UNEF, appuient une prise en main de l'UNEF par les partisans de sa mutation en « mouvement politique de masse ». Jean-Luc Mélenchon y est opposé et rejoint l'Organisation communiste internationaliste (OCI), courant trotskiste d'obédience lambertiste, qui tente de contrer cette politique.
Jean-Luc Mélenchon participe alors aux efforts pour reconstruire une cellule locale de l'UNEF, à la fois contre le courant syndical issu de l'Union des étudiants communistes (UEC) — qui anime l'UNEF Renouveau, lequel choisit de participer aux conseils de gestion créés par la loi Faure et prend finalement le contrôle de l'AGEB historique —, et contre le courant de la direction nationale de l'UNEF, issue du PSU — laquelle a pour projet la transformation de ce syndicat étudiant en mouvement politique révolutionnaire —, et ce jusqu'à la scission de l'UNEF, en 1971. C'est à ce titre qu'il devient président de l'union locale étudiante (UGEB), puis intègre le bureau national de l'UNEF-US en 1974. Sa liste aux élections du Centre régional des œuvres universitaires et scolaires (CROUS) en 1975 obtient 60 % des suffrages exprimés.
De 1972 à 1976, il est le dirigeant de l'OCI à Besançon, où cette organisation est bien implantée. Pendant ces années, sous le pseudonyme de « Santerre », il participe à des luttes étudiantes et ouvrières en Franche-Comté — en particulier la grève des Lip, importante entreprise horlogère bisontine démantelée quelques années plus tard. Cette expérience l'amène progressivement à prendre ses distances avec la conception léniniste du parti (« ma vraie divergence, c'est que je n'ai jamais cru à l'avant-gardisme », a-t-il expliqué plus tard). Cela lui vaut, selon lui, d'être « radié » de l'organisation — Charles Berg, dirigeant lambertiste, affirme de son côté qu'il a « négocié son départ » avec lui.
C'est l'époque où le Parti socialiste (PS) de François Mitterrand reconstitué au congrès d'Épinay en 1971, occupe progressivement à gauche tout l'espace du socialisme démocratique, mettant le Parti communiste français (PCF) en difficulté électorale. Il n'adhère pas au PCF en raison du refus de celui-ci de condamner l'invasion de la Tchécoslovaquie par le pacte de Varsovie en 1968 pour mettre fin au printemps de Prague, un événement qui, selon ses propos, le marque plus politiquement que Mai 68 et fut l'une des causes de son adhésion à l'OCI,.

### Militant socialiste mitterrandiste (1976-1986)
Jean-Luc Mélenchon quitte Besançon pour entrer dans la vie professionnelle à Lons-le-Saunier et adhère au PS en septembre 1976. Il y occupe des responsabilités locales (secrétaire de section adjoint de Montaigu) et départementales et développe un journal fédéral qui combat pour l'union PS-PCF ; c'est l'époque où le second rompt les accords d'union de la gauche sur un programme commun de gouvernement. Il est remarqué lors d'une fête jurassienne du Poing et la Rose par Claude Germon, maire de Massy, en région parisienne, et membre du bureau exécutif du PS responsable du secteur entreprise du Parti socialiste. Sans travail stable une fois sa candidature écartée à Voix du Jura, il devient directeur de cabinet de Claude Germon.
Il devient un des principaux dirigeants mitterrandistes de la fédération de l'Essonne, ce qui le conduit au poste de premier secrétaire de cette fédération au congrès de Valence en 1981 — il conserve cette fonction jusqu'en 1986. Se positionnant à la fois contre la Deuxième gauche rocardienne et le Centre d'études, de recherches et d'éducation socialiste (CERES) de Jean-Pierre Chevènement, il s'oppose à la rocardienne Marie-Noëlle Lienemann, par associations locales et radios interposées. Ainsi, quand cette dernière crée Radio Massy-Pal, il fonde Radio Nord Essonne et offre son premier emploi à l'animateur Arthur, lors de la fusion des deux émetteurs. Il travaille à l'organisation du courant mitterrandiste, en Essonne d'abord puis à travers sa publication Données et arguments, qui sera le creuset d'un courant ancré à la gauche du parti.
Hispanophone, il développe à Massy la solidarité avec les milieux communistes de l'Amérique du Sud, organisant un rassemblement de Chiliens et d'Argentins.
Motivé par le tournant de la rigueur entrepris par le gouvernement socialiste en 1983, il intègre la loge franc-maçonne Roger Leray du Grand Orient de France (GODF) où il a comme thèmes de prédilection l'idéal républicain et la défense de la laïcité. Outre cette filiation politique, il trouve dans la franc-maçonnerie une filiation personnelle, son père et son grand-père étant eux-mêmes maçons. En 1984, lors des débats relatifs à la loi Savary, il reproche au GODF de ne pas s'engager pleinement dans la bataille en faveur de l'unification des enseignements public et privé au sein d'un grand service public de l'Éducation nationale. Amer, il reste franc-maçon mais de manière peu assidue, sans s'impliquer fortement dans les affaires internes du GODF et refusant de participer aux « fraternelles parlementaires » qu'il dénonce comme étant de son point de vue une « déviance grave, un attentat contre la République ». En octobre 2018, Jean-Luc Mélenchon fait l'objet d'une demande de suspension temporaire par le conseil de l'Ordre du GODF à la suite de son comportement lors des perquisitions menées à son domicile parisien et dans les locaux de La France insoumise. Jean-Luc Mélenchon quitte sa loge maçonnique au printemps 2020, à la suite des accusations de communautarisme qu'il a portées contre le CRIF.
Il est élu sénateur lors des scrutins de 1986.

### De la Gauche socialiste à Pour la République sociale (1988-2005)
Fondateur avec Julien Dray de la Gauche socialiste en 1988, il s'oppose à la politique d'ouverture de la seconde présidence de François Mitterrand, prenant pour cible Michel Rocard et la « gauche molle », ainsi qu'à l'entrée de la France dans la première guerre du Golfe — contre la majorité de son parti et le président.

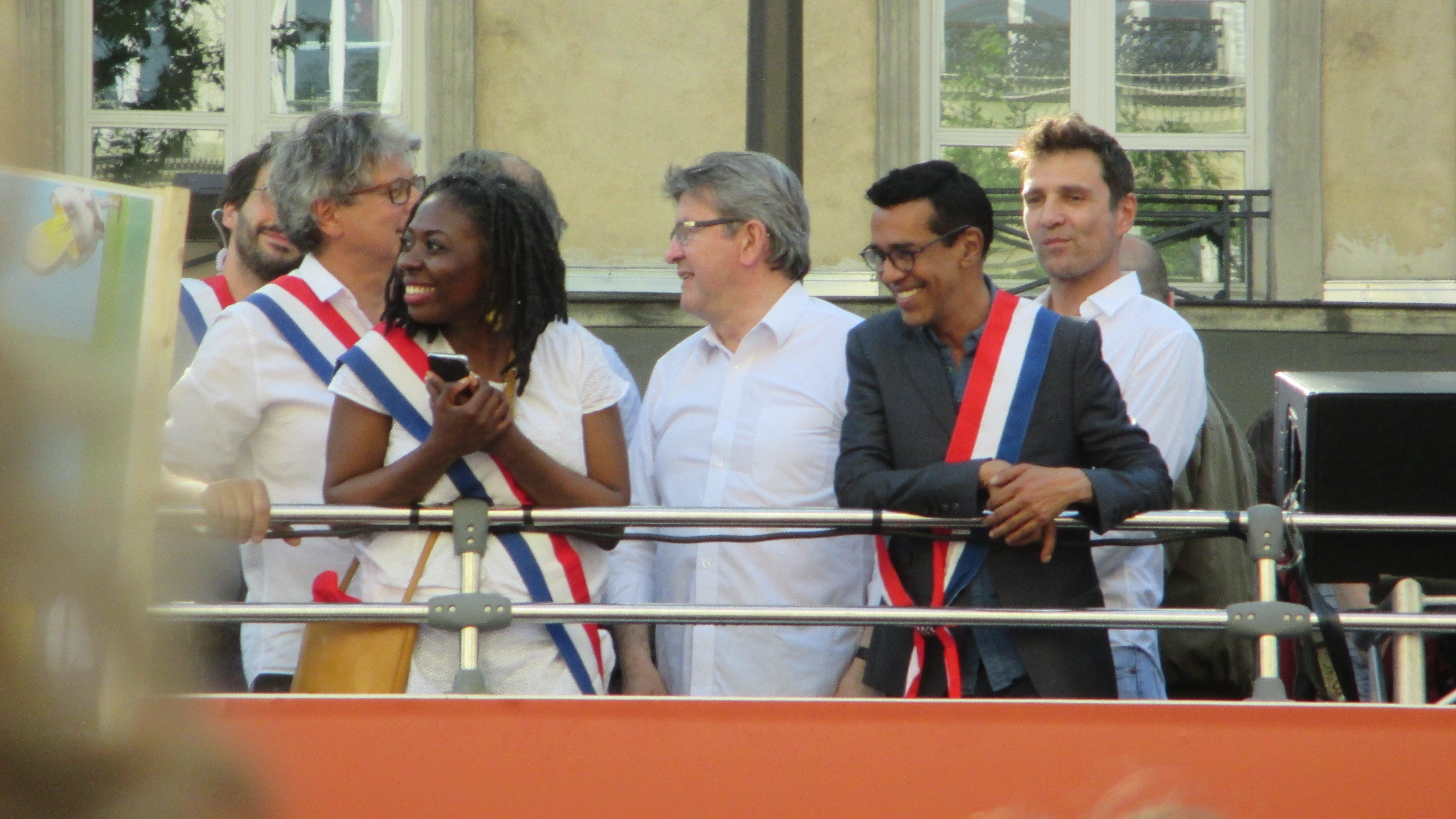
Jean-Luc Mélenchon (au centre) lors de la « fête à Macron », en 2018.

Lors du congrès de Rennes de 1990 où aucune motion n'atteint 30 %, l'aile gauche du parti part divisée en quatre, Jean-Luc Mélenchon conduit sa propre motion, qui obtient 1,35 % des voix. En juin 1990, il dépose au Sénat une proposition de loi pour la création d'un « contrat de partenariat civil », texte précurseur de ce qui deviendra le Pacs en 1999.
En avril 1992, il est battu dans le canton de Massy-Ouest qu'il avait conquis en 1985 : ses 38,43 % sont insuffisants face aux 39,71 % du candidat de droite Vincent Delahaye. Il attribue sa défaite de 73 voix au maintien au second tour de Guy Bonneau (Génération écologie).
En 1992, il appelle à voter en faveur du traité de Maastricht, qu'il considère comme un « compromis de gauche ». Dans un discours au Sénat, il considère que la monnaie unique est l'instrument majeur qui permettra à l'Europe d'être « porteuse de civilisation, de culture, de réseaux de solidarité » contre le dollar, qui « porte la violence ». Dans cette logique, il regrette le vote des Danois sur le traité de Maastricht, affirmant : « Si cruel que ce soit à entendre, les peuples peuvent se tromper. Le nôtre s'est déjà trompé et on sait de quel prix il faut payer dans l'histoire le fait d'avoir manqué le train qui passait ».
Tout en continuant à défendre l'existence de la monnaie unique, il regrette rapidement son choix sur le traité de Maastricht et dépose avec la Gauche socialiste un amendement, intitulé « Tourner la page de Maastricht », à une convention du PS de 1996. Il déclare par la suite que ce sont les opposants à ce traité qui avaient raison et que l'objectif affiché à l'époque est un « échec total ».
Courant longtemps stable et solide, la Gauche socialiste présente sa propre motion lors de trois congrès du PS jusqu'à sa disparition en 2002. Elle obtient des scores oscillant entre 7,3 % et 13,3 % des suffrages exprimés.
Bien que mitterrandiste, Jean-Luc Mélenchon soutient en 1993 l'accession de Michel Rocard au poste de premier secrétaire du Parti socialiste, ce qui lui permet d'accéder lui-même à la direction du Parti, puisqu'il devient chargé de la presse : « Rocard, qui plaidait pour le consensus quand il était à Matignon, ne parle plus d’alliance avec les centristes mais d’un axe avec les socialistes, les communistes et les écologistes. Voilà le changement… ».
Lors du congrès de Brest en 1997, Jean-Luc Mélenchon se présente au poste de premier secrétaire du PS. Seul concurrent face à François Hollande, il obtient 8,81 % des voix, un score inférieur à celui de la motion de la Gauche socialiste et vit cette défaite comme une humiliation. En 2009, il affirme que François Hollande n'a pas tenu sa parole de lui accorder un score de 15 % conformément à leur accord et indique lui avoir dit qu'il ne lui « pardonnerai[t] jamais »,.
Les 22 et 23 avril 1998, il va à l'encontre de la position du parti et est l'unique sénateur du groupe socialiste à voter contre le projet de loi d'intégration de la Banque de France au système européen de banques centrales et contre la résolution sur le passage à l'euro. Il affirme à cette occasion que face au « capitalisme transnationalisé », l'intégration économique européenne « donne l'illusion de la puissance, alors qu'elle est, au contraire, le moyen d'un enfermement »,. À la suite de ce vote, il est sanctionné, comme cinq autres parlementaires, par le bureau national du Parti socialiste et reçoit du premier secrétaire, François Hollande, une lettre de blâme.
Jean-Luc Mélenchon et ses collègues du courant de la Gauche socialiste s'opposent, les mois suivants, au traité d'Amsterdam, qu'ils critiquent notamment pour l'absence de gouvernement économique et le manque d'avancée vers l'Europe sociale. Selon eux, ce traité constitue une menace pour le modèle social français et ne peut mener qu'à « de graves risques sociaux, économiques, dangereux pour la démocratie ». Lors de la ratification du traité en Congrès le 18 janvier 1999, il fait partie des cinq parlementaires du groupe socialiste à voter contre le texte.
En mars 2000, il accepte de participer au gouvernement de cohabitation de Lionel Jospin comme ministre délégué à l'Enseignement professionnel auprès du ministre de l'Éducation nationale Jack Lang, après avoir refusé les secrétariats d'État au Logement en 1997 et à l'Outre-Mer. Son passage à ce ministère délégué est notamment marqué par une réforme des certificats d'aptitude professionnelle (CAP), une réforme de la validation des acquis, et la création du label « lycée des métiers ». Il occupe cette fonction jusqu'à l'élection présidentielle de 2002, qui voit le Premier ministre socialiste, Lionel Jospin, éliminé au premier tour.
Tirant le bilan de la défaite électorale d'avril 2002, lorsque la composante animée par Julien Dray fait le choix de passer dans l'équipe de François Hollande, Jean-Luc Mélenchon cofonde le courant Nouveau Monde, avec Henri Emmanuelli. Leur motion obtient 16,3 % des voix au congrès de Dijon, un score équivalent à celui du NPS, l'autre principale formation de l'aile gauche du parti.

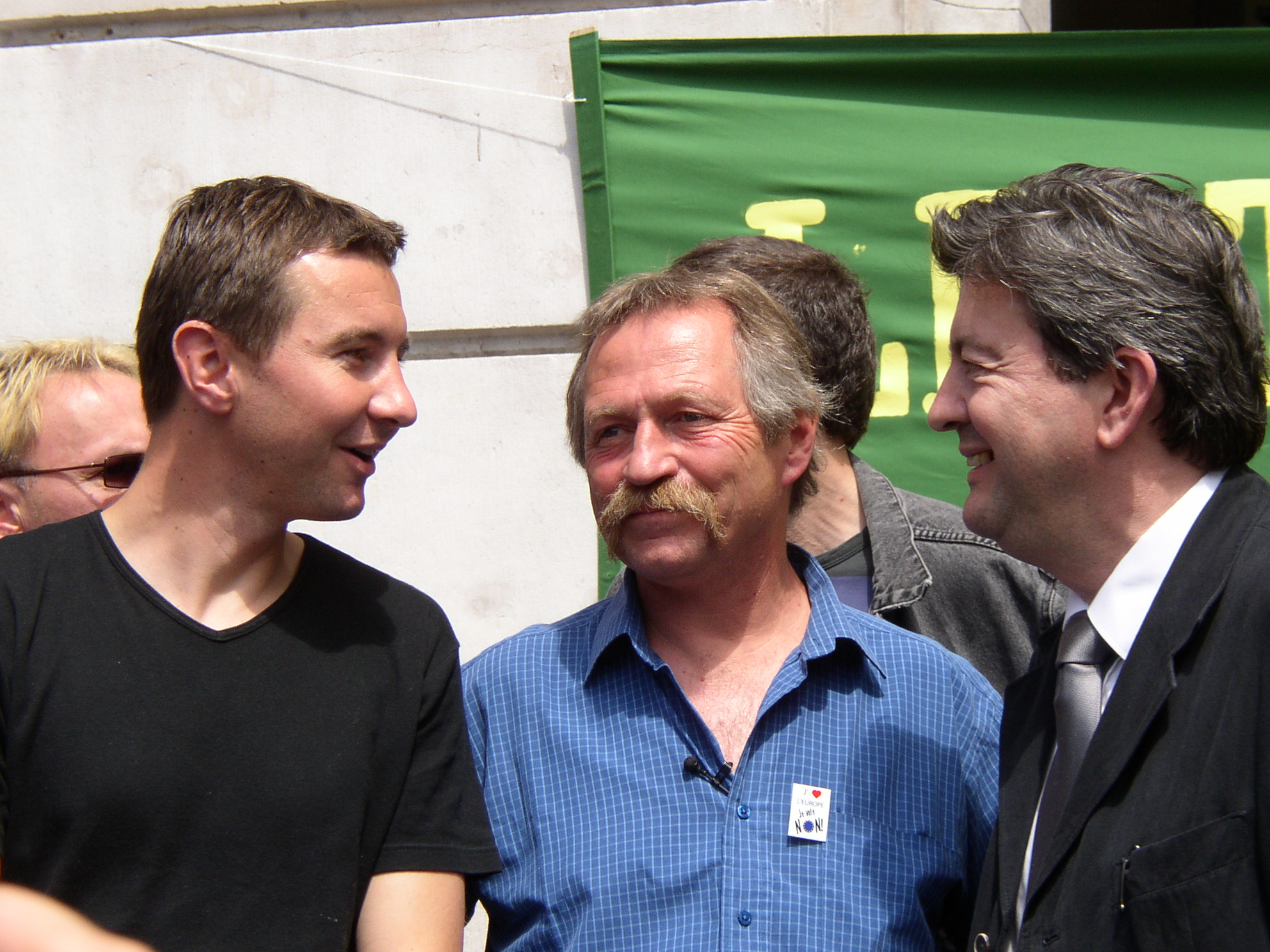
Olivier Besancenot, José Bové et Jean-Luc Mélenchon lors d'un meeting pour le non au référendum sur la Constitution européenne.

Après la victoire du « oui » au référendum interne au Parti socialiste sur le projet de traité établissant une Constitution pour l'Europe, il enfreint les consignes de son parti et fait campagne aux côtés de Marie-George Buffet (PCF), Olivier Besancenot (LCR) et José Bové (Confédération paysanne) lors de meetings pour le « non ». La campagne du « non » amène l'éclatement de Nouveau Monde : alors qu'Henri Emmanuelli crée un nouveau courant, Alternative socialiste, Jean-Luc Mélenchon crée Trait d'union (TU). Il fonde dans le même temps l'association Pour la République sociale (PRS), en dehors du Parti socialiste, dans le but de formuler et de faire vivre une orientation « républicaine et antilibérale » dans la gauche française. PRS se prononce pour une force politique nouvelle qui prenne en compte à la fois l'échec de ce qui fut le modèle soviétique et l'« impasse » d'une social-démocratie européenne accompagnant les « réformes » du néolibéralisme,.
Il défend l'idée selon laquelle le candidat socialiste pour l'élection présidentielle de 2007 doit être une personne qui a défendu le « non » au référendum sur la Constitution européenne, car cette échéance coïncide selon lui avec le calendrier européen pour une renégociation du traité constitutionnel, qui devrait s'appliquer à partir de 2009. Dans cet esprit, pour Jean-Luc Mélenchon, Laurent Fabius est le mieux placé pour l'élection présidentielle de 2007.

### Dernières années au Parti socialiste (2005-2008)
Lors du congrès du Mans, en novembre 2005, Trait d'union dépose une contribution. L'aile gauche du PS, malgré le consensus de ses dirigeants sur la question européenne, part cependant divisée, TU rejoignant la motion conduite par Laurent Fabius et soutenue par Marie-Noëlle Lienemann, tandis que les autres meneurs de l'aile gauche se rassemblent derrière la motion présentée par le NPS. La première obtient 21,2 %, la seconde 23,6 %, tandis que les militants reconduisent la majorité sortante de François Hollande (53 %). Dans le cadre de l'élection primaire organisée un an plus tard au PS pour départager les candidats à la candidature socialiste à l'élection présidentielle, Jean-Luc Mélenchon apporte à nouveau son soutien à Laurent Fabius.

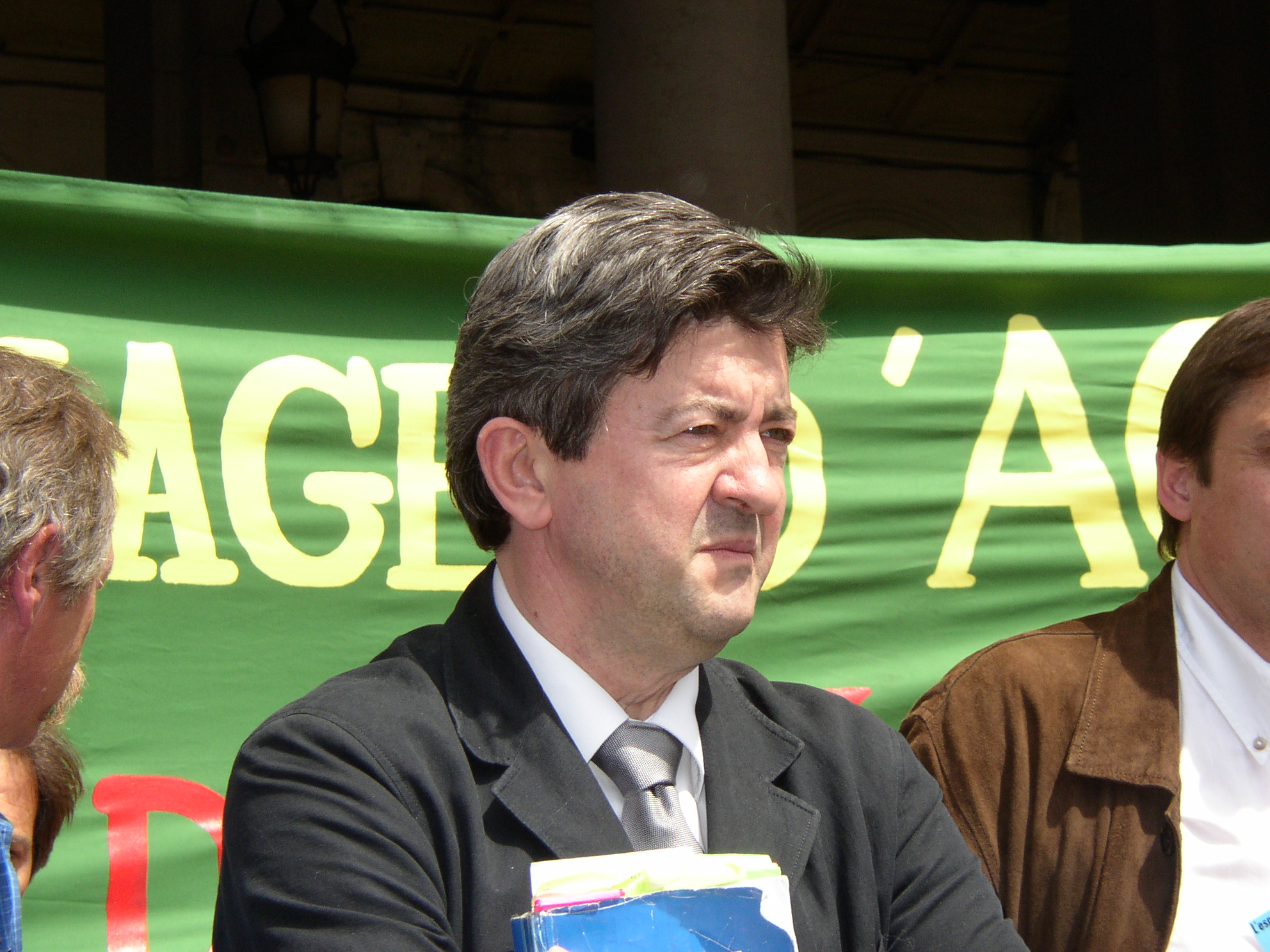
Jean-Luc Mélenchon en 2005.

À ce titre, il déclare en août 2005 :

« Il n'y a pas cinquante candidats pour l'élection présidentielle de 2007 au PS, au point où nous en sommes, il n'en reste que deux : Laurent Fabius et Dominique Strauss-Kahn. Ce sont deux hommes intelligents, qui ont bonne mine, mais il faut bien les démarquer sur quelque chose donc sur leurs idées et leurs engagements. […] Je souhaite que le PS ne fasse pas l'erreur d'aller présenter un candidat qui aurait été partisan du oui [à la Constitution européenne, ce qui est le cas de Dominique Strauss-Kahn]. Par raisonnement, je déduis que c'est Laurent Fabius qui doit être candidat. […] Fabius a été ministre, il est capable de diriger le pays. Je vais le soutenir, mais pas de chèque en blanc. »

Le surlendemain de l'investiture de Ségolène Royal par le Parti socialiste, à laquelle il s'était opposé, il assiste à un meeting de la gauche antilibérale, laissant planer le doute sur son éventuel soutien à sa candidature à l'élection présidentielle.
Après l'échec des collectifs unitaires à se réunir derrière une candidature commune, il écrit sur son blog, affirmant son soutien à Ségolène Royal : « Une partie de l'électorat politisé de la gauche se démobilise. Il ne se sent pas représenté. Une partie de la population électorale parmi les désemparés (par la dureté de la vie) — désorientés (par l'absence d'alternative politique radicale intelligible) va continuer à flotter entre l'indifférence écœurée et les poussées de colère électorale aveugle. Enfin, la centralité de la candidature socialiste à gauche est désormais totale, que cela plaise ou pas, parce qu'elle paraît la seule efficace pour atteindre le programme commun le plus élémentaire : être présent au deuxième tour et battre la droite ». La défaite de cette dernière au second tour du scrutin présidentiel, face au candidat de l'UMP Nicolas Sarkozy, l'amène à critiquer de manière très vive la stratégie de l'ex-candidate, notamment par le biais de son livre En quête de gauche.
À l'occasion du congrès de Reims en septembre 2008, Trait d'union dépose une nouvelle contribution. Appelant à l'union de toutes les tendances de l'aile gauche du PS, Jean-Luc Mélenchon parvient très tôt à un accord avec le courant Forces militantes animé par le député nordiste Marc Dolez. Mais les autres tendances, rassemblées autour du Nouveau Parti socialiste de Benoît Hamon et Henri Emmanuelli, hésitent longtemps entre cette stratégie et un soutien à la motion conduite par Martine Aubry et Laurent Fabius. La veille du dépôt des motions, un accord est finalement conclu entre les sept contributions de l'aile gauche du PS, et Jean-Luc Mélenchon fait partie des signataires de la motion C intitulée « Un monde d'avance », conduite par Benoît Hamon. Il a qualifié ce rassemblement d'« événement historique »: cette motion rassemble en effet pour la première fois toutes les sensibilités de l'aile gauche du PS, avec des personnalités emblématiques de cette tendance comme Gérard Filoche, Marie-Noëlle Lienemann ou Paul Quilès.
Le 6 novembre 2008, les militants socialistes votent pour départager les différentes motions. La motion soutenue par Ségolène Royal arrive en tête avec environ 29 % des suffrages exprimés, tandis que celle conduite par Benoît Hamon arrive en quatrième position avec 18,5 %. Pour Jean-Luc Mélenchon, c'est une victoire de la majorité sortante, qui emporte 80 % des suffrages et, parmi ces voix, quelques-unes prônent l'alliance au centre. S'estimant trop éloignés de cette tendance au point qu'il ne soit pas utile de prendre part au congrès, Jean-Luc Mélenchon et Marc Dolez annoncent le 7 novembre leur décision, « par fidélité à leurs engagements » et dans un souci d'indépendance d'action, de quitter le Parti socialiste, pour créer un nouveau mouvement « sans concession face à la droite ».
Ils annoncent « la construction d'un nouveau parti de gauche », simplement intitulé le « Parti de gauche » (sur le modèle allemand de Die Linke), et appellent « à la constitution d'un front de forces de gauche pour les élections européennes ». Le 18 novembre, à l'occasion d'une rencontre avec le Parti communiste français, les deux partis ont annoncé leur alliance sous forme de « partenariat », dans le cadre d'un « front de gauche pour une autre Europe démocratique et sociale, contre la ratification du Traité de Lisbonne et les traités européens actuels ». Le meeting de lancement du Parti de gauche se tient le 29 novembre 2008 à Saint-Ouen, en présence du coprésident de Die Linke Oskar Lafontaine.

### Fondation et émergence du Parti de gauche (2009-2012)

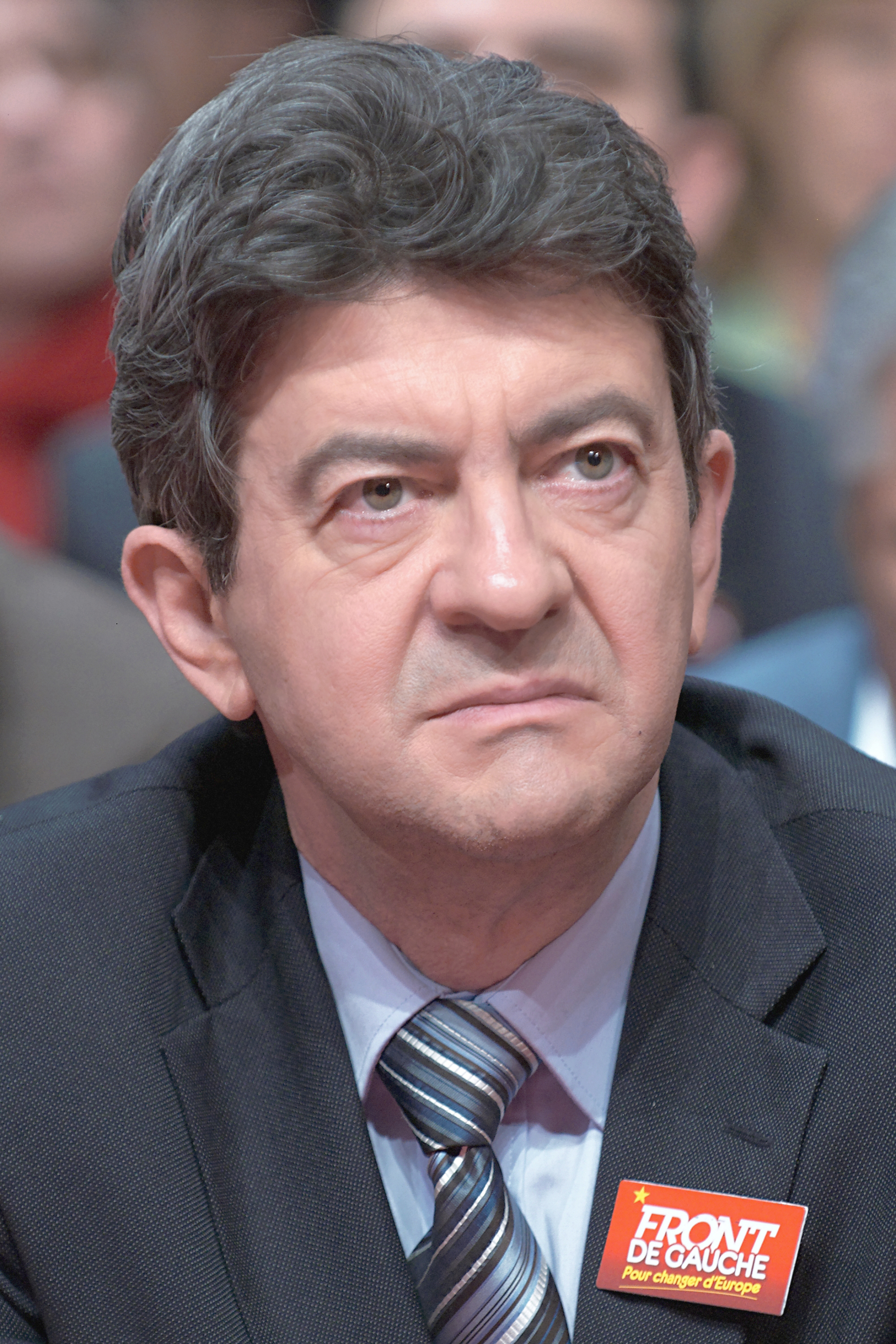
Jean-Luc Mélenchon, lors d'un meeting du Front de gauche en mars 2009.

Le Parti de gauche (PG) est fondé le 1er février 2009 lors du Congrès de Limeil-Brévannes, en présence de quelque six cents délégués venus de tous les départements dans lesquels des comités du parti se sont formés. Jean-Luc Mélenchon est élu président du bureau national, puis coprésident de ce parti (en binôme avec Martine Billard) lors du congrès du Mans en novembre 2010.
À l'occasion de cette fondation s'inspirant du modèle de Die Linke, un secrétariat national (SN) au combat écologique (confié à Corinne Morel Darleux) est fondé pour réconcilier socialisme et préservation des ressources de la planète Terre. Il s'inspire en partie des théories de la décroissance pour réaffirmer l'idée forte d'une organisation de gauche sociale et écologique. Le développement des énergies alternatives, du fret et du ferroutage sont donc des chevaux de bataille décisifs pour le PG et son président Mélenchon qui considère qu'« écologie et capitalisme sont incompatibles ».
Bien qu'il ait réalisé l'essentiel de sa carrière politique dans l'Essonne, la répartition des candidatures au sein du Front de gauche l'amène à conduire la liste présentée par la nouvelle alliance dans la circonscription Sud-Ouest lors des élections européennes de juin 2009. Cette liste obtient 8,15 % des suffrages exprimés, le meilleur résultat du Front de gauche, et lui permet de devenir député européen. Selon Lilian Alemagna et Stéphane Alliès, son appartenance à la franc-maçonnerie aurait pesé dans le choix du Sud-Ouest, dont Jean-Luc Mélenchon apprécie la tradition radicale et laïque.
Il entretient des relations plus développées avec les élus européens du sud de l'Europe qu'avec les Allemands de Die Linke et plusieurs autres élus des pays du nord et de l'est du continent. Il est, lors de la mandature allant de 2009 à 2014, quatrième vice-président de la commission des Affaires étrangères de l'Union, même s'il n'a été présent à aucune des réunions en 2013.
Dès lors, en octobre 2009, il se dit disponible pour se présenter aux élections régionales françaises de 2010 en tant que tête de liste dans la région Languedoc-Roussillon. Puis, à la suite de l'affaire Jean Sarkozy portant sur la direction de l'EPAD, situé dans le département des Hauts-de-Seine, au sein du quartier de la Défense, il signale sa disponibilité pour mener la liste Front de gauche en Île-de-France pour remporter la bataille de la direction à gauche. Pierre Laurent, futur secrétaire fédéral du PCF, conduit le Front de gauche en Île-de-France, Jean-Luc Mélenchon n'étant pas candidat aux élections régionales.

### Candidature présidentielle de 2012
Pressenti candidat à l'élection présidentielle, Jean-Luc Mélenchon connaît en octobre et en novembre 2010 une percée médiatique, de par une présence importante dans la presse et à télévision, mais aussi lors de manifestations,,. Son ouvrage Qu'ils s'en aillent tous !, pamphlet contre les élites et avant-goût de programme électoral, connaît de très bons chiffres de ventes (16 000 exemplaires en un mois, 50 000 en trois). Il s'y créé un personnage populaire, qui « parle au peuple à la façon du peuple », s'opposant à l'élite strauss-kahnienne — Dominique Strauss-Kahn est à ce moment le favori du Parti socialiste. Le résultat immédiat de cette communication est cependant très mesuré, sa popularité et ses résultats dans les sondages préélectoraux étant toujours faibles,.
Mélenchon propose officiellement sa candidature le 21 janvier 2011. Il obtient successivement le soutien du Parti de gauche, de Gauche unitaire et de la Fédération pour une alternative sociale et écologique. Le 5 juin 2011, 63,6 % des huit cents délégués du Parti communiste français réunis lors d'une conférence nationale à Montreuil votent en faveur d'une résolution politique incluant la candidature de Jean-Luc Mélenchon en vue de l'élection présidentielle de 2012. Lors d'une consultation interne qui se tient du 16 au 18 juin 2011, les militants communistes se prononcent majoritairement en faveur de sa candidature (59,12 %) face à celles d'André Chassaigne (36,82 %) et d'Emmanuel Dang Tran (4,07 %). Jean-Luc Mélenchon devient ainsi le candidat officiel du Front de gauche pour l'élection présidentielle de 2012,,. Il reçoit le soutien de l'ensemble des composantes du Front de gauche, d'autres partis comme les Alternatifs, et de plusieurs dirigeants du Nouveau Parti anticapitaliste qui le préfèrent au candidat présenté par leur parti, Philippe Poutou.

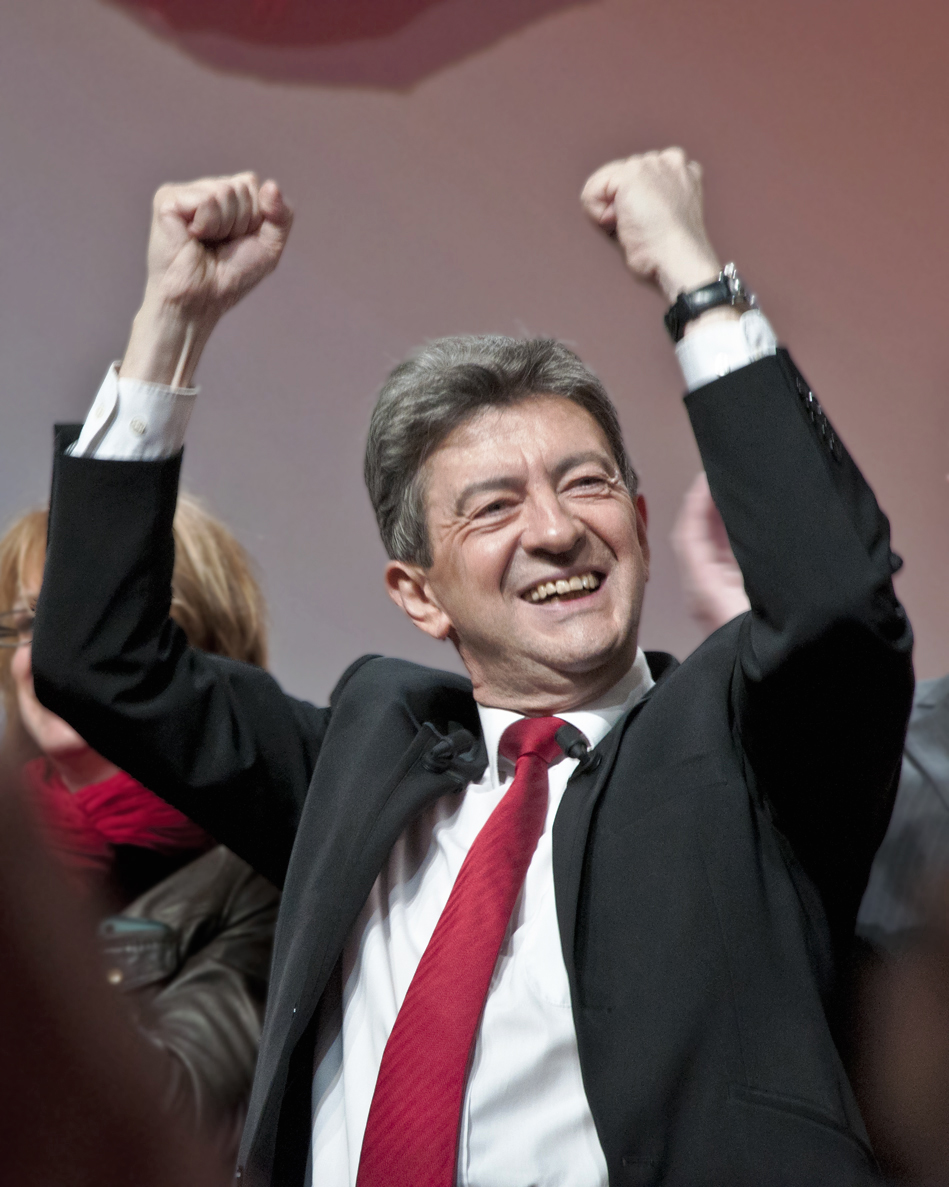
Jean-Luc Mélenchon lors de son dernier meeting de campagne, le 19 avril 2012.

Au cours de sa campagne, Jean-Luc Mélenchon tient de nombreux meetings qui connaissent de vrais succès d'affluence. Il rassemble jusqu'à cent vingt mille personnes, selon les organisateurs, lors d'une « marche pour la Sixième République » organisée place de la Bastille, à Paris, le 18 mars. Le candidat du Front de gauche connaît une progression constante dans les sondages ; le sondeur CSA lui attribue ainsi 13 % d'intentions de vote le 21 mars. Le 23 mars, en recueillant 14 % des intentions de vote selon un sondage BVA, il confirme cette dynamique positive en dépassant, dans ce sondage, François Bayrou et Marine Le Pen qu'il prend souvent pour cible dans le cadre de sa campagne. Le 27 mars 2012, le Front de gauche réunit vingt-trois mille personnes lors de son meeting à Lille. La semaine suivante, après deux meetings en salle comble, à Vierzon et Limoges, il réunit près de soixante-dix mille personnes place du Capitole à Toulouse et près de cent vingt mille, selon les organisateurs, sur la plage du Prado à Marseille le 14 avril.
Le 11 avril 2012, il reçoit le soutien du président équatorien Rafael Correa. Lors de la dernière semaine de l'élection, sa présence, quatre ans auparavant en 2008, lors la remise de la Légion d'honneur à Patrick Buisson est évoquée provoquant une courte polémique,. Le 18 avril 2012, un manifeste intitulé « Pour nous, c'est Mélenchon » est lancé par plus de mille universitaires, chercheurs, artistes « travailleurs de la culture » appelant à voter en sa faveur.
Totalisant 11,10 % des voix (3,98 millions de voix) au premier tour, Jean-Luc Mélenchon termine quatrième de cette élection présidentielle, derrière Marine Le Pen et devant François Bayrou.
Selon Le Figaro son score ajouté à ceux du NPA (1,15 %) et LO (0,56 %) revient au total de ceux du PCF et des deux partis d'extrême gauche à la présidentielle de 2002, qui avait ensuite été divisé par deux par le vote utile à la suivante, en 2007, où ces trois partis n'avaient réuni que 7%, dont 1,93 % pour le PCF, 1,33% pour LO et 4,08% pour le NPA, tandis qu'EÉLV s'était effondré à 1,57% contre 5,25% en 2002.
En appelant dès le soir du premier tour à voter contre Nicolas Sarkozy, il demande à ses électeurs de voter pour le candidat du Parti socialiste François Hollande, sans toutefois prononcer le nom de ce dernier.
Selon un sondage OpinionWay-Fiducial-Le Figaro conduit le jour du vote du premier tour de l'élection présidentielle, Jean-Luc Mélenchon a dépassé son score général, dans plusieurs catégories à qui il s'était adressé en particulier : 15 % chez les ouvriers, 14 % chez les professions intermédiaires, 18 % chez les intérimaires, 17 % chez les personnes vivant dans un foyer dont les revenus mensuels sont inférieurs à 999 € par mois, 23 % chez les électeurs de confession musulmane, 18 % chez les « sans-religion » et 16 % chez les 18 à 24 ans.

### Candidature aux élections législatives de 2012 dans le Pas-de-Calais
À l'issue de l'élection présidentielle, il se présente aux élections législatives dans la onzième circonscription du Pas-de-Calais, où le quart des électeurs habite Hénin-Beaumont, ville où Steeve Briois (Front National) avait été élu maire dès le 1er tour en 2014, et où se présente aussi Marine Le Pen, à qui il espère « faire barrage ».
Pendant cette campagne, il est notamment la cible d'une opération de propagande noire des militants du front national, qui confectionnent et diffusent dans la circonscription, en se faisant passer pour des militants du Front de gauche, un faux tract rédigé en arabe appelant à voter pour Jean Luc Mélenchon. Marine le Pen reconnait les faits et se félicite d'avoir réussi un « coup médiatique ».
Jean-Luc Mélenchon obtient 21,5 % des votes exprimés au premier tour, juste derrière les 23,7 % de Philippe Kemel (PS) mais loin derrière les 42,3% de Marine Le Pen. N'ayant pas atteint le seuil de 12,5 % des inscrits, il ne peut se qualifier pour le second tour et appelle à faire battre la candidate frontiste. Philippe Kemel est ainsi élu de justesse, malgré la progression de 4 414 voix par Marine Le Pen.
Même si la presse y voit un second échec après l'élection présidentielle, il relativise en soulignant sa progression de 965 voix par rapport à la présidentielle dans cette circonscription ouvrière et populaire, située au cœur du Bassin minier du Nord-Pas-de-Calais, où il a, une semaine avant le 1er tour, participé à une marche de 6 000 personnes commémorant celle des femmes résistantes vers les grands bureaux de la Compagnie des mines de Courrières à Billy-Montigny, menées par Émilienne Mopty en pleine grève des mineurs de mai-juin 1941.

### Opposant sous la présidence Hollande (2012-2017)
Dans un discours de 2012, il précise sa stratégie de conquête du pouvoir, inspirée de la révolution bolivarienne : « l’hégémonie politique a un préalable : il faut tout conflictualiser […] pour transformer un peuple révolté en peuple révolutionnaire »,,qu’il confirmera régulièrement par la suite.
Le 6 décembre 2012, Jean-Luc Mélenchon rencontre Julian Assange à l'ambassade d'Équateur à Londres, prenant la défense du fondateur de WikiLeaks, menacé d'extradition vers les États-Unis pour des crimes qu'il nie avoir commis.
Il se rend, le 10 février 2013, sur la tombe de Chokri Belaïd, homme politique tunisien assassiné quelques jours avant son arrivée au Maghreb,.

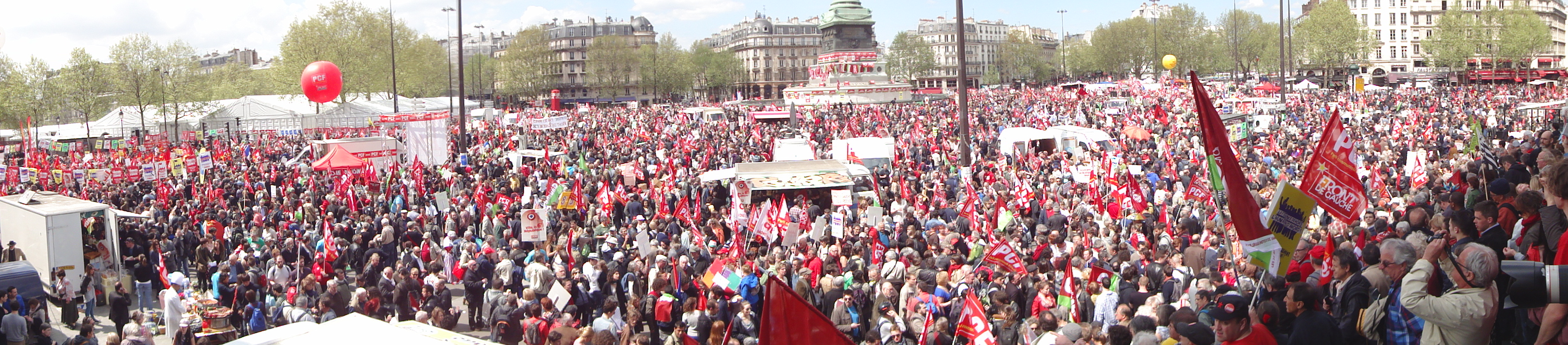
Marche citoyenne pour la, place de la Bastille, le 5 mai 2013.

Au printemps 2013, Jean-Luc Mélenchon appelle à une manifestation de masse, baptisée « Marche citoyenne pour la VIe République », organisée à Paris le 5 mai 2013 par le Parti de gauche entre la place de la Bastille et la place de la Nation. Elle réunit cent quatre-vingt mille personnes selon les organisateurs et trente mille selon la préfecture.
Le 1er décembre 2013, il dirige à Paris une nouvelle manifestation pour la « révolution fiscale », protestant notamment contre les hausses de TVA décidées par le gouvernement Ayrault. Elle réunit cent mille personnes selon les organisateurs et sept mille selon la police. Une polémique concernant ces chiffres, ainsi que les conditions d'une interview donnée à la chaîne TF1, mettent en cause Jean-Luc Mélenchon ainsi que les rôles de différents médias[Pas dans la source]. L'association de critique des médias proche de la gauche antilibérale Acrimed, publie peu après un récapitulatif de la couverture médiatique de l'événement.
Il est à nouveau désigné tête de liste du Front de gauche pour les élections européennes de 2014 dans la circonscription Sud-Ouest (Aquitaine, Midi-Pyrénées, Languedoc-Roussillon). Dans le cadre de ce scrutin, il se dit pessimiste sur l'avenir de la monnaie unique européenne : « La question n'est pas de savoir si on doit sortir de l'euro mais quand et comment on le fera. » La liste qu'il mène obtient un élu avec un score de 8,57 % et arrive en sixième position, ce qui lui permet d'être réélu député européen le 25 mai 2014.
Au niveau national, le Front de gauche obtient 6,6 %. Si Jean-Luc Mélenchon reconnaît un « échec » du Front de gauche, il en rejette la responsabilité sur le Parti communiste et les accords électoraux conclus entre celui-ci et le Parti socialiste aux élections municipales de mars 2014.
Le 22 juillet 2014, il annonce l'évolution de sa position au sein du Parti de gauche : « Pour moi, ce n'est pas de me mettre en retrait, c'est m'utiliser autrement. J'ai fait mon temps à organiser la vie d'un parti. J'essaie de cristalliser quelque chose qui existe en dehors de moi. J'ai besoin de temps, je ne peux plus continuer comme cela ».
Il annonce, le 22 août suivant, son départ de la direction du Parti de gauche et la création d'une direction collégiale. Cette mise en retrait au sein du parti n'est pas une mise en retrait politique, et il déclare fin janvier 2015 être « disponible » pour l'élection présidentielle de 2017.
En septembre 2014, il lance un appel pour un grand mouvement populaire en faveur d'une Sixième République.
Il milite pour une alliance Front de gauche-Europe Écologie Les Verts, en y engageant éventuellement l'aile gauche (« frondeurs ») du Parti socialiste, le Nouveau Parti anticapitaliste et Nouvelle Donne. Son but est de créer un équivalent français à la coalition SYRIZA, qui a pris le pouvoir en Grèce à la suite des élections législatives grecques de janvier 2015. Ce projet déclenche des tensions entre l'aile droite d'Europe Écologie Les Verts (surtout représentée par Jean-Vincent Placé), favorable à un retour au gouvernement social-libéral de Manuel Valls, et l'aile gauche (surtout représentée par Cécile Duflot), plus sensible aux appels de Mélenchon,.

### Candidature présidentielle de 2017

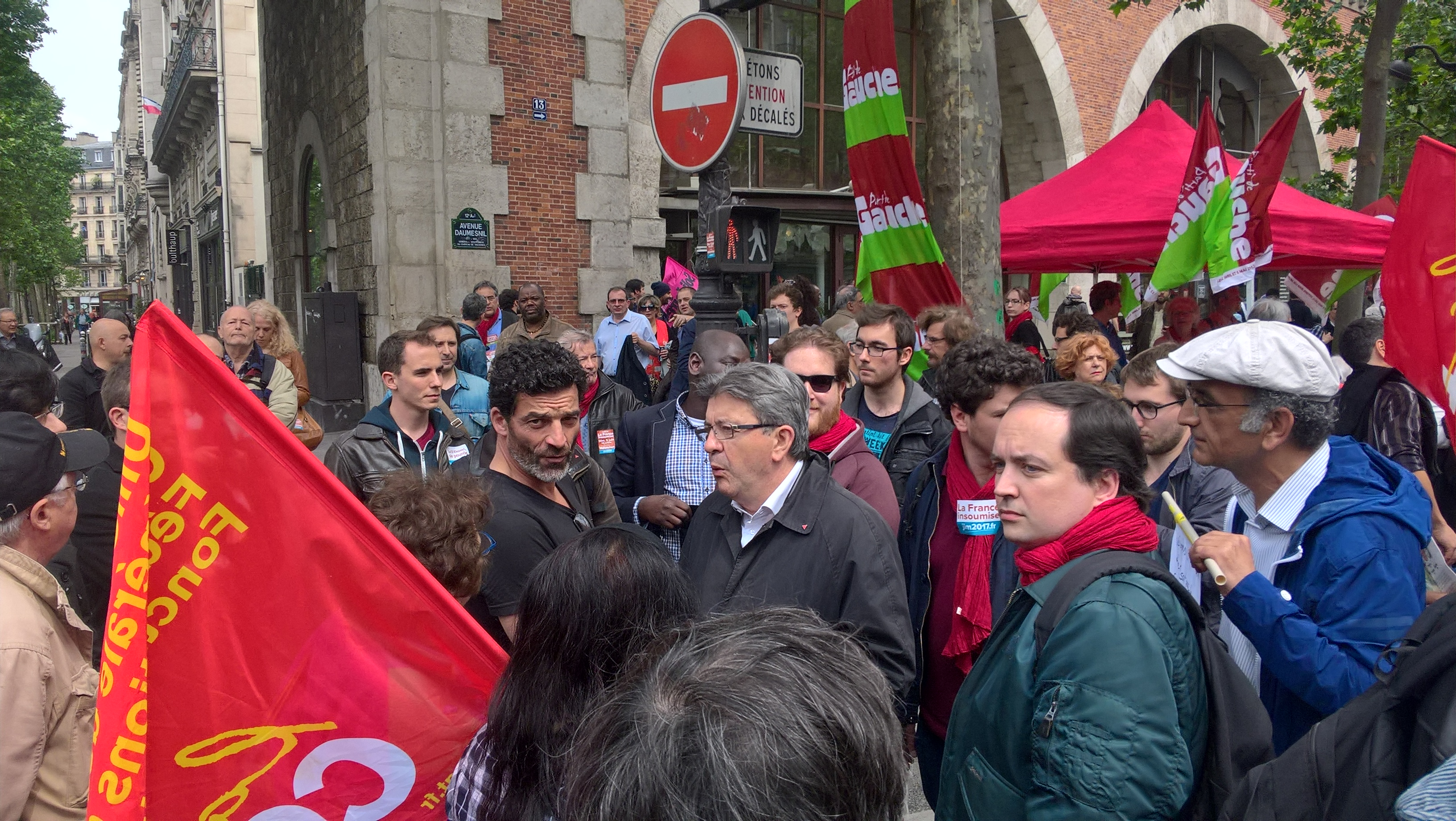
Jean-Luc Mélenchon, le 26 mai 2016 à Paris, lors d'une manifestation contre la loi El Khomri.

Le 10 février 2016 sur TF1, Mélenchon annonce qu'il est candidat à l'élection présidentielle de 2017 et qu'il ne participera donc pas à la primaire de la Belle Alliance populaire. Il propose une candidature « hors cadre de partis », donc hors du cadre du Front de gauche, et invite ainsi les citoyens à le soutenir, notamment sur le plan financier ; pour cela il lance le mouvement La France insoumise (LFI), dont l'outil principal est une plate-forme Internet participative.

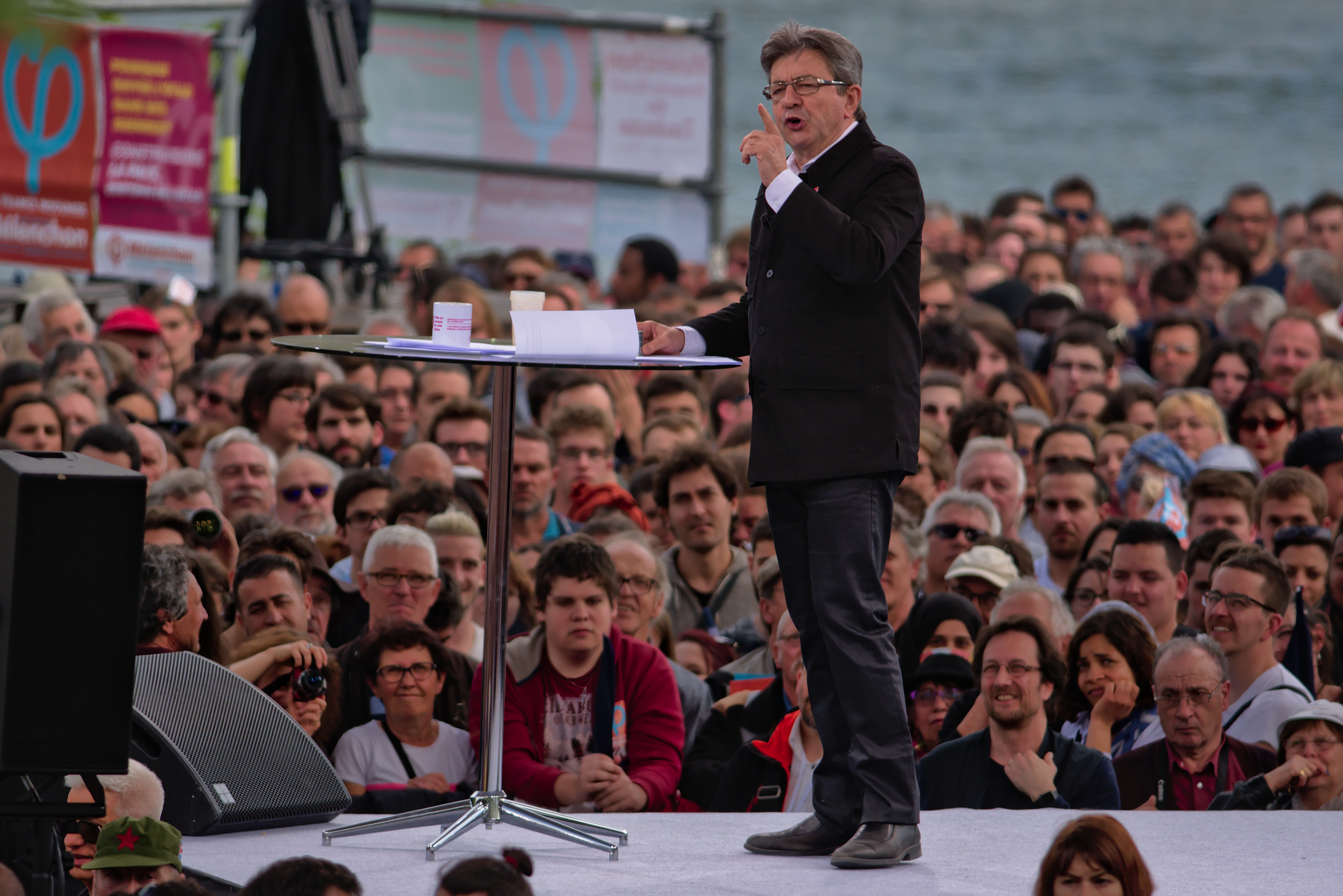
Jean-Luc Mélenchon prononçant un discours devant des sympathisans en 2017.

Son mouvement et sa candidature reçoivent a posteriori le soutien des trois principales composantes du Front de gauche, à savoir le Parti de gauche, le mouvement Ensemble ! et le Parti communiste français, ainsi que de la Nouvelle Gauche socialiste fondée par d'anciens membres du PS et de plusieurs membres d'Europe Écologie Les Verts comme la « Coopérative écologie sociale » avec le député Sergio Coronado, ou encore le maire de Grenoble, Éric Piolle.
À partir de juin 2016, des enquêtes d'opinion donnent Jean-Luc Mélenchon devant le président sortant François Hollande comme devant le Premier ministre Manuel Valls en termes d'intentions de vote à la présidentielle et indiquent qu'il est le candidat préféré des sympathisants de gauche,. Il publie en décembre le programme de La France insoumise (L'Avenir en commun, aux éditions du Seuil), qui entre directement dans le top 10 des ventes tous genres confondus selon le classement GFK/ LivresHebdo, puis se retrouvera en avril 2017 avec un total de 250 000 exemplaires vendus, ce qui selon Challenges « pulvérise les records »,.

#### Stratégie numérique
Largement perçu par les organes de presse comme le meilleur orateur parmi les principaux candidats, Jean-Luc Mélenchon choisit d'opter pour une « stratégie numérique » visant à utiliser des médias nouveaux afin de pouvoir s'exprimer en dehors du cadre des médias traditionnels, sans pour autant les laisser de côté. Cette stratégie, inspirée de la campagne de Bernie Sanders aux États-Unis,, est initiée par Sophia Chikirou, sa plus proche conseillère et la « directrice de la communication » de sa campagne, Antoine Léaument étant responsable de la partie internet (Facebook, Twitter, Youtube). Il devient ainsi massivement suivi sur YouTube, puisque sa chaîne est la première parmi les personnalités politiques françaises avec plus de cent trente mille abonnés en décembre 2016, — il dépasse les chaînes du président américain Donald Trump et de son adversaire Hillary Clinton durant le même mois — puis plus de deux cent soixante-dix mille abonnés en avril 2017. Il y propose notamment une émission hebdomadaire, intitulée La Revue de la semaine. Pour son meeting sur l'esprit des sciences et du partage du 5 février 2017, le candidat réalise également une première mondiale en étant présent à la fois à Lyon et, en « hologramme », à Paris,,. Il est également soutenu durant toute la campagne par de nombreuses initiatives émanant du Discord insoumis, une plate-forme numérique depuis laquelle se coordonnent plusieurs milliers de sympathisants sur les réseaux sociaux.

#### Programme
Son programme reprend celui de 2012, « L'Humain d'abord », actualisé dans l'optique d'une réponse au changement climatique, et comporte comme grands axes : sortir des traités européens, construire une Sixième République, mener une transition énergétique, et développer l'économie de la mer,. Selon Damon Mayaffre, lors de cette campagne, « le mélenchonisme se présente […] de manière ambitieuse et officielle comme un « néohumanisme social et écologique », et revendique dans un même mouvement les Lumières et la Révolution jacobine comme passé, le socialisme comme présent et l'exigence écologique comme avenir ».
Selon les organisations non gouvernementales Action Santé mondiale, Action contre la faim, Care France et ONE, qui confrontent les propositions de chacun des candidats à l’élection présidentielle sur l'aide au développement pour les pays les plus pauvres, Mélenchon est le candidat le plus engagé en matière de solidarité internationale. Cependant, le volet international de son programme pose plusieurs questions, notamment sur la volonté de rapprochement avec la Russie : Mélenchon souhaite faire retirer le système de défense antimissile de l'OTAN en Europe de l'Est avant de quitter l'organisation et convoquer une conférence internationale sur la Crimée afin de statuer sur de nouvelles frontières à la suite de l'annexion russe de 2014. Le candidat socialiste Benoît Hamon qualifie cette légitimation de l'invasion de fait « extrêmement dangereu[se] » alors que plusieurs historiens signent une tribune dans Libération contre cette proposition. Pour la journaliste Aude Lorriaux de Slate, Jean-Luc Mélenchon est « le plus profondément féministe des cinq « grands » candidats » et « est celui qui a le plus travaillé son programme […], son texte [étant] le plus pointu et le plus précis de tous les candidats » en ce qui concerne « la question des droits des femmes ».

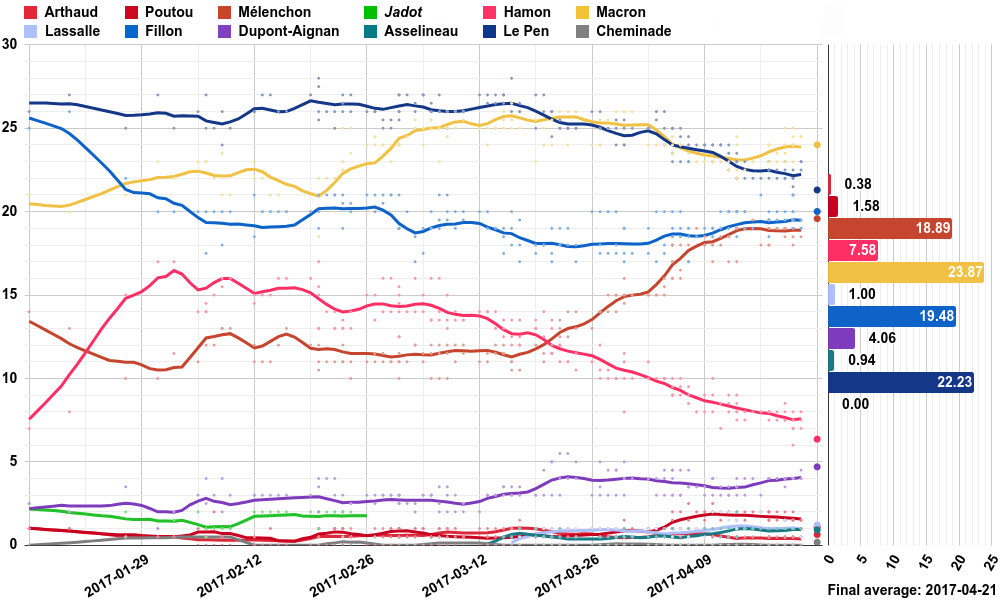
Évolution des intentions de vote à l'élection présidentielle de 2017 : en rouge, celles de Jean-Luc Mélenchon, qui connaissent une forte augmentation en fin de campagne au détriment de Benoît Hamon (en rose).

#### Hostilités, traitement médiatique
Alors qu'il cherche à progresser chez les électeurs indécis et à atténuer l'image révolutionnaire qu'il mettait en avant durant sa précédente campagne présidentielle,, sa percée dans les sondages, où il passe en quelques semaines de 11 % à 19 %, fait de lui « la cible privilégiée de ses adversaires » selon L'Express, qui souligne qu'il avait été jusqu'ici épargné. Le chef de l'État, François Hollande, déclare à son sujet que la classe politique a « besoin de renouvellement », ce qui, d'après L'Express, est une « façon d'enfoncer un peu plus Jean-Luc Mélenchon, élu depuis le début des années 1990 ». Acrimed relève que les médias dominants procèdent « un déferlement de commentaires hostiles, outranciers et grossièrement partisans ». Acrimed note que Libération compare un salon internet animé par les militants de La France insoumise à un salon similaire du Front national, et François Lenglet sur France Télévisions expose « les similitudes » entre les programmes de Mélenchon et de l'extrême droite, « un procédé qu’il ne renouvelle pas – du moins avec autant de ferveur et d’aplomb – avec les autres candidats ». D'après le journaliste politique Alexandre Poussart, la presse de droite tombe « parfois dans la caricature anticommuniste ». Le journal de droite Le Figaro estime d'ailleurs que son programme est « délirant » et qualifie le candidat d'« apôtre des dictateurs révolutionnaires » (Chávez, Castro, Robespierre). Pour Mathias Reymond d'Acrimed, Jean-Luc Mélenchon subit un traitement médiatique qu'aucun autre politique n'avait subi avant lui, excepté Jean-Marie Le Pen en 2002. Selon Thomas Guénolé, deux voire trois fois plus d'articles traitant de Jean-Luc Mélenchon (40 % à 65 %) que ceux traitant d'Emmanuel Macron (environ 28 %) ont une portée négative à la fin de la campagne. Pour Marianne, la perspective de le voir au second tour déclenche un violent tir de barrage de la « presse conservatrice » : il est accusé d'être extrémiste, et son électorat est traité d'irresponsable. Marianne raille les craintes concernant le programme social de Mélenchon. Selon le journal Les Échos, le candidat insoumis inquiète les marchés financiers à cause de son programme fiscal, qui prévoit de taxer à 100 % les revenus au-dessus de vingt fois le revenu médian, ce dernier étant à 1 800 euros,. Une autre source d'inquiétude est une éventuelle sortie de l'euro s'il venait à être élu président de la République.

#### Échec et consigne pour le second tour
Jean-Luc Mélenchon termine finalement à la quatrième position, avec sept millions de voix et 19,58 %, derrière Emmanuel Macron (24,01 %), Marine Le Pen (21,30 %) et François Fillon (20,01 %). Jean-Luc Mélenchon arrive en première position dans les départements de la Seine-Saint-Denis, de la Dordogne, de l'Ariège, de la Guyane, de la Martinique, de La Réunion et à Saint-Pierre-et-Miquelon, mais sur ces sept départements et collectivité, quatre présentent la caractéristique d'un pourcentage de votes exprimés inférieur à 55 % des inscrits.
Pour le second tour, opposant Marine Le Pen à Emmanuel Macron, il renvoie dos à dos les deux qualifiés et ne donne aucune consigne de vote, refusant d'appeler au « front républicain » contre Le Pen, alors qu'en 2002, il avait appelé à voter Jacques Chirac contre le père de la candidate Jean-Marie Le Pen,. Il appelle à la responsabilité de ses électeurs, tendant en grande majorité contre Marine Le Pen,, et invite les membres de La France insoumise à se positionner en votant sur la plate-forme Internet du mouvement, dont le résultat sera publié le 2 mai. Les membres de la plate-forme s'étant inscrits avant le 23 avril à 22 h sont appelés à choisir entre l'abstention, le vote blanc ou nul, et le vote en faveur d'Emmanuel Macron seulement. Le 26 avril, Jean-Luc Mélenchon décide de ne pas indiquer précisément quel sera son vote personnel, tout en affirmant qu'il ne votera pas pour le Front national. Il déclare qu'« il n'y a pas besoin d'être grand clerc pour deviner ce [qu'il va] faire » et qu'il se tient à cette position « pour que [ses soutiens puissent] rester regroupés ». Lors de certaines interviews, dans cet entre-deux-tours comme lors de celui des élections législatives qui suivent, il appelle cependant à ne pas voter pour le FN,. Selon Claude Askolovitch, Jean-Luc Mélenchon a voté Macron, contrairement à la plupart de ses proches ; le journaliste souligne qu'« il est resté dans la tradition des gauches et les scrupules de toute une vie. Il n’a pas pu le dire ». D'après les études d'opinion, les partisans de Jean-Luc Mélenchon ont voté majoritairement pour Macron, alors que le sondage proposé sur la plate-forme Internet des Insoumis donnait le vote Macron à seulement 34 %.

### Député de laXVelégislature(2017-2022)
Jean-Luc Mélenchon conduit la campagne législative de juin 2017 pour son mouvement et annonce sa candidature à Marseille, ville dans laquelle il est arrivé en tête au premier tour de la présidentielle. Il se présente dans la quatrième circonscription des Bouches-du-Rhône, notamment face au député PS sortant, Patrick Mennucci. Cette candidature est dénoncée par certains commentateurs et responsables politiques comme un « parachutage »,. Candidat précédemment investi par La France insoumise dans cette circonscription, Gérard Souchet regrette qu'il ne s'attaque pas à une zone de force de l'extrême droite : « Je pensais qu'il se présenterait dans la troisième où il y a un vrai défi avec le Front national. Mais son équipe est traumatisée par l'échec de 2012 à Hénin-Beaumont ». Mélenchon explique qu'il ne se présente pas dans la troisième circonscription afin de permettre l'élection de Sarah Soilihi, qui finalement n'est pas élue.
Lors de la campagne pour les législatives, Jean-Luc Mélenchon attaque l'ancien ministre de l'Intérieur, alors Premier ministre, Bernard Cazeneuve en déclarant qu'il « s'est occupé de l'assassinat de Rémi Fraisse », un militant écologiste tué par une grenade de gendarme en 2014. Ces déclarations suscitent des désapprobations et Cazeneuve porte plainte contre Mélenchon pour « diffamation ». Celui-ci refuse de s'excuser, mais reconnaît un mot « mal calibré » en ayant parlé d'« assassinat ».
Au premier tour de l'élection législative dans la quatrième circonscription des Bouches-du-Rhône, Jean-Luc Mélenchon devance ses concurrents, avec 34,3 % des voix,. Il est élu député au second tour, le 18 juin 2017, avec 59,8 % des suffrages exprimés, face à Corinne Versini, candidate de La République en marche, dans un contexte de forte abstention (64,2 %),. Il entre en fonction trois jours plus tard et devient membre de la commission des Affaires étrangères.
Après son élection, il cède sa place au Parlement européen à la communiste Marie-Pierre Vieu, qui le suivait sur la liste de candidature du Front de gauche dans la circonscription Sud-Ouest en 2014. Jean-Luc Mélenchon aurait préféré qu'elle cède sa place au suivant sur la liste, Manuel Bompard, qui a dirigé sa campagne présidentielle de 2017.
Alors que Jean-Luc Mélenchon, contrairement à une partie des autres députés de La France insoumise, est absent de la Fête de l'Humanité, le numéro un du PCF Pierre Laurent regrette qu'il ne cherche pas d'alliances avec les autres partis de gauche dont le Parti communiste français et indique : « Personne ne peut prétendre détenir la vérité à lui tout seul ». En réaction, Jean-Luc Mélenchon évoque « une direction communiste en perdition, qui s'accroche, qui ne s'exprime plus que contre [lui] », et appelle les militants communistes à le rejoindre lors de la manifestation du 23 septembre pour s'opposer au projet de réforme du code du travail.
Le 17 octobre 2017, Jean-Luc Mélenchon apprend par la presse que des partisans de l'« ultra-droite » auraient projeté des attaques armées contre des migrants, des lieux de culte musulmans et des hommes politiques, dont lui-même,. Le meneur de ces militants ayant été arrêté au mois de juin, Jean-Luc Mélenchon interpelle à l'Assemblée nationale le Premier ministre, Édouard Philippe, déclarant qu'il aurait voulu être averti de la menace qui pesait sur lui. Philippe lui répond qu'une communication aurait pu fragiliser l'enquête,,, tandis que le ministre de l'Intérieur, Gérard Collomb, dément le « sérieux » de la menace constituée par ce groupe,. Lors du procès des membres du groupuscule, qui se fait appeler OAS et se réclame du terroriste Anders Brevik, y compris son chef Logan Nisin, il apparait que les assassinats de Christophe Castaner et Jean Luc Mélenchon faisaient effectivement partie des projets d'attentats qui avaient été conçus,.
J.-L. Mélenchon figure en position non éligible sur la liste de La France insoumise aux élections européennes de 2019. Celle-ci arrive en cinquième position avec 6,3 % des voix.
En octobre 2021, afin de mener la campagne présidentielle de l’année suivante, il cède la présidence du groupe LFI à Mathilde Panot,.

### Candidature présidentielle de 2022

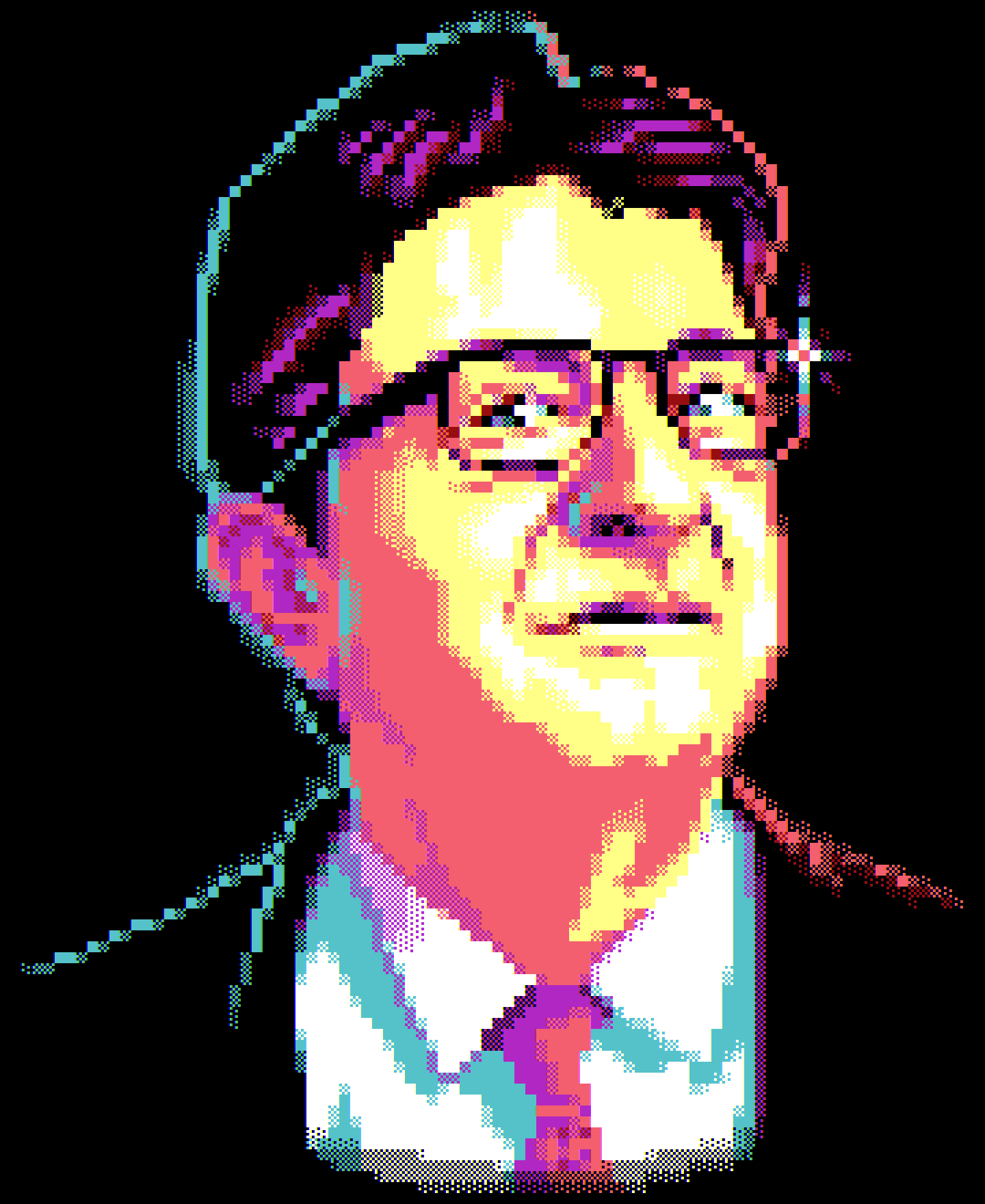
Portrait de Jean-Luc Mélenchon en pixel art.

#### Annonce de candidature et campagne
Le 8 novembre 2020, invité sur le plateau du Journal de 20 heures de TF1, il annonce proposer sa candidature à l'élection présidentielle de 2022. Il met une condition à cette candidature : il se présentera si au moins 150 000 personnes votent pour le soutenir sur une plate-forme numérique appelée « Nous sommes pour ! ». Cette « investiture populaire » se base sur une proposition de la commission Jospin pour les candidatures présidentielles, suggérant de remplacer les actuelles 500 signatures d'élus par 150 000 parrainages citoyens,. Il annonce avoir obtenu ces 150 000 signatures quatre jours plus tard,. Quatorze mois après exactement, le 8 janvier 2022, il annonce au grand jury RTL-LCI que ce nombre a quasiment doublé, passant à plus de 270 000 signatures.
Jean-Luc Mélenchon refuse de participer à la Primaire populaire, estimant que les différences programmatiques sont trop importantes,,. Comme Yannick Jadot et Anne Hidalgo, Jean-Luc Mélenchon a demandé que son nom soit retiré du scrutin, après la découverte d'une vidéo appelant à les dénigrer sur les réseaux sociaux,, et suspendre leurs parrainages en lien avec le « serment de Romainville »,. Après avoir échoué à présenter un candidat, la structure organisatrice de la primaire appelle néanmoins à voter pour Jean-Luc Mélenchon en mars 2022.
En décembre 2021, il annonce la création d'un « Parlement de l'Union populaire » qui vise à rassembler des personnalités extérieures à La France insoumise afin de soutenir sa candidature et de préparer la refondation de la gauche. Cette structure est dirigée par Aurélie Trouvé qui quitte la présidence d'Attac pour assumer cette charge, et accueille des universitaires, des responsables associatifs et syndicaux, des figures de différents mouvements sociaux ou encore des artistes,. Elle accueille aussi des personnalités issues d'autres formations politiques de gauche, comme les partis communistes (Sébastien Jumel, Karine Lebon…), EELV (Thomas Portes) ou Génération.s (Ali Rabeh).
En mars 2022, Jean-Luc Mélenchon est dans les sondages « nettement devant » les autres candidats de gauche. Mélenchon affirme alors être le seul candidat de gauche à pouvoir accéder au second tour, un narratif appuyé par l'ancienne candidate socialiste à la présidentielle Ségolène Royal, qui déclare : « Aujourd'hui, il est évident que le vote utile à gauche, c'est le vote Mélenchon »,. Mélenchon, qui en 2012 critiquait ardemment le « vote utile » en le qualifiant de « camisole de force », utilise en 2022 l'expression « vote efficace ». De même, Christiane Taubira déclare publiquement lors du dernier jour de la campagne officielle qu'elle votera pour Jean-Luc Mélenchon car « il est le seul candidat de gauche en mesure de barrer la route à l'extrême droite dès le premier tour ».
Il reçoit le 6 avril 2022 le soutien de l'ancien président brésilien Lula.

##### Électorat
Dans une publication pour la fondation Jean-Jaurès, Jérôme Fourquet passe en revue les caractéristiques du vote Mélenchon au premier tour de l'élection présidentielle de 2022. D'un point de vue géographique, cet électorat est très présent dans les grandes villes, les villes universitaires, les territoires ruraux du sud de l'hexagone, les territoires ultramarins et les banlieues. Jean-Luc Mélenchon rencontre cependant plus de difficultés dans les fiefs traditionnels du PCF, ce qui est mis en relation avec la candidature concurrente de Fabien Roussel. En termes socioéconomiques, son électorat paraît interclassiste. Il parvient en effet à obtenir le vote de cadres et professions intermédiaires tout en concurrençant le RN dans les classes populaires, étant dans ce cadre notamment performant chez les travailleurs se reconnaissant dans le syndicalisme (que Fourquet assimile aux restes du mouvement ouvrier) et chez les personnes ayant des revenus particulièrement bas (qui correspondent à des situations d'exclusion). La proportion de locataires est en outre largement plus importante que celle des propriétaires, suggérant un soutien des urbains connaissant des formes de précarité. Enfin la répartition du vote Mélenchon sur la pyramide des âges révèle une très forte surreprésentation des jeunes électeurs.
Il est le candidat pour lequel les électeurs âgés de 18 à 24 ans ont le plus voté. Les détenus français ont largement donné leur voix à Jean-Luc Mélenchon.

#### Programme
Son programme est une version remaniée et actualisée de L'avenir en commun, son projet de 2017. Sa conception a profité des contributions du laboratoire d'idées « Intérêt général », constitué de hauts fonctionnaires proches de LFI, ainsi que celles d'économistes ayant rejoint la campagne,,. Dans un entretien accordé à l'INA, Jean-Luc Mélenchon indique avoir voulu construire un programme comparable au programme commun de la gauche qui avait permis à François Mitterrand de « réussir l'union à la base quand l'union au sommet s'est dérobée » et ainsi de gagner en 1981, stratégie dont Jean-Luc Mélenchon dit vouloir s'inspirer. Le 12 mars 2022, Jean-Luc Mélenchon présente sur ses réseaux sociaux le chiffrage de L'avenir en commun et ses 690 propositions dans une émission en direct de trois heures où, notamment, il répond aux questions de quatre journalistes économiques,.

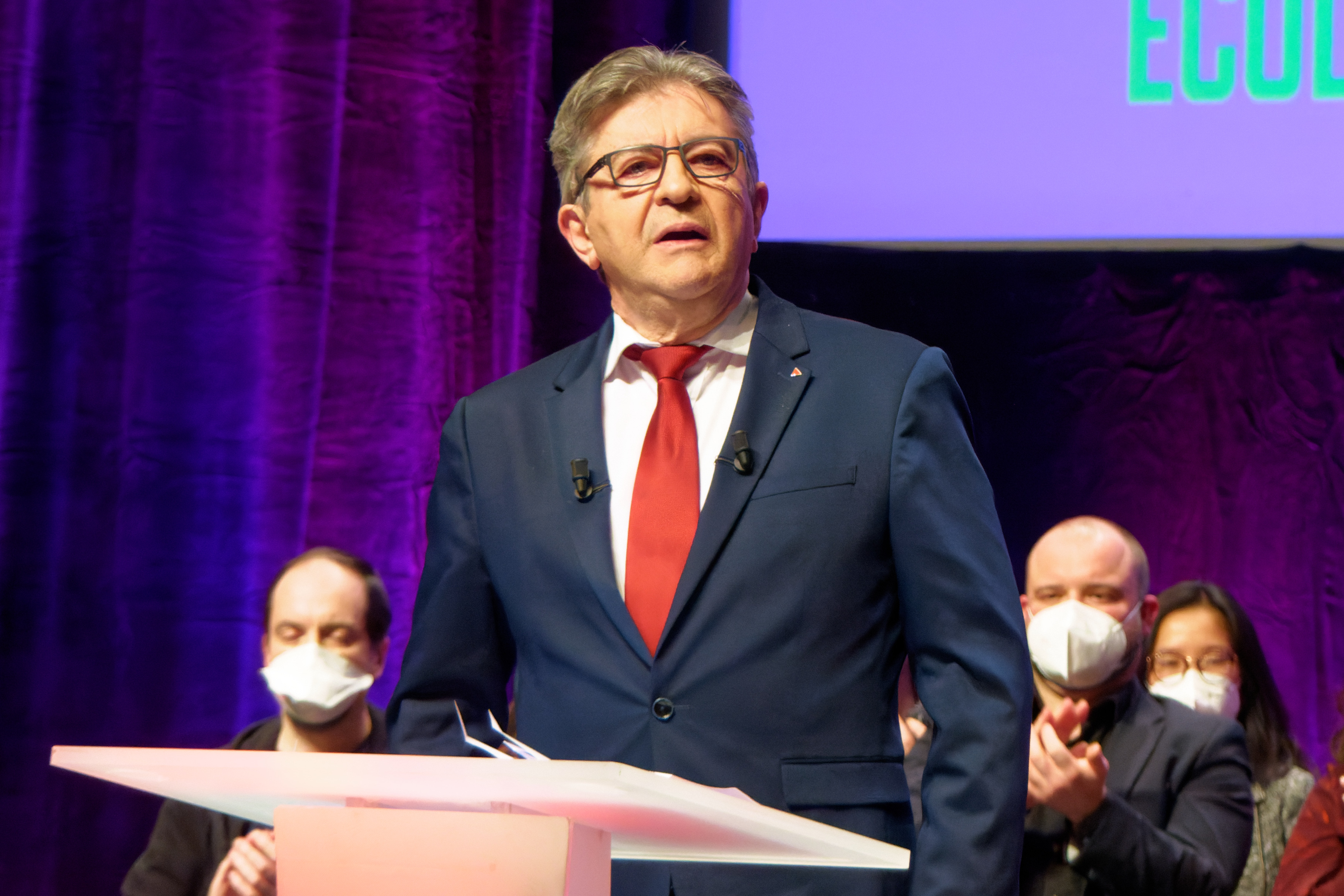
Jean-Luc Mélenchon lors d’un meeting à Strasbourg, le 19 janvier 2022.

#### Symbolique
À partir d'octobre 2021, il recourt à l'expression « L'Union populaire » comme slogan voire comme nom de mouvement, ce qu'il assimile à une démarche d'ouverture vis-à-vis de personnalités et d'électeurs divers. Les meetings sont marqués par la présence de nombreux drapeaux tricolores et par une musique de campagne qui est un remix du Chant du départ. La tortue devient également un symbole utilisé avec humour par les sympathisants et Jean-Luc Mélenchon lui-même,,, faisant écho à une boutade lancée par le candidat lors d'un meeting de janvier 2022 à Nantes lorsqu'il avait ironisé « Faites confiance à une tortue électorale sagace comme moi. Rien ne sert de courir, il faut partir à point. Et j’ai déjà épuisé quelques lièvres », en référence à une fable de La Fontaine et à son retard d'alors dans les sondages,.

#### Stratégie numérique
Comme en 2017, la campagne électorale mobilise des technologies numériques pour se démarquer. En plus de son activisme sur Youtube, Jean-Luc Mélenchon investit d'autres réseaux, comme la plateforme de streaming Twitch sur laquelle il lance un format intitulé « Twitchons ». Face à la contrainte représentée par la crise sanitaire et les mesures de confinement, il diffuse le 29 novembre 2020 un meeting en réalité augmentée où il apparait entouré de décors numériques,. En janvier 2022, il réalise à Nantes un meeting immersif et olfactif qui est présenté comme une première mondiale. Des images en rapport avec les thèmes abordés sont diffusées tout autour du public, permettant notamment d'évoquer les enjeux liés à l'espace ou aux fonds marins,. Fin mars 2022, un jeu vidéo conçu par des militants bénévoles, intitulé LAECestTOI, est rendu disponible gratuitement afin de faire connaitre le programme de manière ludique,. En avril 2022, son équipe rend disponible un filtre sur les réseaux sociaux faisant apparaitre un mini-hologramme du candidat appelant à se rendre aux urnes. Le 5 avril, le dernier meeting de sa campagne, physiquement effectué à Lille, est retransmis en direct dans onze autres villes grâce à des hologrammes.

#### Défaite au premier tour
Après avoir culminé à 18 % dans les sondages, il bénéficie du vote utile de la part de sympathisants d'autres partis de gauche, mais échoue au premier tour avec 21,95 % des voix, se plaçant à la troisième place à 1,2 % de Marine Le Pen et 5,89 % d'Emmanuel Macron. Il progresse par rapport à l'élection de 2017, époque où il était allié avec le parti communiste et avait perdu avec un score de 19,58 %,. Au soir de sa défaite, dans une allocution, Jean-Luc Mélenchon déclare qu’une « nouvelle page du combat s’ouvre », appelant à « ne pas donner une seule voix à Marine Le Pen », mais sans appeler à voter pour Emmanuel Macron,.

### Second quinquennat d'Emmanuel Macron (depuis 2022)

#### Formation de la NUPES aux élections législatives de 2022

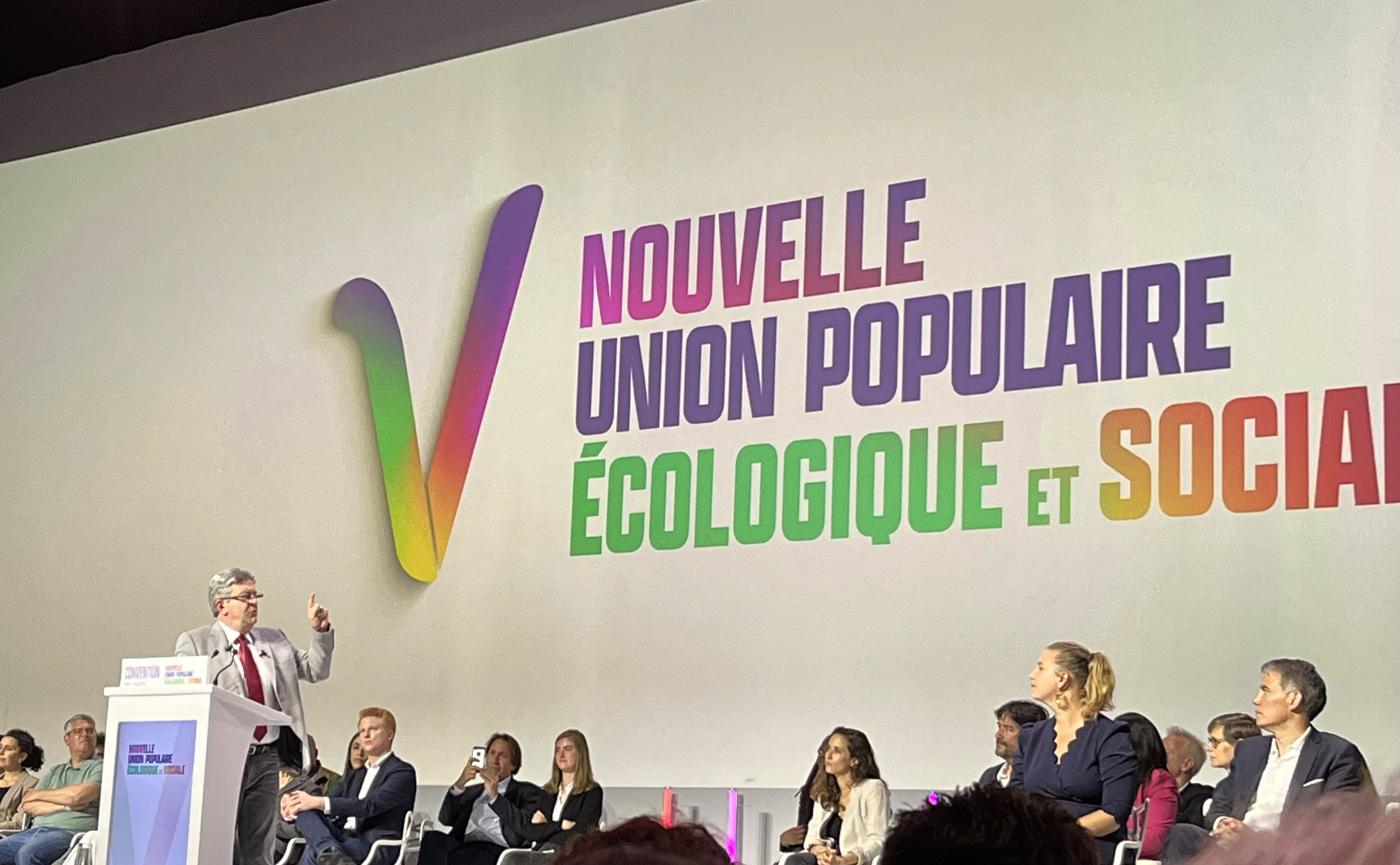
Discours de Jean-Luc Mélenchon lors de la Convention de la Nouvelle Union populaire écologique et sociale, à Aubervilliers, début mai 2022.

Le 19 avril 2022, lors d'une interview sur BFM TV, il demande aux Français de l'« élire Premier ministre », en votant pour « une majorité de députés insoumis » aux élections législatives. Quelques semaines plus tard, au début du mois de mai, est créée la Nouvelle Union populaire écologique et sociale (NUPES) qui regroupe les partis de gauche dont le Parti socialiste et le Parti communiste, et qui a pour but de remporter un maximum de sièges lors de législatives afin d'imposer une cohabitation au président Emmanuel Macron. Dans le même temps, Jean-Luc Mélenchon déclare qu'il ne « croit pas » qu'il sera candidat à l'élection présidentielle de 2027, lors de laquelle il sera âgé de 75 ans,.
Le 12 mai 2022, il annonce ne pas être candidat à sa succession aux prochaines élections législatives, expliquant sur son compte Twitter « céder la place » à Manuel Bompard. Lors du premier tour des législatives, la NUPES et la coalition présidentielle sont au coude-à-coude en nombre de voix avec une légère avance (26,11 %), sur la coalition de la majorité présidentielle (25,82 %). Durant l'entre-deux tours, Jean-Luc Mélenchon appelle notamment à la mobilisation des jeunes, chez lesquels le taux d'abstention est fort : près de 70 % d'entre eux ne sont pas allés voter au premier tour.
Au soir du second tour, Manuel Bompard est élu député avec 73,92 % des voix, succédant à Jean-Luc Mélenchon. Le soir-même, le leader de la Nouvelle Union populaire écologique et sociale (en mesure de devenir le premier groupe d'opposition parlementaire avec 131 sièges obtenus), qui quitte les bancs de l'Assemblée nationale, déclare « changer de poste de combat », mais que son engagement « demeurera jusqu'à [s]on dernier souffle ».

#### Influence persistante malgré une absence de mandat électif (2022-2024)
À l'été 2022, Jean-Luc Mélenchon entame une tournée de plusieurs semaines en Amérique latine au cours de laquelle il rencontre le président du Mexique, Andrés Manuel López Obrador, avant de passer par le Honduras où il a un entretien avec l'ex-président Manuel Zelaya et son épouse, l'actuelle présidente Xiomara Castro, ainsi que par la Colombie. Le 6 septembre 2022, dans un entretien avec Reporterre, Jean-Luc Mélenchon déclare qu'il « souhaite être remplacé » pour l'élection présidentielle de 2027 et dit vouloir « terminer [son] travail intellectuel »,. En février 2023, il prend la présidence conjointement avec Clémence Guetté de l'Institut La Boétie.
Malgré son absence de mandat, il continue d'être influent au sein de La France insoumise et se veut également le leader de la NUPES, ce qui n'est pas sans créer de vives tensions avec les autres partis de gauche, plus particulièrement avec le Parti communiste et Fabien Roussel, notamment lors de la stratégie à adopter face à la réforme des retraites du gouvernement Borne. Les syndicats sont également très critiques à son encontre, mais également plusieurs députes de son propre mouvement. En effet, des tensions apparaissent progressivement au sein de la France Insoumise au cours de la législature. Fin 2022, une nouvelle direction avec Manuel Bompard comme coordinateur est mise en place, mais plusieurs figures historiques comme Raquel Garrido, Alexis Corbière, Clémentine Autain et François Ruffin en sont écartés,. Cette mise à l'écart est perçue comme une sanction, voire une purge décidée par Jean-Luc Mélenchon lui-même, pour avoir critiqué la position officielle du mouvement lors de l'affaire Quatennens.
Face à cette contestation de sa ligne, Jean-Luc Mélenchon persiste dans son refus de toute création de courants différents et se montre critique vis-à-vis des militants « frondeurs » qui réclament davantage de démocratie interne,. Il se voit également confronté à la montée en popularité de François Ruffin, qui pousse à un changement de stratégie du mouvement et qui est analysé comme une potentielle alternative pour l'élection présidentielle de 2027. Un tweet de Jean-Luc Mélenchon en avril 2023 lui enjoignant à se lancer dans la campagne présidentielle est à ce titre vu comme une tentative de tuer dans l'œuf une candidature du député de la Somme,. Il ne ferme en effet pas la porte à une quatrième candidature, affirmant en septembre 2023 que « ce sont les circonstances qui font la bonne candidature »,.
Après les attaques du Hamas le 7 octobre 2023, il est critiqué par les autres partis de gauche et contesté par une partie de La France insoumise pour son refus de qualifier l'organisation palestinienne comme « terroriste, ». France info relève qu'il a déclaré : « Nous n'avons jamais contesté le fait que des actes puissent être de nature terroriste ». La position de Jean-Luc Mélenchon le vaut d'être qualifié d'« ennemi de la République » par le président du CRIF Yonathan Arfi. Il est également régulièrement accusé d'être ambigu à l'égard de l’antisémitisme par des médias privés et publics sous gouvernement de centre droit,,,, accusations accentués par son refus de se rendre à la marche contre l'antisémitisme organisée par Yaël Braun-Pivet et Gérard Larcher le 12 novembre 2023 à Paris, qu'il justifie par la présence du Rassemblement national et le refus des organisateurs d'appeler à un cessez-le-feu après le lancement par Israël de l'opération Épées de Fer dans la bande de Gaza,. Cette décision est contestée au sein de La France insoumise et plusieurs cadres du mouvement, bien que refusant également de défiler avec l'extrême-droite à Paris, se rendent à la marche organisée au même moment à Strasbourg,,.
En réaction à la déclaration d'Emmanuel Macron qui affirme ne pas exclure l'envoi de troupes françaises sur le front ukrainien, il s'y oppose fermement et appelle à négocier avec Vladimir Poutine,. Il continue d’appeler également à un cessez-le-feu en Palestine et qualifie les bombardements de l'armée israélienne de « génocide »,,. Lors du lancement de la campagne des européennes de 2024 aux côtés de Manon Aubry, il affirme que le scrutin européen « prépare l'élection présidentielle de 2027 » et se dit prêt à repartir en campagne, laissant planer le doute sur sa candidature au prochain scrutin présidentiel. Il assure toutefois quelques jours plus tard qu'il souhaite toujours être remplacé et cite François Ruffin, Mathilde Panot et Manuel Bompard, affirmant que « la prochaine candidature en tête de la gauche sera Insoumise » mais n'exclut toutefois de se représenter car faisant « partie des hypothèses »,.

#### Élections législatives anticipées et scissions de plusieurs figures de son mouvement (2024)
Après la dissolution de l'Assemblée nationale annoncée par Emmanuel Macron à la suite de l'arrivée en tête du Rassemblement national aux élections européennes de 2024, la gauche se réunit sous la coalition du Nouveau Front populaire lancée par François Ruffin. Jean-Luc Mélenchon ne participe pas aux négociations de l'accord mais en approuve l'initiative. Il se dit capable d'être le Premier ministre issu des élections législatives anticipées mais affirme ne pas vouloir s'imposer et le 16 juin « Si vous pensez que je ne dois pas être Premier ministre, je ne le serai pas » avant d'affirmer le 22 juin, « bien évidemment » prêt à devenir Premier ministre ».
La France insoumise ne réinvestit toutefois pas certains députés « frondeurs » : Alexis Corbière, Raquel Garrido, Frédéric Mathieu, Hendrik Davi et Danielle Simonnet,,. Cette décision, vécue comme « une purge » par ces cinq figures qui se sont opposées à Jean-Luc Mélenchon, provoque des tensions au sein de la jeune coalition Nouveau Front populaire, les autres partis déplorant une non-reconduite systématique des élus sortants.
De nombreuses figures des autres partis de la coalition — incluant également les dirigeants Olivier Faure, Marine Tondelier et Fabien Roussel — rejettent à l'approche du scrutin l'idée que Jean-Luc Mélenchon devienne Premier ministre en cas de cohabitation, y compris dans les rangs de La France insoumise,, en raison de sa figure de repoussoir pour une partie de l'électorat de gauche,,. François Ruffin le qualifie au cours de sa campagne d'« obstacle à la victoire du Front populaire ». Jean-Luc Mélenchon réaffirme qu'il a « l’intention de gouverner ce pays », et qu’un consensus a été trouvé parmi les alliés de gauche pour que ce soit « le groupe parlementaire le plus important qui présente le candidat à la primature », tout en insistant sur la nécessaire unité de la gauche, précisant : « Je ne m’élimine pas et je ne m’impose pas. Je pense que c’est une formule qui est assez respectueuse du collectif. »
Alors que le scrutin voit le Nouveau Front populaire remporter une majorité relative de sièges, son nom est proposé par les insoumis pour Matignon avant d'être rejeté par les autres membres de la coalition. En interne, il voit les frondeurs de son mouvement rejoindre le groupe des écologistes, faisant chuter le nombre de députés insoumis par rapport à la précédente législature. Il propose la présidente du conseil régional de La Réunion, Huguette Bello, pour devenir Première ministre et s'oppose catégoriquement à la proposition de Laurence Tubiana faite par les socialistes. Il s'oppose également à toute constitution d'un gouvernement de front républicain, estimant qu'une telle situation serait un cadeau à Marine Le Pen. Il évoque le second tour de la future élection présidentielle dans une interview pour le journal italien La Repubblica, où il déclare qu'à ce moment « nous verrons quel projet les Français préfèrent : le mien ou celui de Le Pen ».

#### La Meuteet rumeurs sur une quatrième candidature (depuis 2024)
Après le refus d'Emmanuel Macron d'appeler la gauche à former un gouvernement, Jean-Luc Mélenchon cherche à provoquer une élection présidentielle anticipée, d'abord en cherchant sans succès à destituer le président puis en censurant le gouvernement Barnier de manière à provoquer une crise de régime qui poussera le président à la démission,,,, une démarche qui n'est pas partagée par les autres partis de gauche : tout comme avec la Nouvelle Union populaire écologique et sociale, il se veut à nouveau le chef de la nouvelle union de la gauche. Lorsque les socialistes refusent de censurer le budget du gouvernement Bayrou au nom de la stabilité, il acte la fin du Nouveau front populaire, des propos que ne partagent pas les communistes et les écologistes.
En mai 2025, les journalistes Charlotte Belaïch et Olivier Pérou sortent le livre La Meute, une enquête de deux ans sur La France insoumise mettant en avant les méthodes et le fonctionnement interne de son mouvement, établissant des parallèles avec les mouvements sectaires. Tiré à plusieurs dizaines de milliers d'exemplaires, l'ouvrage n'est pas lu par Jean-Luc Mélenchon lui-même qui se contente de qualifier ses deux auteurs de « dégénérés » et d'avoir « relu et réinventé » la vie privée des dirigeants insoumis,.
Alors que les anciens insoumis, les écologistes et les socialistes commencent des discussions en vue d'une candidature commune, il moque l'initiative sur ses réseaux sociaux et refuse de se plier à un processus de désignation malgré les appels de Lucie Castets et de François Ruffin à y participer,,. Il maintient qu'une candidature insoumise sera présente lors du scrutin présidentiel. Un premier sondage de mai 2025 le donne toutefois sèchement battu par Jordan Bardella en cas de second tour contre le président du Rassemblement national, une situation menant les autres partis du Nouveau front populaire à le qualifier de « plus mauvais candidat de gauche » pour l'emporter au second tour,,.

## Vie privée
Marié avec Bernadette Abriel durant son séjour à Besançon (puis divorcé), Jean-Luc Mélenchon a une fille avec elle, Maryline Camille,, née le 22 décembre 1974, adjointe au maire du 4e arrondissement de Lyon de mars 2008 à février 2009 et épouse depuis 2016 de Gabriel Amard, secrétaire national du Parti de gauche et ancien maire de Viry-Châtillon, puis élu député LFI en 2022,.
Jean-Luc Mélenchon se montre discret sur sa vie privée. Bien qu'il déclare être célibataire depuis son divorce, il a été lié durant les années 1990 et 2000 à Pascale Le Néouannic, élue socialiste d'Antony (Hauts-de-Seine) et conseillère régionale, qui le suivra au Parti de Gauche,.
Lors de la campagne pour l'élection présidentielle de 2017, Sophia Chikirou, sa conseillère en communication, dément des rumeurs selon lesquelles elle serait la compagne de Jean-Luc Mélenchon. Selon Charlotte Belaïch et Olivier Pérou, leur union se serait formée en 2009 au Sénat. Elle avait été fin 2010, brièvement et à deux reprises l'assistante parlementaire de Jean-Luc Mélenchon. Quand au début des années 2010 Sophia Chikirou rejoint l'Équateur, Jean-Luc Mélenchon a des relations de 2011 à 2014 avec une jeune militante du PG, Fatima Benomar, qui cessent après le retour de Sophia Chikirou en France.
En octobre 2018, le site Mediapart écrit que Jean-Luc Mélenchon entretient « une relation extra-professionnelle » avec Sophia Chikirou. Il dément à son tour, en déclarant « Sophia Chikirou n'est pas ma compagne » et dénonce une « agression » et une « ignominie », l'article de Mediapart relatant l'arrivée des policiers pour une perquisition au domicile personnel de Jean-Luc Mélenchon, où elle dormait selon lui dans la chambre d'amis, dans le cadre d'une quinzaine d'autres perquisitions visant l'utilisation de ses frais de campagne de 2017. Peu après, en décembre 2018, Le Point affirme à son tour que Sophia Chikirou est sa compagne, en précisant depuis au moins 2011, et Closer publie une photo d’elle, marchant côte à côte avec Jean-Luc Mélenchon, bras dessus, bras dessous, en ville. Ce dernier demande alors en référé le versement de dommages et intérêts de la part de Mondadori, qui édite Closer. En août 2019, il est finalement débouté de sa demande et condamné à verser 2 500 euros pour frais de procédure. En 2023, Le Figaro évoque « un couple politique et conjugal ».
En 2015, Jean-Luc Mélenchon révèle être atteint d'un déficit auditif d'une oreille depuis sa naissance,.

## Prises de position

### Positionnement politique
Jean-Luc Mélenchon a traversé diverses tendances de la gauche, le trotskisme dans sa jeunesse, le socialisme — il a été au Parti socialiste pendant près de trente ans, y occupant une place à l'aile gauche du parti —, puis un compagnonnage avec le Parti communiste français après son départ du PS en 2008,,. Il refuse les étiquettes de « gauche radicale » ou « extrême gauche »,,,,
que lui attribuent la presse. Selon l'historien Jean-Numa Ducange, Jean-Luc Mélenchon devient pour beaucoup le principal représentant de la gauche « historique » pendant l'élection présidentielle de 2017, faisant un score de 20 %, loin devant le candidat socialiste Benoît Hamon et n'a en rien d'un « gauchiste », ayant soutenu sans condition la « gauche plurielle » au pouvoir entre 1997 et 2002, et ayant lui-même été ministre de ce gouvernement entre 2000 et 2002. Selon l'historien Roger Martelli, le long passé socialiste de Jean-Luc Mélenchon contredit l'image restreinte de « gauche de gauche » et lui confère un « ancrage traditionnel ».
Il se qualifie lui-même de socialiste républicain, son ambition est de parvenir à « être le rassembleur de toute la gauche » sur une ligne politique antilibérale voire anticapitaliste, dans le cadre de ce qu'il désigne comme « révolution citoyenne », pour gouverner et transformer profondément la France dans le sens du progrès massif de l'intérêt général (refondation républicaine). Tout en se référant régulièrement à l'histoire du mouvement ouvrier, il tente aussi régulièrement de se démarquer du socialisme tel qu'il a été pratiqué dans le passé, notamment en URSS, déclarant que « la révolution citoyenne, ce n’est pas l'ancienne révolution socialiste ». Soutien des Gilets jaunes, il considère en novembre 2018 que le mouvement social annonce une future « révolution citoyenne ».
Bien que ne les considérant pas comme des modèles à suivre,, Jean-Luc Mélenchon manifeste de l'intérêt pour les expériences sud-américaines boliviennes et vénézuéliennes respectivement pilotées par Evo Morales et Hugo Chávez. Dans son programme pour l’élection présidentielle française de 2017, il propose que la France, et notamment les Antilles et la Guyane françaises, rejoigne l’Alliance bolivarienne pour les Amériques (ALBA),. Ce positionnement lui vaudra le surnom de « Chávez français », utilisé par certains médias et adversaires politiques,,,.
À la fin des années 2000, il devient défenseur d'une « planification écologique ». Celle-ci est moquée comme étant un « Gosplan » par Yannick Jadot, député européen Europe Écologie Les Verts (EELV), ainsi que par des membres du Parti socialiste, tandis que certains écologistes y sont attentifs, comme Jean-Paul Besset, qui estime qu'il s'agit d'une « véritable évolution et une rupture avec l'univers productiviste de la gauche traditionnelle »,. Jean-Luc Mélenchon critique régulièrement EELV et déclare qu'« il ne peut pas y avoir de capitalisme vert. »
Le média public belge RTBF indique que l'aspect « radical » de Jean-Luc Mélenchon est lié à sa critique du libéralisme, des traités internationaux et du fonctionnement de l'UE, ainsi qu'à sa réforme fiscale. Jean-Luc Mélenchon ne soutient pas des idées marxistes de « révolution prolétarienne », comme c'est le cas pour le Nouveau Parti anticapitaliste (NPA) et Lutte ouvrière ; et sa réforme fiscale est plus modérée que l'extrême gauche. Jean-Luc Mélenchon est cependant classé à l'extrême gauche par certains journaux de la presse anglo-saxonne (Time, The Conversation, Reuters, BBC News, Bloomberg, Associated Press) ainsi que par des médias français dont l'audience est internationale (France 24, Euronews, RFI).

### Sixième République et processus constituant

Processus constitutif de la selon La France insoumise (document réalisé avant l'élection présidentielle de 2017).

Jean-Luc Mélenchon plaide pour la convocation d'une assemblée constituante chargée de mettre en place une Sixième République. Ainsi, en clôture de l'université d'été du PG (Remue-Méninges en 2014), il déclare : « Et voilà pourquoi quand on change la règle du jeu, c'est-à-dire la Constitution, quand on élit une Assemblée constituante on décide de tout ça. Oui il faut élire une Assemblée constituante, avec des gens qui ne sont pas déjà élus dans une autre Assemblée, et qui ne seront ensuite élus nulle part. Comme ça ils font le travail et ils rentrent à la maison. Cincinnatus. Voilà. » Cincinnatus est une référence en matière d'histoire romaine antique, reprise également par Arnaud Montebourg à l'appui de son projet politique.
Durant les discussions des projets de lois pour un renouveau de la vie démocratique à l'été 2018, il signe des amendements visant à permettre aux électeurs de demander un référendum relatif à la convocation d'une assemblée constituante. De plus, il porte en 2019 une proposition de loi visant à instaurer le référendum d'initiative citoyenne.

### Écologie et énergie
Jean-Luc Mélenchon propose lors des élections présidentielles de 2012 et 2017 l'inscription d'une règle verte dans la Constitution française. En matière d'énergie, le candidat propose une sortie de l'énergie nucléaire avec pour objectif 100 % d'énergies renouvelables. Selon le magazine mensuel Capital cette mesure coûterait 217 milliards d'euros. Le Monde, lui, modère cette somme en la comparant au coût du maintien estimé par eux entre 335 et 385 milliards d'euros.
En 2011, juste après la catastrophe de Fukushima, Mélenchon proposa un référendum pour sortir du nucléaire. En mars 2021, il se prononce en faveur d'une sortie totale du nucléaire civil avant 2030, avant de repousser cette échéance à 2050 à la suite du rapport de l’association NégaWatt.

#### Débat sur les dangers de l'énergie nucléaire
À l'occasion de la campagne présidentielle de 2022 Jean-Luc Mélenchon se positionne pour une sortie du nucléaire en France et la fermeture de toutes les centrales nucléaires.
Lors d'un meeting à la Défense le 5 décembre 2021, Jean-Luc Mélenchon déclare : « S'il arrive quoi que ce soit à la centrale nucléaire qui est en amont de la capitale, il faudra évacuer 12 millions de personnes et ne pas revenir dans le secteur avant 20 000 ans. ». Cette déclaration est largement contestée par des experts, qui assurent qu'une centrale nucléaire française ne pourrait pas exploser comme celle de Tchernobyl et que, même la catastrophe de Tchernobyl, plus grave incident nucléaire de l’Histoire, n’a entraîné l'évacuation de la population que dans un rayon de 30 kilomètres autour de la centrale ukrainienne, ce qui en France correspondrait à quelques dizaines de milliers d’habitants. Si le critère de Greenpeace était utilisé, c'est-à-dire une zone d'évacuation d'un rayon de 80 km, 2,2 millions de personnes seraient déplacées.
Au cours de ce même meeting, Jean-Luc Mélenchon fait une remarque similaire sur la centrale nucléaire de Gravelines, située dans le Nord, et ajoute que les 58 centrales nucléaires françaises sont des cibles, faisant allusion à une « menace » qui « vient dorénavant de l’espace ». Il est alors critiqué par le candidat aux présidentielles du Parti communiste français Fabien Roussel, qui estime que Jean-Luc Mélenchon « agite des fantasmes », que la centrale de Gravelines est « déterminante pour faire fonctionner nos usines, notre industrie », et qu'il s'agit d'une électricité « décarbonée ».

#### Défense des éoliennes en mer par rapport au nucléaire
Le 3 janvier 2022, Jean-Luc Mélenchon réitère son projet de sortir du nucléaire à l’horizon 2050 et insiste sur le potentiel de substitution des énergies renouvelables, notamment l’éolien en affirmant : « un réacteur nucléaire, c’est 45 éoliennes offshore ». Cette affirmation est contestée par des internautes et commentateurs ; le service de vérification des faits de Libération rappelle alors que les réacteurs nucléaires en France ont une puissance comprise entre 900 et 1 450 mégawatts, contre 6 mégawatts pour une éolienne en mer standard,. En tenant compte d'un facteur de capacité moyen de 40 % pour l’éolien (en raison de leur intermittence), il faudrait environ 250 éoliennes pour remplacer un réacteur nucléaire de 900 MW. L'entourage du candidat justifie cette déclaration en précisant que Jean-Luc Mélenchon a visité les laboratoires de l'école centrale de Nantes, s'intéressant particulièrement aux études sur les éoliennes nouvelle génération : leurs pales feraient 250 m de diamètre, et leur potentiel de production unitaire serait de 20 MW, ce qui valide un nombre de 45 éoliennes pour remplacer un réacteur nucléaire. Mais ce potentiel de production reste pour l'heure théorique, alors que Jean-Luc Mélenchon a utilisé une formulation au présent,.

### Planification et industries
Jean-Luc Mélenchon soutient la planification indicative et la renationalisation d'industries menacées,. Il défend ainsi en juin 2020 la nationalisation de l'usine Luxfer produisant des bouteilles à oxygène médical.

### Fiscalité et redistribution
Dénonçant un écart trop important des revenus, Jean-Luc Mélenchon défend l'instauration d'un salaire maximum pour limiter l'écart des salaires de 1 à 20 dans chaque entreprise. De plus, l'ex-ministre défend l'augmentation du SMIC d'environ 200 euros. Il propose par ailleurs de réaliser une « révolution fiscale » avec au total 14 tranches d'impôt et un taux d'imposition de 90 % pour les plus riches,.

### Travail
Il est opposé à la loi Travail défendue en 2016 par la ministre socialiste Myriam El Khomri dans le gouvernement Valls sous le quinquennat de François Hollande. Il propose d'abroger cette loi s'il est élu président de la République en 2017, puis s'oppose de nouveau à la réforme du code du travail français de 2017 du gouvernement d'Édouard Philippe. Pendant la campagne pour la présidence de la République en 2017, Jean-Luc Mélenchon milite pour la semaine de quatre jours et l'instauration d'une sixième semaine de congés payés,.

### Dépendance et autonomie des personnes âgées
Jean-Luc Mélenchon souhaite qu'il n'y ait « plus d'Ehpad à but lucratif » et annonce au cours de la campagne pour l'élection présidentielle 2022 son intention de confier la gestion des maisons de retraite à des collectivités locales ou à des associations.

### Retraites
En 2019, dans le contexte du débat sur la réforme des retraites de 2020 portée par le second gouvernement Philippe, suivi d'un mouvement social, Jean-Luc Mélenchon avait proposé un âge de départ à la retraite à 60 ans avec 40 annuités de cotisations, y compris les trimestres au RSA, financé par un surcroît de cotisations découlant directement d'une hausse des salaires. Cette hausse pourrait être obtenue par divers moyens, par exemple la revalorisation du salaire des femmes au niveau de celui des hommes, ou bien la création d'un million d'emplois par la relance de l'économie, ou encore une sur-cotisation de deux points réservée aux salaires au-delà de 3 400 euros net.
Jean-Luc Mélenchon annonce le 17 février 2022, au cours de l'émission La France dans les yeux sur BFM TV, et en réponse à un retraité touchant à peine plus de 1 000 euros, qu'il projette d'instaurer pour les carrières complètes une retraite égale au minimum au niveau du SMIC après sa revalorisation, soit 1 400 euros net,. Il précise que cette mesure est la plus coûteuse de son programme et serait financée par les 20 milliards d'euros provenant de la suppression du crédit d'impôt pour la compétitivité et l'emploi (CICE), un dispositif instauré en 2014 et dont l'efficacité est contestée.
Lors du mouvement social contre le projet de réforme des retraites en France de 2023, Jean-Luc Mélenchon a proposé à Emmanuel Macron de « laisser le dossier à ceux dont c'est le boulot », les administrateurs des caisses de sécurité sociale élus par les salariés et les employeurs, en soulignant que « la sécurité sociale n'est pas à l'État, elle appartient aux cotisants » et souhaité une meilleure «coordination» entre partis et syndicats.

### Santé
L'ancien sénateur propose de mettre fin aux mutuelles de santé et instaurer à la place une sécurité sociale dite « intégrale » avec la généralisation du régime local d'Alsace-Moselle, remboursant l'ensemble des soins, y compris les appareils dentaires, optiques et auditifs,. En 2017, le candidat à la présidentielle propose également la création de centres de santé publique avec des médecins fonctionnaires.

#### Pandémie de Covid-19
En mars 2020, dans le cadre de la pandémie de Covid-19, Jean-Luc Mélenchon réclame la nationalisation de Luxfer, entreprise productrice de bouteilles à oxygène ainsi que de Famar qui produit de la chloroquine.
En février 2021, il propose la levée des brevets sur les vaccins afin d'en faire des biens publics. Durant l’été 2021, il critique la mise en place de l’obligation de présenter un passe sanitaire pour accéder à des lieux de culture, aux bars, restaurants, centres commerciaux, hôpitaux, trains ou bus pour les trajets de longue distance, etc. Il dénonce « une restriction considérable des libertés » et met en garde contre le risque d’une société du contrôle permanent.
En avril 2021, il recommande de se tourner vers les vaccins chinois, russes et cubains. En novembre, il déclare s'être fait vacciner et avoir pris rendez-vous pour la troisième dose.
Le 3 janvier 2022, alors que le variant du Covid-19 Omicron se propage, il affirme que le pass vaccinal alors en vigueur est « 100% inefficace » et que le vaccin est une « raquette trouée ».

### Sécurité
Jean-Luc Mélenchon a été le premier politique à « relancer la police de proximité dans le débat »,, en plaçant « son rétablissement au cœur de son programme électoral »,, notamment en 2016, doctrine défendue par son parti qui constate « un problème de sécurité en France », demande à soutenir « les policiers quand ils ont à subir des violences » et à en recruter 10 000 de plus, mais dénonce aussi publiquement les slogans anti-police du rappeur Soso Maness à la Fête de l'Humanité 2021 qu'il n'a jamais repris à son compte,. Mélenchon veut une réforme « de la cave au grenier », qui rendrait l'IGPN plus indépendante et renforcerait la police judiciaire,, notamment ses moyens d'enquête. Les différences dans ce domaine avec le candidat PCF Fabien Roussel tiennent « à peu de choses » selon ce dernier. Souhaitant être « offensif sur le sujet », le député du Nord Ugo Bernalicis a fait intégrer un « livret thématique » dédié, comme pan essentiel du programme de Jean-Luc Mélenchon,,.

### Commerce
S'opposant aux accords de libre-échange, Jean-Luc Mélenchon propose un protectionnisme dit « solidaire ». Il vote par conséquent contre la ratification du CETA à l'Assemblée nationale en juillet 2019 et s'oppose, au Parlement européen, aux négociations du TAFTA, estimant que la France doit refuser l'accord.

### Logement
Favorable aux logements sociaux, Jean-Luc Mélenchon annonce lors de la campagne présidentielle de 2022 avoir pour objectif la construction de 200 000 logements sociaux par an. Pour atteindre ce niveau, il affirme vouloir « réquisitionner des mètres carrés » dans les communes qui ne respectent pas le taux de logement social fixé par la loi SRU. Il défend également la rénovation thermique des logements existants mal isolés.

### Outre-mer
Dans les années 1980, Jean-Luc Mélenchon, encore sénateur socialiste, soutient publiquement les projets d'indépendance de la Nouvelle-Calédonie. Il fait de multiples allers-retours entre la Nouvelle-Calédonie et la métropole, où il prononce de nombreux discours relayant les revendications des mouvements indépendantistes kanaks. En 2021, il met en cause la légitimité du référendum concernant l'indépendance de la Nouvelle-Calédonie, en raison de la très faible participation au scrutin et l'abstention massive des Kanaks, parlant de « référendum mal situé et mal accepté ».

### Immigration
Selon 20 minutes, son discours sur l'immigration a évolué entre l’élection présidentielle de 2012 et celle de 2017 : après avoir régulièrement répondu en 2012 qu'elle « n’[était] pas un problème », il veut en 2017 « lutter contre les causes des migrations », fixant comme « première tâche » de « permettre à chacun de vivre chez soi ». En 2011, quand Claude Guéant déclare que les Français « ont parfois le sentiment de ne plus être chez eux » du fait d'une « immigration incontrôlée », Mélenchon écarte « l'idée d'une France blonde aux yeux bleus »,, et à la présidentielle qui suit, soucieux du « vivre ensemble », il prononce une « ode à la Méditerranée et au métissage ». Les jours suivants, il baisse de 2 % dans un sondage, le journal L'Opinion parlant de voix perdues dans l'électorat populaire blanc et son entourage de « vote utile pour Hollande ». Sa campagne « réhabilite la classe ouvrière que le club Terra Nova voulait disqualifier » et dénonce la note de 2011 où Terra Nova, proche du PS, conseillait de donner la priorité aux jeunes, femmes et immigrés,.
En juillet 2016 au Parlement européen, il déclare souhaiter éviter que le recours aux travailleurs détachés européens ne « vole son pain au travailleur qui se trouve sur place » puis écrit en septembre 2016 dans son livre qu'« il vaudrait mieux que [les migrants] restent chez eux » en rappelant qu'il n'a « jamais été pour la liberté d'installation » en France. Les leaders PS, PCF et EELV l'accusent alors de « courir » après les électeurs de Marine Le Pen ou d'imiter le leader populiste italien Beppe Grillo.
Questionné à nouveau sur ce qui est présenté comme un « revirement » à la présidentielle 2017,, il confirme l'importance du « droit de vivre et de travailler au pays (…) en Corrèze comme au Zambèze » et insiste sur la lutte contre « les causes des migrations », dénonçant l'Europe qui « impose le démantèlement des protections des agricultures vivrières du tiers monde et le démantèlement des droits de douane qui protègent les productions de ces pays », d'où le « premier devoir » de « tarir le flux » de migration. Il rétorque cependant à François Fillon, que des quotas d'immigration seraient contournés et qu'« il faut parler de ce problème sérieusement »,. En septembre 2018, « pris en étau » entre Olivier Besancenot et le ministre Benjamin Griveaux, qui tous deux lui reprochent d'être « nationaliste » sur cette question, il maintient que les vagues migratoires « peuvent poser de nombreux problèmes » en particulier quand « certains s'en servent pour faire du profit sur le dos des malheureux », et rappelle que Jean Jaurès et d'autres penseurs socialistes avaient fait le même constat. Son programme concernant la question reste conservateur : maintien de l'aide médicale d'État créée sous Sarkozy en 2010, statu quo sur le regroupement familial, droit du sol intégral et accès à la nationalité française dans les cas où la présence sur le territoire est légale, régularisation des sans-papiers travaillant durablement,,.
En septembre 2023, en réaction au débarquement de 8 500 migrants sur l'île de Lampedusa, il affirme que « la plupart des pays d'Europe ont besoin de l'immigration pour survivre » et que, dans le cas où il parviendrait au pouvoir, vouloir commencer par « une vague de régularisation massive » en France, précisant que « tous ceux qui travaillent ont le droit à des papiers »,.
Lorsque la loi immigration portée par Gérald Darmanin est votée à l'Assemblée nationale puis promulguée en janvier 2024, Jean-Luc Mélenchon parle d'une « victoire idéologique » du Rassemblement national, dénonçant une « politique de gribouille ». Il déclare : « Est-ce que vous êtes sûrs que dans un pays vieillissant, décroissant en population, est-ce que c'est le bon moment de dire on ne veut plus personne ? ». Il ajoute : « Qui va bosser dans ce pays ? Comment expliquer qu'autant de pays fassent le contraire de nous ? […] En quoi sommes-nous dérangés par des gens qui viennent et qui partagent nos valeurs ? ».

### Laïcité et religions
Jean-Luc Mélenchon défend l'application de la loi de 1905 sur la séparation des Églises et de l'État et propose l'abolition du régime concordataire en Alsace-Moselle. Il dénonce également le fait que le président de la République puisse accepter d'être nommé chanoine de Latran par le pape,,. Il vote en 2004 l’interdiction du voile à l’école, tout en dénonçant un débat « piégé » par les « instrumentalisations racistes ».
En 2010, commentant la décision du Nouveau Parti anticapitaliste (NPA) de présenter une femme voilée aux élections régionales, Jean-Luc Mélenchon déclare : « le débat politique ne doit pas aller sur le terrain religieux. […] On ne peut pas se dire féministe en affichant un signe de soumission patriarcale. […] En ce moment, on a le sentiment que les gens vont au-devant des stigmatisations : ils se stigmatisent eux-mêmes — car qu'est-ce que porter le voile, si ce n'est s'infliger un stigmate — et se plaignent ensuite de la stigmatisation dont ils se sentent victimes »,. La même année, dans l'émission du 24 avril d'On n'est pas couché, il déclare à propos du port du voile : « Moi, je considère que c’est un traitement dégradant et je considère que c’est une provocation d’un certain nombre de milieux intégristes contre la République. Et par conséquent la République a gagné et elle va gagner encore une fois : ça sera interdit ».
Pendant la campagne présidentielle de 2017, invité de L'Émission politique, il réaffirme considérer le voile islamique comme un signe de soumission et le compare à un « chiffon sur la tête ».
Après les attentats de novembre 2015, il a déclaré dans un tweet : « Je conteste le terme d'islamophobie. On a le droit de ne pas aimer l'islam comme on a le droit de ne pas aimer le catholicisme. ». Le 7 janvier 2015, dans l'émission de Franz-Olivier Giesbert, Mélenchon déclare que : « C'est une erreur totale de confondre le racisme et islamophobie et on a le droit et même le devoir pour certains de faire la critique impitoyable des religions. ».
Le lendemain de l'attaque de la mosquée de Bayonne le 28 octobre 2019 par Claude Sinké, qui blesse deux personnes par balles et tente d'incendier la porte, Libération diffuse un tweet informant que « plus de cinquante personnalités appellent à manifester le 10 novembre à Paris contre la stigmatisation des musulmans de France » et un projet de tribune « Stop à l'islamophobie ». La CGT, l'UNEF, la Ligue des droits de l'Homme et plusieurs partis politiques, dont EELV, le PCF et celui de Jean-Luc Mélenchon y participent, ce qui fait dire à ses détracteurs qu'il a changé de discours sur l'islamophobie. Le jour de la manifestation, Jean-Luc Mélenchon rappelle que « la question posée aujourd'hui n'est pas du tout celle du droit ou non de critiquer une religion », tandis que Samuel Grzybowski révèle que le texte a d'abord été rédigé sur un document Google Doc partagé en ligne, modifiable et sans la liste des signataires.
Mélenchon reçoit des critiques de gauche à droite de l'échiquier politique, en raison de l'identité de plusieurs signataires de la tribune en particulier le Collectif contre l'islamophobie en France (CCIF), accusé de liens avec les Frères musulmans. À LFI, Éric Coquerel affirme qu'il ne connaissait pas le nom de « tous les organisateurs ». La presse note que le PS a renoncé à y participer et que si tous les députés LFI ont signé l'appel, trois des Hauts-de-France, Ugo Bernalicis, François Ruffin et Adrien Quatennens, sont retenus ailleurs. Ce dernier, no 2 du parti déclare « la prochaine fois, on écrira notre propre texte, il n’y aura pas d’ambiguïtés » et ne pas être « dupe du fait que certains, une minorité, utilisent le terme d’islamophobie en considérant que ça va annihiler demain toute capacité à critiquer la religion ». Accusé de « renier » ses idéaux, Jean-Luc Mélenchon répond qu'il signe un texte pour son contenu et pas en raison de ceux dont il découvre ensuite qu’ils l’ont également signé. À cette occasion, certains commentateurs dans les colonnes de l'hebdomadaire Marianne rappellent son amitié avec le dessinateur Charb, assassiné avec ses collègues de Charlie Hebdo par des islamistes, précisément en raison de sa supposée islamophobie,. Comme le numéro 2 du PCF Ian Brossat ou le leader de la CGT Philippe Martinez, il est dans la manifestation.
En 2023, lors de l'interdiction du port de l'abaya à l'école, Mélenchon déplore cette mesure qu'il qualifie de nouvelle guerre de religion.

### Condition animale
Il modifie ses pratiques alimentaires pour prendre en compte la « nécessité de réduire la consommation de protéines carnées et de soulager la souffrance animale ». L'association L214 le considère comme le seul candidat qui « agit pour les animaux » dans son évaluation des programmes des candidats à l'élection présidentielle de 2017, lui attribuant une note qui le place en tête des onze candidats.

### Agriculture
Opposé à l'agriculture intensive et productiviste, Jean-Luc Mélenchon défend un modèle agricole alternatif d'agriculture paysanne. Il souhaite ainsi réduire l'utilisation des pesticides et favoriser l'agriculture biologique,,. Il vote pour l'interdiction du glyphosate à l'Assemblée nationale en 2018 et se dit favorable à l'interdiction immédiate des néonicotinoïdes.
Il envisage la création de 300 000 emplois agricoles et l'interdiction des fermes-usines ainsi que des pratiques comme l'élevage en batterie et le broyage des poussins.
Il souhaite renégocier la Politique Agricole Commune (PAC) afin de favoriser une production « écologiquement soutenable. »
Il propose également d'encadrer les prix alimentaires en fixant des prix maximaux par le biais d'un coefficient multiplicateur, tout en limitant les marges de la grande distribution. Il souhaite également garantir des prix rémunérateurs aux producteurs grâce à des prix planchers, interdire la vente à perte et mettre en place une caisse de défaisance pour reprendre les dettes agricoles des convertis au 100 % bio.
Jean-Luc Mélenchon propose la création d'un ministère chargé de la Production alimentaire. Ce ministère aurait pour mission d'établir des normes sur le sel, le sucre et les acides gras saturés dans les aliments transformés. Il propose de garantir en permanence l'accès à cinq fruits et légumes de saison à des prix bloqués.

### Éducation et enseignement supérieur
Défenseur de la gratuité de l'université, Mélenchon propose également en 2017 de créer une allocation d’autonomie de 800 euros par mois pour les étudiants. Néanmoins, la mesure de gratuité de Mélenchon est critiquée par Arnaud Parienty, professeur de sciences économiques, qui la considère « décalée », étant donné qu'elle ne concerne que les universités, sans prendre en compte les frais de par exemple les écoles de commerce. Lors de la présidentielle de 2022, le candidat propose de nouveau une allocation pour les étudiants et élèves des lycées professionnels à 1 063 euros par mois. Cette mesure ainsi que l'extension du revenu de solidarité active sont critiquées par la droite qui dénonce une politique « d'assistanat ».
Jean-Luc Mélenchon s'oppose à la loi ORE à l'Assemblée nationale, qui pour lui instaure une « sélection » à l’entrée de l’université. Le député estime alors que les étudiants doivent avoir « la liberté de choisir personnellement les études ».

#### Enseignement des langues en France
Il est opposé « à ce que des groupes de locuteurs aient des droits particuliers », mais approuve « la pratique des langues régionales ». Ses prises de position sur l'enseignement de la langue bretonne par les écoles Diwan et le financement de ces écoles par l'État, ainsi que sur certains régionalistes bretons lui attirent l'opposition d'autonomistes bretons, de linguistes et de socialistes de la région Bretagne, qu'il avait accusés de favoriser les « autonomistes », lors de l'organisation de la Breizh Touch, en septembre 2007 à Paris.
En 2012, Jean-Luc Mélenchon signe la pétition pour l'admission de l'espéranto comme langue facultative au baccalauréat.

### Créolisation

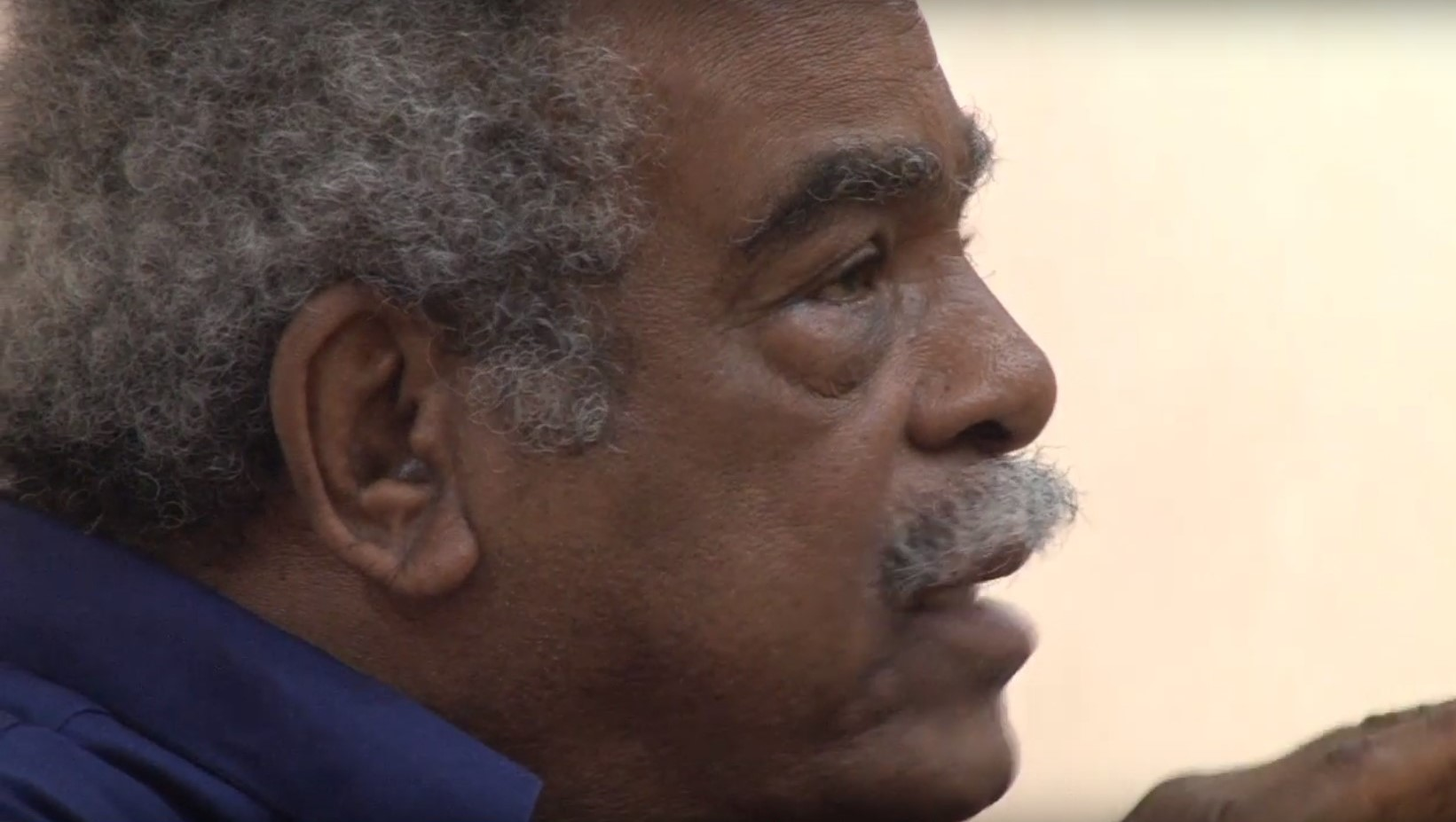
À partir de 2020, Jean-Luc Mélenchon évoque à plusieurs reprises le concept de « créolisation », en grande partie théorisé par Édouard Glissant.

Jean-Luc Mélenchon évoque en septembre 2020 le concept de créolisation du philosophe Édouard Glissant, « métissage d'arts ou de langages qui produit de l'inattendu », permettant de « se transformer de façon continue sans se perdre », qui a unifié les populations antillaises dans une culture commune, éloignée du « multiculturalisme identitaire, qui enferme chaque individu dans sa couleur de peau ». Pour lui ce n'est ni un souhait ni un projet mais « un constat, une analyse de la réalité », sous forme de « chaînon manquant entre l’universalisme et la réalité vécue qui le dément »,,, qui amende une vision de l'universalisme trop « abstraite ». Ce concept « n’a rien à voir avec les religions, qui ne se créolisent pas », mais cherchent au contraire à ne pas se mélanger car « elles sont un dogme ». Il est critiqué par la droite et l'extrême droite qui considèrent au contraire qu'il s'agit de communautarisme et se réclament de l'assimilation comme principe universaliste.
Le média Les Jours relève néanmoins que Mélenchon, dans sa volonté d'en faire un contrepoids aux idées xénophobes et notamment à la théorie complotiste du grand remplacement portée par le candidat d'extrême droite Éric Zemmour, en édulcore plusieurs aspects. Il ne comprendrait ainsi le concept que comme le fait de voir sous un jour positif l'augmentation supposée de la proportion d'individus d'origine étrangère, la même augmentation qui est utilisée par les théoriciens dudit grand remplacement pour fonder leur doctrine. Le même média estime que l'objectif du leader de la France insoumise serait de « réconcilier son universalisme et l'indigénisme qui grandit au sein de La France insoumise. ». Ainsi, Loïc Céry, directeur du Centre international d’études Édouard Glissant, salue la popularisation du terme par Mélenchon tout en soulignant ses paradoxes : « Jean-Luc Mélenchon simplifie peut-être la pensée d’Édouard Glissant mais il y est fidèle et ne fait pas de mauvaise interprétation. [Mais] on ne peut pas se réclamer de la créolisation et admettre l’existence de réunions non-mixtes. Glissant était pour le dialogue et contre l’interdit de la rencontre. Ayant vécu longuement aux États-Unis, il était par ailleurs très critique du modèle multiculturaliste américain où les communautés sont juxtaposées. ».

### Politique étrangère

#### Union européenne
Affirmant avoir « passé presque dix ans à mener un combat fédéraliste au niveau européen avec la gauche du SPD allemand pour aboutir à une assemblée constituante », Jean-Luc Mélenchon assume, en particulier depuis l'échec du Front de gauche et les conséquences du référendum grec de 2015, une doctrine souverainiste, estimant que l'orientation libérale de l'Union européenne est « désormais irréversible » : Le HuffPost évoque un « souverainisme altermondialiste, inspiré des nationalismes de gauche latino-américains », et précise que si sa pensée « exclut tout ethnicisme et revendique les valeurs universalistes de la France, elle rompt avec la tradition internationaliste de l'extrême gauche ». Jean-Luc Mélenchon dit assumer le terme de souverainiste « du moment que lorsqu’on parle de souverainisme, on entend bien qu’il s’agit de la souveraineté du peuple ».
Pour Jean-Luc Mélenchon, « les traités européens détruisent l’Europe » : il critique un « mode d'organisation » où, selon lui, « les nations, les travailleurs sont mis en compétition les uns avec les autres ». Il propose de renégocier les traités, ce qui constitue son « plan A », ou bien en cas d'échec, de ne pas appliquer les traités contraires aux intérêts de la France, ce qui constitue son « plan B »,.
Le plan A prévoit de mettre fin au dumping « par une politique volontariste et rapide d’harmonisation sociale et fiscale par le haut dans toute l’UE avec inscription d’une clause de non-régression des droits sociaux ». Pour LCI, ce plan A consiste à « refonder l’Union européenne de manière plus démocratique, sociale et écologique ». Le plan A comprend notamment les mesures suivantes : abandon des règles budgétaires qui fondent l'euro, fin de l’indépendance de la Banque centrale européenne, arrêt de la libéralisation des services publics, mise en place d'un protectionnisme solidaire, régulation de la finance avec l'interdiction des instruments financiers toxiques et le contrôle des mouvements de capitaux.
Le plan B prévoit entre autres la réquisition de la Banque de France, l'arrêt de la contribution de la France au budget de l'Union européenne et la mise en place d'« un contrôle des capitaux et des marchandises aux frontières nationales pour éviter l'évasion fiscale des plus riches et des grands groupes ». Cette sortie de l'Union européenne par le plan B serait unilatérale ou avec un petit groupe de pays, ce qui permettrait de « rebâtir un nouveau projet européen », : « On part avec ceux qui sont d’accord avec nous et on fait autre chose. La France n’est pas pieds et poings liés à l’Union européenne. Nous avons d’autres environnements possibles, l’Europe de la Méditerranée, ce n’est pas rien ».

#### Amérique latine
Le magazine L'Express indique que l'intérêt de J.-L. Mélenchon pour l’Amérique du Sud remonte aux années 1970 et à ses rencontres avec des réfugiés chiliens.
En 1988, le président argentin Raul Alfonsin, premier président élu après le rétablissement de la démocratie, lui remet la décoration de grand officier de l'ordre de Mai pour sa contribution à la lutte contre la dictature, son accueil des réfugiés politiques et son engagement pour sortir de prison certaines personnes condamnées. Plus tard, pendant la « vague rose » latino-américaine qui voit des partis de gauche gagner les élections dans plusieurs pays (Uruguay, Venezuela, Brésil, Équateur, etc.), il revendique un soutien aux gouvernements qui en sont issus. Il reprend d'ailleurs le concept de « Révolution citoyenne », leitmotiv de sa campagne présidentielle de 2012, au mouvement équatorien Alianza País. Dans le cadre des élections présidentielles de 2012 et de 2017, il reçoit le soutien du président de l'Uruguay, José Mujica, du président de l’Équateur, Rafael Correa et du président de la Bolivie, Evo Morales. Mélenchon est également proche du président du Mexique, Andrés Manuel López Obrador.

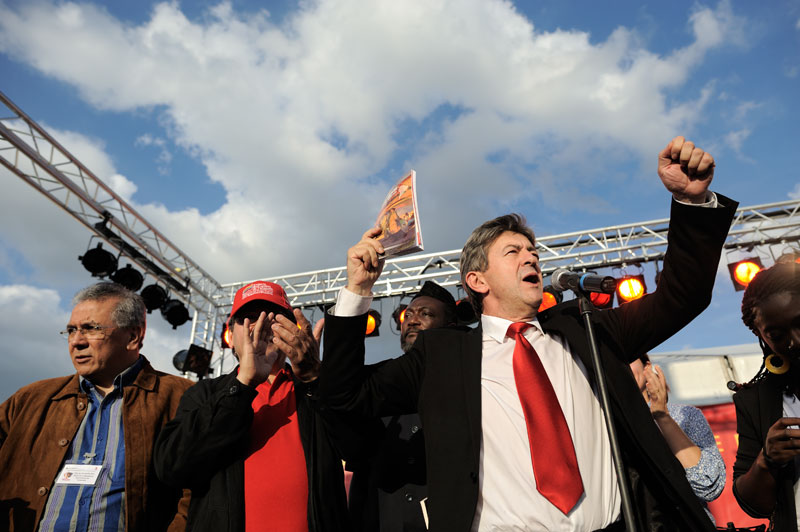
Sur le stand de la république bolivarienne du Venezuela. Septembre 2011.

Pendant la présidence d'Hugo Chávez, de 1999 à 2013, Jean-Luc Mélenchon réfute l'existence de tout « problème de démocratie » au Venezuela et s'oppose à la diabolisation de Chávez par les médias. Dans une tribune du Monde coécrite en octobre 2012 avec le journaliste Ignacio Ramonet, il rappelle que toutes les élections s'étant déroulées au Venezuela sous la présidence Chávez ont eu lieu « dans des conditions de légalité démocratique reconnues par l'ONU, l'Union européenne, l'Organisation des États américains, le Centre Carter, etc. ». S'il considère que la révolution bolivarienne n'est pas un modèle et que « le mot est à proscrire », il la revendique comme une « source d'inspiration » et affirme en mars 2013, un mois avant l'élection présidentielle vénézuélienne de 2013, que le successeur de Chávez, Nicolás Maduro, est « la bonne personne au bon endroit ». En 2013, il déclare que Chávez a « fait reculer la pauvreté de manière spectaculaire, éradiqué ce qui est classé comme l'extrême pauvreté, [que] l’analphabétisme a été éradiqué [et qu'] on est parvenu à faire progresser de 70 % la scolarisation des enfants ».
En 2017, son soutien au Venezuela gagne en écho médiatique au moment où Maduro fait face à des manifestations de masse dont la répression fait une centaine de morts et met en place une Assemblée constituante vivement contestée. Il préfère ne pas évoquer la question et continue à promettre l'adhésion de la France, via certaines collectivités d'outre-mer, à l'Alliance bolivarienne, organisation de coopération économique qui rassemble l’Équateur, le Venezuela, Cuba, la Bolivie, le Nicaragua et plusieurs pays des Antilles pour favoriser l'intégration régionale et le développement de la Guyane et des îles françaises aux Antilles,. Il fait un parallèle entre les manifestations au Venezuela et celles ayant eu lieu en France lors des manifestations contre la loi El Khomri et affirme que la majorité des morts sont des partisans du gouvernement de Nicolás Maduro, ou des membres des forces de sécurité, contrairement à ce qu'affirme un rapport de l'ONU basé sur des chiffres de l'avocat général du Venezuela, où il est question, sur cent vingt-quatre décès, de neuf morts parmi les membres des forces de sécurité et de cinq morts du fait de lynchages par des manifestants de l'opposition,. Il estime également que Maduro emploie les mêmes méthodes qu'Angela Merkel ou Bernard Cazeneuve, mais reconnaît « un usage disproportionné de la force » par la police du Venezuela, précisant que trente-trois policiers sont emprisonnés et treize en procès pour cet usage disproportionné de la force. Il déclare que « le principal responsable du mal, du désordre et de la guerre civile, c'est l'impérialisme américain ». Jean-Luc Mélenchon est mis en cause par Emmanuel Macron et Édouard Philippe en août 2017 pour ces propos. Relativisant la crise économique au Venezuela, il défend la légitimité de l'élection présidentielle vénézuélienne de 2018.

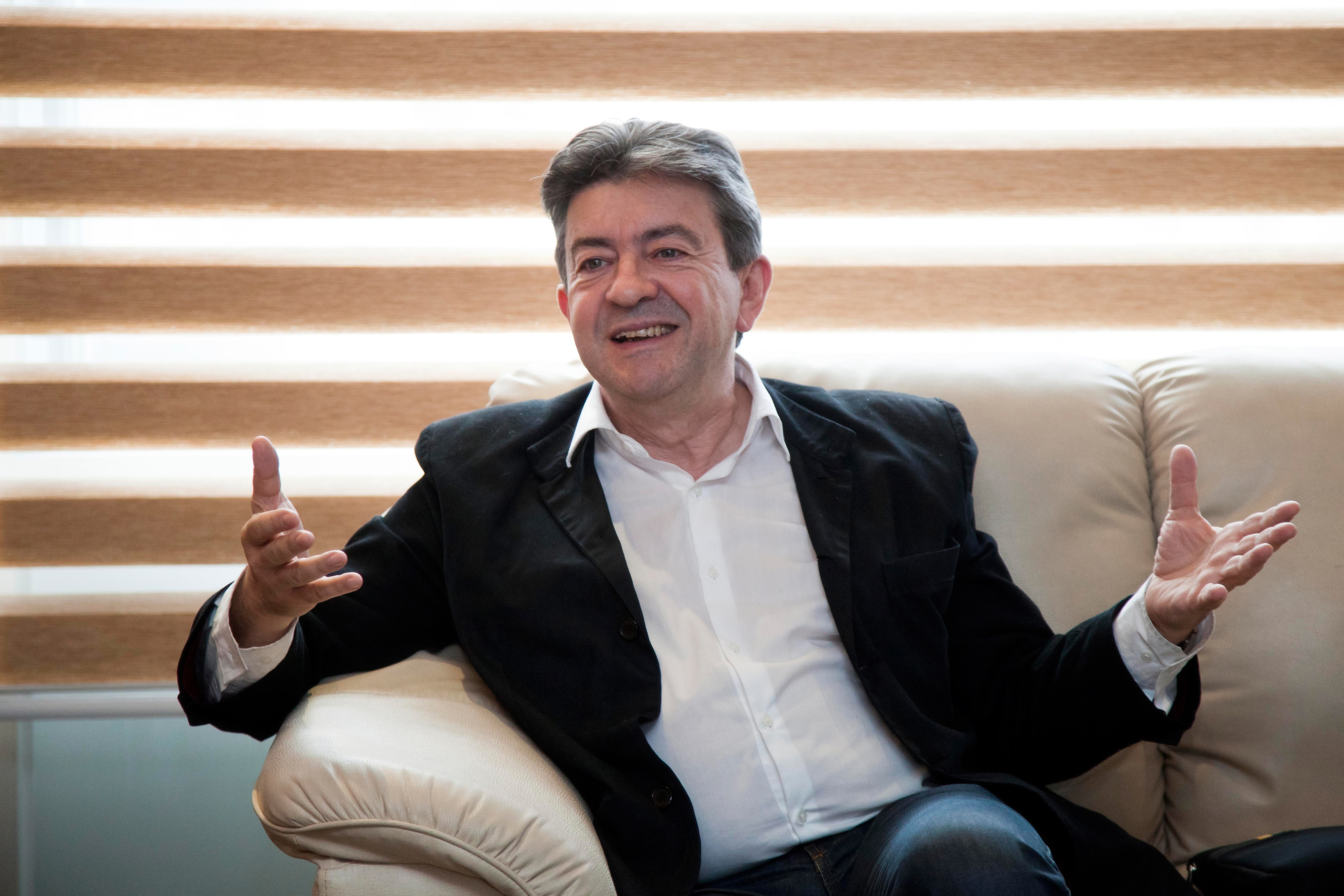
Jean-Luc Mélenchon en 2013.

Ces prises de position valent à Jean-Luc Mélenchon le surnom de « Chávez français » de la part de certains médias. L'Express estime qu'il s'agit de son « éternel talon d'Achille »,. Selon l'universitaire Olivier Tonneau, Mélenchon a avec Chávez de nombreux points de convergence, comme la convocation d'une assemblée constituante avec la volonté de « politiser les citoyens » et de bâtir une « démocratie basée sur l'éthique », ou de favoriser l'éducation, mais avec des divergences sur le modèle économique. Dans une interview à Ouest-France en avril 2017, Mélenchon affirme, sans préciser de date : « Le Venezuela avait une politique social-démocrate. Personne n'a été exproprié. Il n'y a pas eu de nationalisations non plus. J'ai soutenu Chavez ». Les Échos, commentant cette interview, signalent que 1 168 entreprises ont été expropriées entre 2002 et 2012, dont plus de 250 nationalisées en 2010,.
Comme pour Hugo Chávez, Jean-Luc Mélenchon affirme avoir défendu Fidel Castro « dans des circonstances où il était attaqué », notamment par les États-Unis. En décembre 2010, le journaliste Jean Quatremer accuse Jean-Luc Mélenchon d'avoir quitté l'hémicycle du Parlement européen à l'instant de la remise du prix Sakharov (qui honore un défenseur des droits de l'homme) au journaliste et dissident cubain Guillermo Fariñas. En janvier 2011, interrogé sur son geste et sur le régime de Fidel Castro, Mélenchon déclare que Cuba « n'est pas une dictature », tout en soulignant que ce n'est « certainement pas une démocratie ». Après la mort de Fidel Castro, Jean-Luc Mélenchon déclare ne pas approuver la façon dont était organisé politiquement Cuba.
Soutien de l'ancien président brésilien Luiz Inácio Lula da Silva accusé de corruption et emprisonné pour cela, il rend visite à ce dernier dans sa prison en septembre 2019 lors d'un voyage en Amérique latine.

#### Russie
Jean-Luc Mélenchon prône notamment la sortie de la France de l'OTAN, qu'il qualifie en 2021 de « symbole de soumission à l’impérialisme américain », ce qui est parfois interprété comme une hostilité aux États-Unis, ou un renversement d'alliance en faveur de la Russie,, interprétation qu'il conteste. Ainsi, ses déclarations en faveur de la Russie dans le cadre de son intervention dans la guerre civile syrienne font l'objet de controverses.
De son côté il précise que son opposition concerne la stratégie d'impérialisme américain menée par plusieurs présidents des États-Unis, déclarant en 2017 que « le responsable principal du mal, du désordre, des tentatives de guerre civile, c’est l’impérialisme américain ». Dans le même esprit, il affirme en 2015 être « en campagne contre la diabolisation de Vladimir Poutine », et déclare en 2017 que « la Russie ne représente en réalité aucun danger contre l’Europe », puis en 2020 que « les Russes sont des partenaires fiables alors que les États-Unis ne le sont pas » et ajoute en 2021 : « Je ne crois pas à une attitude agressive de la Russie et de la Chine. […] Seul le monde anglo-saxon a une vision des relations internationales fondée sur l'agression ».
Le journal Libération reproche à Jean-Luc Mélenchon de soutenir Vladimir Poutine. Dans un livre, La France russe, enquête sur les réseaux Poutine, le journaliste Nicolas Hénin l’accuse d’« être séduit par le poutinisme », à l’instar de Nicolas Sarkozy, François Fillon et Marine Le Pen. Il estime qu'« à la gauche de l'échiquier politique, c'est certainement Jean-Luc Mélenchon qui est l'avocat le plus outrancier du maître du Kremlin [Vladimir Poutine], une position d'autant plus facile à tenir que certains des éléments de langage de Moscou sont destinés à son public ». Nicolas Hénin estime que ce tropisme s'est révélé par un billet de blog sur le meurtre de l'opposant russe Boris Nemtsov, dans lequel Jean-Luc Mélenchon présente Vladimir Poutine comme « la victime politique numéro un de cette histoire ». L'universitaire Cécile Vaissié, auteur de l'ouvrage Les réseaux du Kremlin en France, situe Jean-Luc Mélenchon parmi « ceux qui approuvent le plus Poutine ». Yannick Jadot (Europe Écologie Les Verts) considère que le positionnement de Jean-Luc Mélenchon sur la Russie « est complètement contraire à [sa] pensée écologiste ». En 2014, Daniel Cohn-Bendit déclare que « Mélenchon […] a toujours soutenu les plus totalitaires. S’il s’agit des Américains, il soutiendra la Corée du Nord ! Il hait les Américains, il hait les Allemands ».
Jean-Yves Camus estime que le positionnement de Jean-Luc Mélenchon sur la Russie est « la traduction d’une tradition qui est antérieure à l’arrivée [de Vladimir Poutine] au pouvoir, au sein de l’aile gauche du Parti socialiste que Jean-Luc Mélenchon a quittée en 2008 : laïcité intransigeante qui désigne aujourd’hui l’éradication de l’islamisme comme une priorité (et en conséquence, accepte le soutien, fût-il tactique, à ceux qui le combattent en armes) ; méfiance instinctive à l’égard des règles du droit international, supposément dictées par les États-Unis et des organisations comme les Nations Unies qui seraient fondées sur une conception fausse qui fait prévaloir les droits de l’Homme sur le réalisme pour mieux cacher le refus du monde multipolaire, républicanisme patriote rigoureux qui le conduit à privilégier une politique extérieure traduisant la pérennité et la supériorité du concept français de citoyenneté ».
En 2015, Jean-Luc Mélenchon dément tout soutien à Vladimir Poutine, déclarant que contrairement à lui, il est « écosocialiste », « de gauche », « républicain au sens que les Lumières victorieuses de 1789 ont donné à ce mot ». Il souligne que Vladimir Poutine « a mis en prison [ses] amis en Russie ». Attaqué sur ce sujet en mars 2017 par Benoît Hamon, Jean-Luc Mélenchon réaffirme sa position : « Je ne suis lié d'aucune manière à monsieur Poutine. Je combats absolument sa politique et si j'étais russe, je ne voterais pas pour son parti mais pour mon camarade du Front de gauche russe, qui est en prison. […] Mais quand bien même n'aurais-je rien à voir avec lui, ce qui est le cas, ça ne m'empêche pas de vous dire que je ne suis pas d'accord pour participer au chœur des excités qui passent leur temps à espérer qu'on déclenche un conflit avec les Russes parce que ceci est une abomination. Je suis pour la paix. ».
Jean-Luc Mélenchon est initialement conseillé sur la Russie par Georges Kuzmanovic, ex-secrétaire national du Parti de gauche chargé des questions internationales et de défense, qui est accusé de proximité avec des personnalités conspirationnistes,, et quitte le parti à la suite de désaccords politiques. Dans le contexte de la guerre du Donbass, il organise en juin 2014 une manifestation « pro-russe et anti-ukrainienne » selon Galia Ackerman, spécialiste de la Russie. Tout comme Djordje Kuzmanovic, Jean-Luc Mélenchon dément ces allégations dans lesquelles il voit un « ragot d’extrême droite sur fond de délit de sale nom », et indique qu'il s'agit de « l’un de [ses] plus proches amis » mais « en rien », reprenant une expression de Nicolas Hénin, de sa « muse russe »[source insuffisante]. Djordje Kuzmanovic présente Jean-Luc Mélenchon comme « très proche de Sergueï Oudaltsov, leader du Front de gauche en Russie […], en prison pour sept ans ».
Jean-Luc Mélenchon se déplace en Russie le 7 mai 2018, affirmant que son objectif est de « fêter l'anniversaire de la victoire sur les nazis qui ont fait vingt millions de morts dans ce pays. Façon de rappeler sans cesse le danger qu'est l'extrême droite en Europe. » Il rend également visite à Sergueï Oudaltsov, sorti de prison l'année précédente, et déclare à ce sujet : « Mon message est qu’on peut être ami de la Russie et du peuple russe sans être un partisan du parti politique au pouvoir en Russie ». Mais il ne participe pas aux manifestations contre Poutine organisées ce jour, estimant « que ça ne serait pas bienvenu ». Il marche ensuite, le 9 mai, avec le Régiment immortel à Moscou, cortège de commémoration des militaires soviétiques de la Seconde Guerre mondiale.
Au sujet de l'annexion de la Crimée par la Russie, intervenue à la suite de la crise ukrainienne, Jean-Luc Mélenchon déclare : « Les ports de Crimée sont vitaux pour la sécurité de la Russie. Il est absolument prévisible que les Russes ne se laisseront pas faire. Ils sont en train de prendre des mesures de protection contre un pouvoir putschiste aventurier, dans lequel les néonazis ont une influence tout à fait détestable. […] La nation russe ne peut admettre que les nord-américains et l'Otan s'installent à leurs portes ». Il propose de réunir une conférence internationale pour discuter du découpage des frontières, déclarant : « On me dit que les frontières doivent rester intangibles, je veux bien, mais il faut en parler : ou on en parle ou on fait la guerre […] Les Russes sont des partenaires et avec eux, quel que soit le régime, il faut discuter, négocier, et s'accorder, car il n'y a pas d'autre alternative, sinon la guerre ou la montée à la guerre dont nous ne voulons pas ». D'après l'historien Sylvain Boulouque, ce discours « cherche à fédérer autour de lui l’électorat communiste, qui conserve par habitude une passion russophile fait d’antieuropéanisme et d’antiaméricanisme et en agitant parallèlement le spectre du fascisme, synthétisant ainsi les classiques de l'histoire du communisme ». D'après le journaliste Bruno Rieth, « Mélenchon refuse simplement de se fondre dans l'imaginaire romantique qui fait de l'ensemble des manifestants de la place Maïdan des hérauts de la démocratie en fermant les yeux sur les mouvements néo-nazis qui composent aussi une partie des rangs de la contestation ».
Lors de la campagne présidentielle de 2017, il présente Boris Nemtsov, opposant à Vladimir Poutine assassiné, comme un « odieux antisémite » avant de reconnaître son erreur, déclarant l'avoir « peut-être » confondu avec Alexeï Navalny.
En février 2022, dans le contexte de l'invasion russe de l'Ukraine, Jean-Luc Mélenchon condamne l'agression russe, déclarant qu'il s'agit d'« une initiative de pure violence manifestant une volonté de puissance sans mesure » de la part du président russe. Il continue cependant d'affirmer que l'OTAN a une part de responsabilité. Il est alors la cible de critiques de la part de personnalités du Parti socialiste et d'Europe Écologie Les Verts qui l'accusent de reprendre des éléments de « propagande russe » et d'une position ambiguë « sur la défense de la démocratie ». A contrario, la France insoumise dénonce une tentative d'instrumentalisation politique du conflit russo-ukrainien et affirme que ces critiques se fonderaient sur des « mensonges ». Dès sa campagne présidentielle, Jean-Luc Mélenchon désapprouve la fourniture d’armement à l’Ukraine et estime que l'urgence est un cessez-le-feu et la mise en place de négociations,,.
Le 3 mars 2022, Jean-Luc Mélenchon annonce qu'il rompt politiquement avec Sergueï Oudaltsov, en raison du soutien apporté par ce dernier à l'invasion de l'Ukraine par la Russie. Il affirme son soutien à la minorité du Front de gauche, représentée par Alexey Sakhnin.

#### Libye
Dès mars 2011, Jean-Luc Mélenchon critique l'implication de l'OTAN contre Mouammar Kadhafi, estimant qu'elle « n'a rien à faire en Libye » et met en garde contre toute intervention terrestre. Il soutient, mais avec des réserves, l'intervention aérienne sous mandat de l'ONU, destinée à éviter la guerre civile libyenne après le début de la Révolution libyenne : « Ma position est constante : je suis partisan d’un ordre international garanti par l’ONU. […] J’approuve l’idée qu’on brise le tyran pour l’empêcher de briser la révolution […] Il y a bien sûr un risque d’escalade, mais je craindrais davantage le risque de massacre ! J’approuve donc le mandat de l’ONU. Mais rien de plus. Je suis contre l’intervention terrestre. Nous ne sommes pas en guerre avec la Libye. J’adjure de comprendre : il ne faut pas que le dernier mot reste à la force contre une révolution ! […] Mais quelles sont les alternatives ? Ce n’est pas avec des communiqués que l’on pourra abattre un Mirage ou détruire un char ! ».

#### Guerre civile syrienne
Au moment de la guerre civile syrienne du tout début des années 2010, Jean-Luc Mélenchon s'oppose à la superposition de différentes forces sans coordination internationale, et réclame que la France privilégie une intervention de l'Organisation des Nations unies (ONU), incluant l'ensemble de la communauté internationale agissant de manière concertée, dont la Russie. Il qualifie en particulier d'« erreur totale » et d’ingérence étrangère sur le territoire syrien les frappes aériennes menées par la coalition internationale, faisant le parallèle avec l'intervention en Irak et ses conséquences.
Après le massacre de la Ghouta d'août 2013, Jean-Luc Mélenchon estime que frapper la Syrie « serait une erreur gigantesque, peut-être le seuil d'une guerre beaucoup plus large que toutes celles que nous avons vues dans cette région ». Il appelle régulièrement à travailler « à une solution politique » en collaboration avec les populations kurdes du Rojava. Proche du Parti démocratique des peuples, un parti politique turc de gauche défendant notamment les droits des Kurdes, il condamne fermement les différentes attaques de la Turquie contre les territoires kurdes en Turquie et en Syrie,. Concernant cette partie du conflit, Jean-Luc Mélenchon déclare qu'il soutient l'intervention militaire de la Russie en Syrie, à l'appel de Bachar el-Assad, pour que « Daech soit vaincu, écrabouillé, et que les Kurdes gagnent »,. Il précise néanmoins qu'« il ne peut pas être question de laisser Poutine régler le problème, […], je suis pour que l'ONU règle le problème. […] Il faut une coalition universelle contre Daech et contre les bandes d'islamistes militarisés. Pour ça il faut donc une coalition universelle, il faut donc s'allier avec les Russes, discuter avec eux et pas chacun dans son coin »,,,. Il remet en cause les informations selon lesquelles les frappes russes seraient davantage tournées vers les rebelles que vers l'État islamique — constituant parfois des crimes de guerre selon divers rapports — et déclare que « les rebelles civilisés sont en ultra minorité. Quand vous voyez que Al-Qaïda est notre ennemi en Afghanistan, devient notre allié en Syrie, tout cela est absurde »,,.
En octobre 2016, Jean-Luc Mélenchon critique l'attitude hostile de François Hollande envers Vladimir Poutine et conteste le caractère modéré des combattants rebelles, dominés par des groupes islamistes, à Alep-Est, les qualifiant de « modérés d'Al-Qaïda qui ont assassiné les rédacteurs de Charlie Hebdo ». Il qualifie également de « bavardages » les menaces du gouvernement français de saisir la Cour pénale internationale pour « crimes de guerre », après les bombardements russes et syriens de septembre 2016 lors de la bataille d'Alep, estimant que « la première victime d'une guerre, c'est la vérité, tout le monde se bat à intoxiquer et raconter des salades pour les faire passer dans son camp »,,,,,.
Le 7 avril 2017, en réaction au massacre de Khan Cheikhoun aux armes chimiques, il rappelle que « les crimes de guerre sont imprescriptibles » et que leurs auteurs, doivent être « châtiés ». Sans imputer explicitement la responsabilité de l'attaque au régime de Bachar el-Assad, il affirme clairement que ce dernier doit être puni si sa responsabilité est démontrée. Il dénonce ensuite le bombardement de la base aérienne d'Al-Chaayrate mené par l'armée américaine contre l'armée syrienne, qu'il qualifie « d'acte criminel et irresponsable » et accuse François Hollande et Angela Merkel, qui soutiennent cette initiative unilatérale des États-Unis, de « donner à Donald Trump le pouvoir solitaire de frapper qui il veut quand il veut », craignant « une montée vers la guerre »,,. Le 20 avril 2017, il déplore le veto russe sur la résolution de l'ONU demandant une enquête sur l'attaque de Khan Cheikhoun, demandant que « ceux qui craignent cette enquête » ne fassent pas « perdre de temps avec des manœuvres dilatoires ». Jean-Luc Mélenchon condamne également la participation de la France aux frappes menées dans la nuit du 13 au 14 avril 2018, estimant notamment qu'elles sont contraires au droit international, et qu'elles ont été effectuées « sans mandat de l'ONU ». Il demande que soient montrées les preuves mentionnées par Emmanuel Macron concernant l'utilisation d'armes chimiques par Bachar el-Assad,,. Il appelle également à des sanctions contre la compagnie de cimenterie Lafarge, accusée d'avoir collaboré avec Daech en Syrie, affirmant : « cette compagnie doit être ou bien réquisitionnée, ou bien confisquée, mais une décision exemplaire doit être prise contre ceux qui complotent avec l'ennemi »
Le 15 octobre 2019, il se félicite de l'offensive de l'armée syrienne contre l'armée turque et en soutien des Kurdes, et il appelle la France à lui venir en aide, ce qui lui vaut des réactions indignées et de la gêne dans les rangs de son parti. Fin octobre, il déclare que la Russie a « écrasé » l’État islamique en un an, « ce que tous les autres réunis ont été incapables de faire ». Libération estime qu'il s'agit d'une « réécriture de l'histoire qui omet l'action de la coalition internationale et des forces kurdes ».
Jean-Luc Mélenchon est régulièrement critiqué pour ses positions sur la guerre civile syrienne. Le journaliste Nicolas Hénin affirme dans son livre La France russe : Enquête sur les réseaux de Poutine, que « c'est sur l'affaire syrienne que Jean-Luc Mélenchon trahit le plus crûment son alignement sur les positions du Kremlin ». Pour l'universitaire Jean-Pierre Filiu, jugé proche de l'insurrection syrienne, « les thèses de M. Mélenchon sur la Syrie demeurent en phase avec la propagande martelée par le Kremlin, lui-même en écho de la dictature Assad ». Nicolas Appelt, doctorant à l'université de Genève, estime que Jean-Luc Mélenchon « fait fausse route sur la question de la crise syrienne » et affirme qu'il « n'[a] jamais eu un mot pour les Syriens, et ce depuis des années. […] Il n’a pas eu non plus un seul mot pour la répression terrible qui s’est abattue d’emblée sur un soulèvement populaire, pas plus d’ailleurs pour les conseils locaux menant des expériences de démocratie réduites à néant par la répression, se contentant de dire que « des crimes, là-bas, beaucoup de gens en commettent », sans revenir sur la responsabilité du régime dans la militarisation et de la confessionnalisation de la crise. »
À plusieurs reprises, J.-L. Mélenchon présente la guerre civile syrienne — mais également les conflits en Afghanistan et en Irak — comme une guerre « de gazoducs et de pipelines », provoquée par les convoitises des grandes puissances pour les ressources énergétiques du sous-sol de la région : il fait ainsi allusion à plusieurs projets énergétiques locaux et reprend à son compte une théorie ayant connu un certain succès sur Internet. Celle-ci est considérée comme réductrice, et complotiste, par les spécialistes de la région, et tend à minimiser la répression du régime syrien comme origine du conflit ainsi qu'à conforter la version défendue par ce dernier,,.

#### Chine et Tibet
En avril 2008, il se prononce contre « le boycott des jeux de Pékin et la propagande anti-chinoise », jugeant dans cette attitude une « morgue ressemblant à du racisme » et « l'écho du mépris des colons qui ont imposé en leur temps les armes à la main l'obligation pour les Chinois de faire le commerce de l'opium ». Il ajoute, concernant le Tibet, que certes la Chine a eu « la main lourde », mais estime que ce n'est pas le seul pays à réprimer les émeutes urbaines, et s'offusque des « indignations à géométrie variable ». Toujours concernant le Tibet, il affirme qu'il n'y a pas eu d'invasion par les communistes chinois dans les années 1950 : pour lui, « le Tibet est chinois depuis le quatorzième siècle ». Il déclare : « Je ne dis pas qu'il faille approuver la répression violente, mais je dis que tout cela mérite réflexion. », et, d'après Le Figaro, Jean-Luc Mélenchon mentionne « la division en castes de la société tibétaine, abolie par Pékin après l'occupation de la région, ou encore les progrès accomplis en matière de scolarisation des enfants ou d'espérance de vie depuis cette date ». J.-L. Mélenchon affirme que les « partisans du dalaï-lama » avaient « droit de vie et de mort sur les serfs » avant que la Chine n'intervienne au Tibet dans les années 1950, et que les moines tibétains refusaient d'abolir le servage. Il se prononce contre la création d'un État tibétain qui serait religieux et théocratique. En outre, il réaffirme son désaccord avec le « projet politique du dalaï-lama ». Ces positions polémiques suscitent des critiques l'accusant de « reprendre fidèlement l'historiographie officielle de Pékin »,,. De manière générale, il se défend d'être partisan du régime chinois :
« Je n'ai jamais eu la moindre accointance avec le régime chinois, d'aucune sorte ! Ni lorsque j'étais jeune homme, ni maintenant ! C'est un régime nationaliste, dont je comprends le ressort, mais c'est un régime où il n'y a pas de multipartisme, or je considère que c'est la condition de base de la démocratie ».
Lors de la campagne de la présidentielle de 2017, il donne une interview à Nouvelles d'Europe, un média chinois basé à Paris. Il y fustige le modèle économique basé sur le libre-échange, et y affirme, selon L'Obs, que la Chine est un modèle dont la France et le monde doivent s'inspirer. Il se félicite que la Chine puisse planifier son économie, et affirme que les dirigeants chinois réorientent la production en direction du marché intérieur, tout en ayant désormais conscience du problème écologique.
S’agissant de Taïwan, territoire insulaire indépendant de facto mais non reconnu par l’ONU et revendiqué par la Chine, Jean-Luc Mélenchon déclare en octobre 2021 que : « si Taïwan se déclare indépendant, alors il est possible que la Chine, à juste titre, trouve qu’une ligne rouge a été franchie ». En août 2022, il reprend le vocable défendu par Pékin en affirmant qu'il n'y avait « qu'une seule Chine ». Il se dit toutefois convaincu qu'une guerre ne peut pas avoir lieu entre ces deux territoires.

#### Conflit israélo-palestinien
Le 30 mars 2018, le Conseil représentatif des institutions juives de France (CRIF) a déclaré que la présence de J.-L. Mélenchon à la marche blanche en mémoire de Mireille Knoll n’était pas souhaitée en raison de son soutien au boycott d’Israël (BDS), illégal en France, et que lors de l’université d’été du Front de gauche en 2014, qu'il co-présidait, il avait « félicité la jeunesse française qui avait su selon lui se mobiliser avec une discipline parfaite lors de manifestations en soutien aux Palestiniens durant la guerre à Gaza ». Lors de ces manifestations des incidents avaient eu lieu dans Paris et à Sarcelles aux cris de « Mort aux Juifs »,.
Le 31 mars 2018, le lendemain de la « marche du retour » à laquelle ont participé 30 000 Palestiniens à Gaza, il réclame sur Twitter le déploiement des casques bleus et présente ses condoléances aux « familles des marcheurs palestiniens assassinés » soulignant « la violence et la cruauté sans borne du gouvernement d'Israël qui allume volontairement un incendie sans limite »,.

#### Extradition de terroristes des Brigades rouges
En avril 2021, Jean-Luc Mélenchon prend ses distances avec l'arrestation en France et l'extradition de 7 anciens membres de l'organisation italienne d'extrême gauche Brigades rouges, ensuite jugés et condamnés en Italie pour des actes de terrorisme commis dans les années 1970-1980. Se disant « affligé de voir qu'il n'y a ni mémoire, ni discernement, ni recul, et qu'on met des signes égaux entre tout et n'importe quoi », il y voit de la « démagogie » et « un acte de vengeance plus qu'un acte de justice » qui manque à « la parole donnée de l'État français » en disant « aujourd'hui le contraire » de ce qu'il promettait à ces personnes un demi-siècle plus tôt.

### Défense nationale
Jean-Luc Mélenchon souhaite que la France se retire de l'Organisation du traité de l'Atlantique nord (OTAN). Il s'oppose à la mise en place d'une défense européenne.
Dans le cadre de l'élection présidentielle de 2017, il fait de la sortie de l'OTAN un point central de son programme de politique étrangère ; il affirme que cette organisation conduit à la « guerre » et qu'elle est un outil de « soumission aux États-Unis ». Il se positionne dans la lignée indépendantiste de Charles de Gaulle pour justifier la sortie souhaitée. Hubert Védrine, ancien Ministre des Affaires étrangères, affirme au contraire qu'un tel choix serait préjudiciable à la diplomatie et aux armées françaises,, même si une clause prévoit l'aide à la défense d'un État membre envahi. D'autres spécialistes de la défense notent également que le contexte des années 1960 et 2010 n'est pas le même dans le sens où l'OTAN peut permettre de lutter plus efficacement contre le terrorisme de nos jours.
Mélenchon estime que la dissuasion nucléaire « demeure l'élément essentiel de notre stratégie de protection » mais qu'elle doit « être dépassée à terme ».
En 2020, alors qu’il est candidat déclaré à l'élection présidentielle de 2022, Jean-Luc Mélenchon se dit favorable à un rétablissement du service militaire obligatoire, qu'il veut élargir à la Police nationale.

### Asile de Julian Assange et Edward Snowden
Jean-Luc Mélenchon défend les lanceurs d’alerte Julian Assange au nom de la liberté de la presse et Edward Snowden, et se prononce en faveur de leur asile en France, notamment pendant la campagne présidentielle de 2017.

### Médias et édition
En octobre 2017, la nouvelle stratégie de Jean-Luc Mélenchon est de développer ses propres médias pour s'affranchir de journalistes perçus comme souvent hostiles. Tandis qu'il crée sa chaîne personnelle sur YouTube, plusieurs de ses proches présentent le projet d'une webtélé qui devient Le Média, un site d'actualité gratuit, diffusé sur internet, lancé en janvier 2018, dont la ligne éditoriale est ancrée à gauche.
Il a par ailleurs lancé fin 2017 une pétition pour la création d'un « Conseil de déontologie du journalisme en France » à l'image du Conseil de déontologie journalistique créé en 2009 en Belgique,, présenté comme un « tribunal médiatique » professionnel, qui pourrait donner des sanctions symboliques aux « menteurs », « tricheurs » et « enfumeurs ».
Jean-Luc Mélenchon a dénoncé régulièrement « la concentration étouffante » dans l’édition comme dans les médias et rédigé des mesures pour la réduire. Le 17 février 2022, il propose de nationaliser temporairement la maison d’édition Hachette, numéro 1 en France, pour bloquer son rachat par le groupe Vivendi, appartenant au milliardaire Vincent Bolloré, visant à détenir les deux plus gros groupes d’éditions français, tout secteurs confondus (parascolaire, littérature, etc.).

## Controverses

### Rapports avec les médias

#### Rapports avec les journalistes
Depuis le début des années 2010, il est régulièrement reproché à Jean-Luc Mélenchon sa dureté et ses propos envers certains journalistes,,,,. Durant la campagne présidentielle de 2012, il traite les journalistes du Petit Journal de « fachos », ajoutant que « ce sont des animateurs et pas des journalistes qui font dans la provocation ». Cette sortie fait suite à une série de boycotts des équipes de l'émission dans les meetings du candidat. En mai 2014, Jean-Luc Mélenchon demande aux militants du Front de gauche de surveiller les journalistes, si possible en les filmant, en particulier ceux de Libération et du Monde. Cependant, selon Lilian Alamagna, « si les médias « dominants » sont pour lui des adversaires à combattre, il sait aussi les utiliser pour faire passer son message ».
Jean-Luc Mélenchon et ses proches s'offusquent régulièrement du traitement par la presse de son image, précisément dans le choix des photographies illustrant les articles le concernant,,. Ils sont en cela soutenus par l'association de gauche de critique des médias Acrimed.
En février 2018, il déclare sur son blog : « si la haine des médias et de ceux qui les animent est juste et saine, elle ne doit pas nous empêcher de réfléchir et de penser notre rapport à eux comme une question qui doit se traiter rationnellement dans les termes d’un combat. », après avoir notamment affirmé que le but de ce qu'il appelle le « parti médiatique » est « de détruire tout autre émetteur de pensée : parti, syndicat, autorité morale de quelque nature qu’elle soit »,. Cette phrase est critiquée par Reporters sans frontières, qui dans son classement annuel pour la liberté de la presse, s'alarme du « dénigrement systématique de la profession par certains leaders politiques », dont Jean-Luc Mélenchon.
Pour Abel Mestre, journaliste au Monde : « Pour comprendre la stratégie de M. Mélenchon, il faut envisager le débat politique comme un champ de bataille, un conflit où s’affrontent deux ennemis irrémédiables : « les gens » et « la caste », dont les médias seraient les ultimes représentants. Pour se sortir d’un mauvais pas, il suffit donc d’attaquer frontalement ces derniers. C’est ainsi devenu une habitude chez Jean-Luc Mélenchon. ».

### Accusations de populisme
En janvier 2013, Luc Carvounas, sénateur PS, accuse Jean-Luc Mélenchon d'aller vers « des sommets de la démagogie et du populisme ». Pour Slate, cette rhétorique a pour but de « choquer », voire d'« amuser », et s'explique ainsi : « Le fait qu'il ait échoué à entrer à l'Assemblée en 2012 ne peut que renforcer sa tentation d'occuper la seule arène médiatique. » Mélenchon déclare à ce sujet : « Je n'ai plus du tout envie de me défendre de l'accusation de populisme. C'est le dégoût des élites — méritent-elles mieux ? Qu'ils s'en aillent tous ! J'en appelle à l'énergie du plus grand nombre contre la suffisance des privilégiés. Populiste, moi ? J'assume ! ». Selon L'Express, il est souvent dit que Jean-Luc Mélenchon cherche « à donner ses lettres de noblesse à une forme de populisme de gauche ».
Après la campagne présidentielle de 2012, Janine Mossuz-Lavau, chercheuse au Cevipof, note : « Il n'a pas réussi à capter comme il l'espérait l’électorat populaire, et plus précisément l’électorat de la précarité, parce qu'il s'est adressé précisément à cette population, mais avec un langage très idéologique, très historico-théorique sur l'histoire de la République et de la Révolution française ».
Durant la campagne présidentielle de 2017, des critiques sont de nouveau formulées, dénonçant une démagogie et un programme communiste — Le Figaro le surnommant dans un éditorial à charge « Maximilien Ilitch Mélenchon » — mais ses détracteurs reconnaissent cependant son éloquence et sa communication,,.
Son style a pu être comparé à celui de Marine Le Pen,, et leurs différences et ressemblances sont souvent débattues, bien que Jean-Luc Mélenchon se défende d'avoir des points communs avec la présidente du FN,,.
Marianne affirme que le discours de Jean-Luc Mélenchon « ne peut être comparé à la démagogie d'un Front national qui détourne la colère populaire vers le rejet de l’autre », et parle d'une « campagne sournoise » consistant « à diaboliser Jean-Luc Mélenchon et à l’assimiler en permanence à Marine Le Pen, au nom de la dénonciation des « populismes » ».
En 2017, la chercheuse associée au Cevipof Cécile Alduy décrypte le discours de Jean-Luc Mélenchon qui « porte les traces de cette instabilité de la veine populiste, teintée parfois de violence verbale, antiélite et antigermanique, parfois d'universalisme bienveillant, et qui hésite entre plusieurs sources de légitimité et plusieurs publics ».

### Accusations de conspirationnisme
Jean-Luc Mélenchon est parfois accusé de porter un discours conspirationniste, voire rouge-brun notamment lorsqu'il met en cause les dominations respectives des « oligarques » dans le champ des médias et des États-Unis dans les relations internationales,. L'historienne et chercheuse Marie Peltier, spécialiste du complotisme, estime que Jean-Luc Mélenchon « drague l’imaginaire complotiste ou le titille dans une démarche électoraliste et démagogique », et que « la reprise des codes complotistes remonte à la constitution de La France insoumise et s'est poursuivie pendant la campagne […] avec un discours anti-médias et anti-élites propre aux sphères complotistes ». Elle considère également que le nom du parti lui-même, « qui appartient au champ lexical de la dissidence, épouse cet imaginaire du complot »,. Jean-Luc Mélenchon fustige les « médiacrates » qui seraient selon lui ligués contre lui et à « la botte des oligarques », ce qui véhicule une pensée complotiste selon France Soir, pour qui les grands actionnaires des médias ne forment pas un groupe homogène et coordonné, n'ont pas les mêmes objectifs, ni a priori de mauvaises intentions simplement parce qu'ils sont riches.
En 2011, Nicolas Lebourg estime que Jean-Luc Mélenchon est considéré comme « un conspirationniste de gauche » par des auteurs estimant que la « dénonciation de l'oligarchie est illégitime ». Selon Conspiracy Watch, des personnalités de la « gauche de la gauche », comme Noam Chomsky ou Jean-Luc Mélenchon, évitent de critiquer des mythes complotistes présents dans leurs propres rangs, car ils tentent de ménager certains « militants conspirationnistes ». Mais si Jean-Luc Mélenchon pratique cette « démagogie », il serait « tout à fait injuste et abusif de le ranger parmi les conspirationnistes ».
En 2017, pendant la guerre civile syrienne, Jean-Luc Mélenchon déclare sur son blog que « les USA soutenaient en sous-main Daech en Syrie »,,.
En 2018, Pierre-André Taguieff affirme ne pas croire que Jean-Luc Mélenchon « adhère vraiment à ses énoncés complotistes ». Il émet l'hypothèse « d'un certain machiavélisme : avec une bonne dose de cynisme, Mélenchon, jouant son rôle de « dissident », adapte son discours aux valeurs et aux attentes de son auditoire, rassemblant tous ceux qui se montrent résolument incrédules face aux promesses de la « mondialisation heureuse » passant par la start-up nation. Mais, en voulant séduire à tout prix cette majorité potentielle, il prend le risque de les décevoir pour apparaître comme simplement rusé et trompeur ».
Le 6 juin 2021, Mélenchon affirme que « dans la dernière semaine de la campagne présidentielle, nous aurons un grave incident ou un meurtre », rappelant notamment l'affaire Paul Voise en 2002, la série d'attentats de Mohammed Merah en 2012, et l'assassinat du policier Xavier Jugelé en 2017. Ces propos suscitent la polémique, et relancent les accusations de conspirationnisme. Rudy Reichstadt, directeur de Conspiracy Watch, rapporte alors à L'Express que « Mélenchon verse dans le complotisme depuis plusieurs années ». Le journal en ligne Mediapart affirme que, même si, face à la « tempête politique et médiatique » qui a suivi les déclarations de Jean-Luc Mélenchon, les Insoumis ont fait corps autour de lui, l’affaire a « également créé un malaise chez certains en interne ».
Le lendemain, l'émission Quotidien re-diffuse un extrait d'une vidéo publiée le 3 juin par Jean-Luc Mélenchon sur sa chaîne Youtube, dans laquelle il déclare considérer comme « suspecte » une panne des numéros d'appel d'urgence survenue en France la semaine précédente, et sous-entend que celle-ci aurait pu être organisée volontairement pour faciliter la privatisation de l'entreprise Orange (détenue à 23 % par l'État). Le secrétaire d’État au Numérique Cédric O, ainsi que les députés de la majorité Aurore Bergé, François Jolivet, Roland Lescure et Éric Bothorel réagissent en dénonçant l'absurdité de cette accusation.
En 2021, il affirme que les États-Unis « ont créés [sic] de toute pièce Al-Quaïda [sic] contre le régime communiste afghan ».

### Accusations d'antisémitisme
Pour Pierre Birnbaum, le « populisme » de Jean-Luc Mélenchon, s’il ne relève pas de l’antisémitisme stricto sensu, le nourrit indirectement. Pour le journal Le Monde en 2024, Mélenchon cultive l'ambiguïté depuis des années.
Le 26 juillet 2012, Jean-Luc Mélenchon dépose trois plaintes en diffamation contre Jean-François Copé, Alain Juppé et Nathalie Kosciusko-Morizet à propos de déclarations faisant état de « sa complaisance avec l'antisémitisme ». Cette plainte entraîne la condamnation d'Alain Juppé et de Nathalie Kosciusko-Morizet pour diffamation et la relaxe de Jean-François Copé.
En décembre 2013, le politologue Dominique Reynié l'accuse de « flirt appuyé avec les sentiments xénophobes ». Celui-ci réitère son propos en février 2015 « les proches du Front de gauche et les électeurs de Jean-Luc Mélenchon en 2012 sont un des trois foyers d’expression de l’antisémitisme très forts », ce qui conduit le Parti de gauche à étudier le dépôt d'une plainte pour diffamation à son encontre, Éric Coquerel affirmant : « Tous ceux qui connaissent l’engagement constant de notre parti et de Jean-Luc Mélenchon contre toute forme d’antisémitisme n’ont pas dû en croire leurs oreilles ».
Nicolas Lebourg estime que lorsque Jean-Luc Mélenchon critique « la transformation de la démocratie en oligarchie », cela ne doit rien aux agitateurs antisémites, mais à Nicolas Machiavel, ayant là rénové un thème du philosophe grec Polybe. Nicolas Lebourg attribue cette confusion des accusateurs de Jean-Luc Mélenchon à leur déficit culturel. Cette confusion est selon lui également visible lorsqu'ils font appel à un terme comme « totalitarisme, utilisé très loin de la façon dont le manient les historiens », ou un terme comme « rouge-brun, qu’aucun historien ou politiste ne peut considérer comme raisonnable ».
Lors de la campagne pour l'élection présidentielle de 2017, Jean-Luc Mélenchon porte le triangle rouge (marque des prisonniers politiques dans les camps nazis), qui lui a été offert par un syndicaliste de la Fédération générale du travail de Belgique, pour le consoler d'avoir été comparé à Marine Le Pen dans un dessin de Plantu,. Le 26 avril 2017 (au lendemain du premier tour), l'écrivain Didier Daeninckx lui demande de ne plus arborer le triangle rouge. Le 12 décembre 2017, l'écrivain Jean Rouaud accuse Jean-Luc Mélenchon d'« antisémitisme » dans sa chronique hebdomadaire pour L'Humanité. Il lui reproche par exemple d'avoir porté un triangle rouge sur sa veste pendant la campagne pour l'élection présidentielle, et affirme que ce badge, se substituant à l'étoile jaune des juifs, est une négation de la souffrance des juifs. Benoît Schneckenburger, secrétaire national du Parti de gauche et garde du corps de Jean-Luc Mélenchon, réagit à cette chronique de Jean Rouaud en parlant de « calomnie » qui viserait « à empêcher toute critique de la politique du gouvernement israélien ». Le 13 décembre 2017, Patrick Apel-Muller, patron de L'Humanité, publie exceptionnellement un billet pour défendre Mélenchon, estimant que Jean Rouaud lui a fait un « mauvais procès ».
Le 28 octobre 2021, Jean-Luc Mélenchon déclare, à propos d'Éric Zemmour : « Il reproduit beaucoup de scénarios culturels [du judaïsme] : « on ne change rien à la tradition, on ne bouge pas, oh mon dieu la créolisation quelle horreur… » Et tout ça, ce sont des traditions qui sont beaucoup liées au judaïsme. Ça a ses mérites, ça lui a permis de survivre dans l'histoire… » Ces propos, associant le judaïsme au conservatisme, sont interprétés par certains comme antisémites, ce que l'homme politique récuse. Il affirme s'être mal exprimé, déclarant qu'il refuse de rendre responsable une religion quelle qu'elle soit, mais que sa conviction est que « toutes les religions comptent des ultra-traditionalistes qui finissent par déraper ».
Le 3 décembre 2023, dans le contexte de la guerre à Gaza, il publie un tweet sur X (anciennement Twitter) dans lequel il accuse la journaliste Ruth Elkrief de « mépriser les musulmans ». Cet écrit suscite une polémique et de nombreuses personnalités soutiennent que Jean-Luc Mélenchon mettrait subrepticement en cause la judéité de Ruth Elkrief. Le ministre de l'Intérieur, Gérald Darmanin, affirme que ce tweet est « une cible dans le dos » de la journaliste et annonce qu'elle est placée sous protection policière.

### Relations tumultueuses avec le CRIF
Jean-Luc Mélenchon et son mouvement entretiennent des relations houleuses avec le Conseil représentatif des institutions juives de France (CRIF), en raison notamment de leur discours critique à l'encontre de la politique menée par Israël, du nationalisme israélien et du Premier ministre Benyamin Netanyahou. En 2017, Francis Kalifat, président du CRIF, affirme que Jean-Luc Mélenchon et Marine Le Pen « véhiculent tous les deux la haine » pour justifier leur absence d'invitation au dîner annuel du CRIF.
En mars 2018, alors que Jean-Luc Mélenchon émet l’intention de participer à la marche blanche organisée en réaction au meurtre de Mireille Knoll, Francis Kalifat déclare qu'il n'est pas le « bienvenu », estimant que les antisémites sont « surreprésentés » à « l'extrême gauche ». S'il « ne [met] pas en doute l’empathie de M. Mélenchon à l’égard du drame vécu par Mme Knoll », et refuse d'employer le qualificatif d'antisémite, il considère qu'« il faut une cohérence de discours et d’action » et met en cause son soutien au « boycott d'Israël ». Joël Mergui, président du Consistoire central israélite de France, reproche à Jean-Luc Mélenchon une absence de soutien à la communauté juive « pendant toutes ces années » et le soupçonne « d'avoir voulu s'acheter une bonne conscience politique sur le dos de la mort d'une vieille dame ».
De leur côté, Daniel Knoll, fils de Mireille Knoll, ainsi que des membres du gouvernement se disent ouverts à la participation de quiconque, désavouant le CRIF,. Alors que Jean-Luc Mélenchon participe à la marche en compagnie d'autres députés de La France insoumise et du rabbin Gabriel Farhi, il en est exfiltré après avoir été pris à partie par une quarantaine de personnes, en particulier des membres de la Ligue de défense juive (LDJ), l'accusant de complaisance à l'égard de l'antisémitisme. Il réagit en évoquant un « épiphénomène »,,,. Laurent Joffrin reproche au CRIF d'avoir commis « une boulette », et il s'interroge : « Quand le leader de La France insoumise aurait-il cédé à une mauvaise pente ? Jamais, que l’on sache. À moins d’amalgamer toute critique du gouvernement israélien à de l’antisémitisme, vieille ficelle propagandiste ».
Quelques jours plus tard, en avril 2018, Jean-Luc Mélenchon présente le CRIF comme une « secte communautariste » coupable d'une « allégeance de principe à un gouvernement étranger et à sa politique ». Pierre-André Taguieff estime qu'« on ne voit pas, sur [le] thème [du CRIF], ce qui le distingue d'un Dieudonné ou d'un Soral ».
En juillet 2023, il répond au président du CRIF, Yonathan Arfi, qui l’avait accusé de se « compromettre loin du pacte républicain », en affirmant que « l'extrême droite n'a plus de limites ». Il s'attire les foudres des médias, et d'une partie de la gauche, même au sein de la NUPES. Alors que le mois suivant il se réjouit de la dissolution prochaine pour antisémitisme du mouvement catholique traditionaliste Civitas, il est critiqué par la députée Renaissance Caroline Yadan, qui l'accuse de « récupération » et de « tentative de dédouanement », et propose « la dissolution de LFI pour lutter contre l’antisémitisme ». Celle-ci est à son tour critiquée par plusieurs députés insoumis et par Olivier Faure, qui s'opposent à l'idée d'une dissolution de LFI.

### Accusation d'autocratie par Thomas Guénolé
En novembre 2019, le politologue Thomas Guénolé publie La Chute de la maison Mélenchon : une machine dictatoriale vue de l'intérieur, livre que La France insoumise « a tenté, par l'intermédiaire de ses avocats, de censurer ». Guénolé dépeint ce parti comme un simulacre de démocratie interne et comme une organisation despotique. Selon ses militants, Jean-Luc Mélenchon n'est ni le gourou ni le chef du mouvement, mais Thomas Guénolé estime qu'il gouverne en autocrate par l'intermédiaire d'hommes de paille. Thomas Guénolé avait quitté le mouvement de Jean-Luc Mélenchon en avril 2019, après avoir été signalé pour « faits pouvant s'apparenter à du harcèlement sexuel », et, selon Les Inrockuptibles, son livre est un « réquisitoire, taillé pour faire mal ».

### Assiduité au Parlement européen
Lors de son premier mandat de député européen (2009-2014), Jean-Luc Mélenchon se voit reprocher un manque d'assiduité au Parlement européen, en particulier sur la base du classement VoteWatch, réalisé à partir des données du Parlement européen, et qui fait autorité pour mesurer l’activité des eurodéputés.
Il fait lui-même part de sa frustration envers ce mandat, déclarant en 2012 : « Être ici [au Parlement européen] est désespérant. C'est un parlement qui ne peut en aucun cas proposer une loi, c'est le seul parlement au monde qui est comme ça, qui n'a pas d'initiative législative. Il n'a aucun droit sur le marché intérieur et la fiscalité, aucun droit ! Il ne peut pas en débattre, ce n'est pas son sujet ».
Outre l'absence du droit d'initiative du Parlement, il critique des temps de parole trop restreints selon lui. Il met également en cause le blocage du jeu politique interne du Parlement européen, largement dominé par les groupes du Parti populaire européen et de l'Alliance progressiste des socialistes et démocrates, tandis que son action est limitée en raison de son appartenance à l'un des plus petits groupes du parlement, celui de la Gauche unitaire européenne/Gauche verte nordique (GUE). Mediapart souligne qu'« il est surtout minoritaire au sein de ce collectif, et peine à construire des relations de travail fructueuses avec les Allemands à sa tête ». En se justifiant, il évoque souvent son expérience passée au Sénat, dont il désapprouvait l'existence même tout en y siégeant et où il a eu, selon Mediapart, « toutes les peines du monde à prendre la parole au nom du groupe socialiste ».
Il figure parmi les élus les moins présents dans l'hémicycle,. En 2014, il a participé, depuis le début de son mandat, à 70 % des votes en séance plénière, ce qui le situe à la 677e place du classement (sur un total de 764 élus). Le journaliste Jean-Sébastien Lefebvre souligne qu'il était « absent lors du vote de la politique agricole commune (PAC) » le 13 mars 2013, alors qu'il s'agit d'un tiers du budget européen. Pour justifier son absence lors du vote sur le budget européen de 2013, Jean-Luc Mélenchon indique avoir choisi de rencontrer, le même jour à Paris, le président bolivien Evo Morales. Sur les trois premières années du mandat, il a signé le procès-verbal de présence de sa commission, celle des Affaires étrangères, à 16 reprises, sur un total de 133 réunions, selon le décompte de Parlorama, site d'observation de l'activité parlementaire.
En 2012, il n'a rédigé aucune déclaration écrite. En 2013, il n'a rédigé aucun rapport parlementaire, alors qu'il s'agit d'une activité essentielle du mandat selon Le Point et le journaliste Jean-Sébastien Lefebvre,,. Il affirme qu'« on ne [lui] en a jamais proposé » et ajoute, « à juste titre » selon Mediapart, que le groupe de la GUE auquel il appartient « peine à décrocher des rapports sur des sujets importants »,. Mediapart, qui nuance sa perception d'un parlement bloqué par les deux principaux groupes, souligne que des membres de son groupe comme Marisa Matias, Patrick Le Hyaric ou Marie-Christine Vergiat ont pris en charge des rapports et s'investissent en commission.
En 2012, Elmar Brok (CDU), président de la commission des Affaires étrangères, et son collègue Arnaud Danjean (UMP) indiquent qu'ils ne se souviennent pas l'avoir vu récemment au sein de la commission, notamment depuis qu'il en a quitté la vice-présidence en octobre 2011,. Patrick Delfosse, rédacteur en chef de la chaîne du Parlement européen Europarltv, affirme qu'« il n'est jamais » sur place. En 2013, José Bové (EÉLV) l'accuse d'avoir une présence « épisodique » au Parlement européen, Daniel Cohn-Bendit (EÉLV) de tenir un « emploi fictif ». Catherine Trautmann (Parti socialiste) affirme qu'« il ne développe aucune action au sein du parlement, il est d'emblée négatif, hostile envers l'institution ». Francis Wurtz, qui a dirigé pendant dix ans le groupe auquel appartient Jean-Luc Mélenchon au Parlement européen, le défend, estimant que « s'immerger dans les questions européennes, cela ne veut pas dire, évidemment, que l'on s'immerge dans les institutions européennes ».
En réponse, Jean-Luc Mélenchon avance trois arguments : certains élus français font pire que lui, tels Marine Le Pen ou Harlem Désir ; ses statistiques ont été amoindries en milieu de mandat par ses campagnes pour l'élection présidentielle de 2012 et pour les législatives qui ont suivi, comme cela a également été le cas pour Eva Joly ; et — « c'est le cœur de son argumentation » selon Mediapart — il rend en permanence des « arbitrages avec des actions de terrain », assumant se rendre « là où [il est] le plus utile ». Il affirme ne pas être « un fonctionnaire du parlement » mais « un représentant du peuple français au Parlement européen », et ne pas avoir « à répondre à des critères de performance distribués par une obscure agence de notation (VoteWatch), qui décide que le travail d'un parlementaire consiste à lever la main en cadence ». Il met aussi en cause le financement de VoteWatch et met en avant son classement en seconde position parmi les eurodéputés français par « MEP ranking », autre plateforme qui, elle, privilégie les explications de vote dont Jean-Luc Mélenchon est « un champion toutes catégories » selon Le Monde, tandis que VoteWatch ne prend pas en compte cette donnée.
Enfin il avance, selon Mediapart, qu'il « réalise un travail généraliste d'« éducation populaire » sur l'Europe, tandis que d'autres élus se spécialisent dans des commissions aux pouvoirs limités, rédigeant des rapports au devenir incertain » : il donne pour preuve ses « 577 explications de vote – l'immense majorité étant transmises par écrit, après le vote – qu'il envoie au Parlement européen pour justifier ses positions », et « qu'il recycle, ensuite, sur son blog consacré à son activité parlementaire ». L'eurodéputé Younous Omarjee, un de ses proches, considère qu'« il n'y a pas un seul candidat, pendant la présidentielle [de 2012], qui ait fait autant de pédagogie sur l'Europe », et qu'« il a un rayonnement politique tellement grand, qu'il n'a pas besoin de faire du stakhanovisme parlementaire pour peser ».
Mediapart estime qu'« au fond, tout se passe comme si l'échelon européen – l'Europe des 28 – n'était pas l'espace de prédilection » de Jean-Luc Mélenchon, qui « semble en fait partagé entre une défense de l'État-nation franco-français et des inspirations internationalistes, qui débordent de loin le cadre européen ».

### Propos comparant la Lozère et la Martinique sur les élites intellectuelles
Lors des universités d'été de LFI en 2024, Jean-Luc Mélenchon déclare que dans la France créole on ne se trouve pas n'importe où, que ce petit espace concentre des écrivains et intellectuels notables, qu'il cite, en déclarant notamment que la Martinique est un lieu spécial et en s'excusant alors auprès des Guadeloupéens. Il suscite la controverse par cet éloge qu'il fait de la singularité culturelle et de l'élite littéraire et intellectuelle des départements ultramarins et de la Martinique en particulier, car il affirme que l'on ne retrouve pas un esprit d'élite sur le plan intellectuel partout et notamment dans un petit espace rural métropolitain comme la Lozère, dont le conseil départemental réagit sur Facebook le 4 septembre en citant quelques-unes des figures intellectuelles marquantes de son histoire et en les comparant à la médiocrité qu'il trouve chez Jean-Luc Mélenchon.

## Affaires judiciaires

### Procès en diffamation à l'encontre de journalistes

#### À l’encontre de journalistes duMonde
En novembre 2016, Jean-Luc Mélenchon s'en prend personnellement à deux journalistes du Monde, qu'il accuse de faire du « Mélenchon bashing » dans un article couvrant une réunion au siège de sa campagne pour les élections présidentielles de 2017,,. Il accuse notamment l'un des journalistes, Paulo Paranagua, d'être une « muse de la CIA » ayant eu « une activité publique intense dans les réseaux des putschistes et réactionnaires latinos et de leurs amis nord-américains ». Le Monde apporte alors « son soutien sans réserve à ses journalistes, condamne avec la plus grande fermeté ces attaques outrancières et se réserve le droit d'attaquer en justice certaines accusations, à l'évidence diffamatoires, proférées par M. Mélenchon ». Paulo Paranagua porte plainte, Jean-Luc Mélenchon ayant affirmé qu'il était un « criminel repenti qui tirait sur des agents de police et des gardiens de banque ». L'affaire est classée en février 2016, après une erreur de procédure, commise par un juge. Mais Mélenchon récidive, déclarant sur son blog en novembre 2016 que Paranagua n'est pas seulement un « assassin repenti », mais qu'il fut dans les années 1970-1980 chef de la « Fraction rouge », qui ferait partie de la « prétendue armée révolutionnaire du peuple en Argentine » et qui se serait targuée d'avoir réalisé des exécutions de rue et des kidnappings,.
Paranagua porte à nouveau plainte, en février 2017, pour ces nouvelles accusations,. Jean-Luc Mélenchon refuse de se rendre aux convocations du juge. L'avocat du journaliste demande un mandat de comparution. Jean-Luc Mélenchon fait également valoir plusieurs fois son immunité parlementaire, alors qu'en 2017 il avait appelé à signer la charte de l'association Anticor demandant la suppression de l'immunité parlementaire. Le 10 juillet 2019, Jean-Luc Mélenchon est condamné à verser à Paulo Paranaguá un euro symbolique de dommages et intérêts ainsi que 2 000 euros pour les frais de justice, pour l'absence à l'époque de mentions légales sur le site melenchon.fr. En effet, cette omission a empêché d'engager une procédure au civil. Jean-Luc Mélenchon est condamné le 24 septembre 2021 à 500 euros avec sursis pour « diffamation » contre Paulo Paranaguá, après l'avoir qualifié d'« assassin repenti ». En juin 2022, il est condamné en appel pour la première plainte de Paulo Paranagua. Les avocats de Jean-Luc Mélenchon avaient, par ailleurs, également fait appel du jugement de la seconde plainte de l'ancien journaliste du Monde.

#### À l'encontre de journalistes deRadio France
Le 11 janvier 2022, Jean-Luc Mélenchon est condamné à 500 € d'amende avec sursis et 3 000 € de dommages et intérêts par le tribunal de Paris pour injure publique et diffamation, après avoir qualifié des journalistes de la cellule investigation de Radio France d'« abrutis », de « menteurs » et de « tricheurs ». Son avocat annonce faire appel,.

### Assistants au Parlement européen
En juillet 2017, à la suite d'un signalement de la députée européenne FN Sophie Montel, le parquet de Paris élargit son enquête préliminaire sur les assistants parlementaires européens du FN et du Modem, à Jean-Luc Mélenchon et à trois de ses anciens assistants parlementaires,. Jean-Luc Mélenchon est soupçonné d'avoir embauché des assistants au Parlement européen qui auraient en fait travaillé pour le Parti de gauche. Jean-Luc Mélenchon porte plainte pour dénonciation calomnieuse. Une information judiciaire est ouverte en novembre 2018. Après cinq ans d’enquête, en mai 2022, deux anciens assistants parlementaires sont placés sous le statut de témoin assisté. L’instruction est ensuite à l’arrêt pendant un peu plus de deux ans, mais pourrait rebondir,.

### Comptes de la campagne présidentielle de 2017
En novembre 2017, Jean-Guy de Chalvron, rapporteur de la Commission nationale des comptes de campagne et des financements politiques (CNCCFP) chargé de vérifier les dépenses liées aux frais de campagne, démissionne de l'institution, à laquelle il reproche d’avoir validé les comptes du candidat de La France insoumise. Selon lui, 1,5 million d’euros de dépenses de Jean-Luc Mélenchon sont litigieuses,. Le Parisien indique que d’autres rapporteurs ont également contesté la décision de la Commission au sujet d'autres candidats à la présidentielle dont ils étaient chargés de vérifier les comptes. Le 13 février 2018, la CNCCFP publie sa décision : elle approuve la régularité des comptes de campagne de tous les candidats. Chaque candidat s'est auparavant vu rectifier ses comptes avant validation, pour différents motifs. Pour La France Insoumise, la rectification porte sur 435 000 euros de dépenses jugées litigieuses selon Le Monde.
Le 22 février 2018, la cellule d'investigation de Radio France publie dans France Info un montant de salaires déclarés étonnamment bas de 7 949 euros. France Info mentionne des surfacturations par la société Mediascop, qui appartient à la conseillère en communication de Jean-Luc Mélenchon, Sophia Chikirou. Jean-Luc Mélenchon qualifie alors la station de radio d'État et appelle à « pourrir » ses journalistes, qu’il qualifie de « menteurs » et  « d'abrutis »,,. Radio France dépose plainte contre Jean-Luc Mélenchon.
Le 29 mai 2018, le parquet de Paris ouvre une enquête préliminaire pour effectuer des vérifications sur une éventuelle violation des règles de financement. Cette enquête est déclenchée par un signalement de la CNCCFP, qui avait pourtant validé les comptes. Selon L'Express, la commission a été conduite à cette action, à la suite de la publicité faite par la démission du rapporteur Jean-Guy de Chalvron. L'Express précise que ce n'est pas la première fois que la justice s'intéresse à des comptes de campagne validés. Parmi les dossiers qui vont être examinés, figurent les dépenses auprès de l'association L'Ère du peuple et Mediascop, dont les marges avaient été jugées trop élevées par la CNCCFP,,. Le dossier est confié aux policiers de l’Office central de lutte contre la corruption et les infractions financières et fiscales (OCLCIFF).
Une perquisition a lieu le 16 octobre 2018.
Le 19 octobre 2018, une partie de l'instruction fuite dans la presse, ce qui viole le secret de l'enquête selon Jean-Luc Mélenchon,. Une plainte est déposée pour violation du secret de l'enquête.
La ministre Nicole Belloubet indique ne donner aucune instruction individuelle aux procureurs et déplore le « jeu paranoïaque » de Mélenchon.
Les comptes de campagne 2017 sont rendus publics dans le journal officiel le 11 janvier 2019. On y lit que le montant des salaires déclarés par La France Insoumise est de 79 606 euros, plus 30 259 euros de cotisations sociales, soit 109 865 euros.
En 2021, Jean-Luc Mélenchon porte plainte pour diffamation contre Jean-Guy de Chalvron, rapporteur démissionnaire ayant dénoncé des « irrégularités » dans ses comptes de campagne. Jean-Luc Mélenchon perd le procès, le tribunal de Paris considérant que les propos visés n'étaient pas diffamatoires.

#### Perquisition d'octobre 2018 et condamnation pour rébellion
Le 16 octobre 2018, dans le cadre des enquêtes préliminaires sur ses comptes de campagne de 2017 et sur les emplois fictifs présumés au Parlement européen, une perquisition est menée par l'OCLCIFF à son domicile parisien, chez une dizaine de membres du parti et dans les locaux de La France insoumise,. Présent sur place, Jean-Luc Mélenchon dénonce sur Facebook une « énorme opération de police politique ». Il se rend alors au siège FI avec des élus, qu’il incite à enfoncer la porte des locaux, dont les policiers lui refusent l'accès pendant la perquisition ; il pousse le procureur dirigeant l’opération ainsi qu’un policier venu s'interposer, et s’exclame « La République, c'est moi, c’est moi qui suis parlementaire. »,,,, puis « il ne faut opposer aucune résistance, nous sommes des gens honnêtes ». Des altercations plus violentes contraignent les policiers enquêteurs à mettre précipitamment fin à la perquisition, selon le parquet de Paris, ce qui est contesté par Mélenchon. Le lendemain, le parquet de Paris ouvre une enquête préliminaire pour « menaces ou actes d'intimidation contre l'autorité judiciaire » et « violences sur personnes dépositaires de l'autorité publique ». Quatre plaintes sont également déposées le 19 octobre par des proches de Jean-Luc Mélenchon, déclarant « une bousculade dans laquelle ils ont été précipités à terre ».
Catherine Champrenault, procureure générale de la cour d'appel de Paris, qualifie de coup de force le comportement des membres du mouvement, tandis que Jean-Luc Mélenchon dénonce des images tronquées par l'émission Quotidien, qualifiant le choix éditorial de diffuser certaines images de manipulation médiatique.
Le 11 septembre 2019, Quotidien diffuse l'intégralité de la prise vidéo de la perquisition, d'une durée de 40 minutes. D'après Le Monde, la vidéo dans son intégralité « montre une réalité plus complexe où M. Mélenchon alterne énervements et retours au calme et où il dit qu’il ne s’oppose pas aux perquisitions ». Notamment, quelques instants après son « La République c’est moi », Jean-Luc Mélenchon chuchote au même policier qui lui faisait face : « Ne vous inquiétez pas, personne n’est violent ici »,,.
L'avocat spécialiste des libertés publiques Jean-Baptiste Soufron publie dans Marianne du 20 octobre 2019 une tribune liée à cette affaire, où il écrit que « les affaires politiques doivent être traitées directement et uniquement par des juges d'instruction ».
Un procès en correctionnelle se tient à Bobigny le 19 septembre 2019, pour « actes d’intimidation contre l’autorité judiciaire, rébellion et provocation », à la suite de la plainte du parquet. Les juges suivent les réquisitions et Jean-Luc Mélenchon est condamné à trois mois d'emprisonnement avec sursis et 8 000 euros d'amende le 9 décembre 2019. Il ne fait pas appel de cette décision.

#### Mises en examen de l'association l'Ère du peuple
En avril 2021, le rapporteur de la Commission nationale des comptes de campagne, qui avait évoqué sur BFM TV des « irrégularités » dans les dépenses de Jean-Luc Mélenchon pour l'élection présidentielle de 2017, est relaxé des poursuites en diffamation intentées contre lui par le dirigeant de La France insoumise.
Dans le cadre des enquêtes préliminaires, lancées en 2018, l'association l'Ère du peuple, qui assure la logistique des rassemblements de campagne de Jean-Luc Mélenchon et lui loue du matériel informatique, est mise en examen en mars 2021 pour « prêt illicite de main-d'œuvre » (il est interdit de prêter du personnel dans un but lucratif). La mandataire financière de l'association, Marie-Pierre Oprandi, est mise en examen en avril 2021 pour le même motif et pour « usage de faux »,,. Le magistrat instructeur reproche à l'association l'Ère du peuple d'avoir surfacturé le travail de ses quatre salariés à l'association de financement de Jean-Luc Mélenchon, à hauteur de 152 688 euros. L'association répond qu'elle a aligné sa facturation sur les prix du marché et que, dans le cas contraire, elle aurait pu être accusée de sous-facturation et donc de don déguisé à la campagne de Jean-Luc Mélenchon. Pour le magistrat, les quatre salariés de l'Ère du peuple auraient dû être rémunérés directement par la campagne,.
L'association l'Ère du peuple est de nouveau mise en examen le 3 février 2022, avec des chefs d’accusation aggravés : faux, usage de faux, escroquerie et « tentative d’escroquerie aggravée » avec notamment une différence de 66% entre le salaire en interne de Bastien Lachaud (déjà mis en examen) et sa prestation facturée pour la campagne de Jean-Luc Mélenchon, et une différence de 59 % pour Mathilde Panot.

### Enquête pour « injure publique » après des propos sur la BRAV-M
À la suite des propos tenus par Jean-Luc Mélenchon sur les unités motorisées BRAV-M le 26 mars 2023, le parquet de Paris ouvre une enquête pour outrage public envers des personnes dépositaires de l’autorité publique,,.

### Non-respect du droit d'auteur d'une œuvre d'art urbain
En juillet 2023, Jean-Luc Mélenchon et La France Insoumise sont condamnés en appel à payer 40 000 euros pour l'utilisation, sans permission, de La Marianne asiatique, une peinture murale de l'artiste français Combo,,.

## Patrimoine
Le patrimoine de Jean-Luc Mélenchon est évalué en février 2012 par Paris Match à 760 000 euros — dont 720 000 euros de biens immobiliers. À cela, s'ajoutent 150 000 euros d'épargne qu'il avait prêtés, à cette date, au Front de gauche pour la campagne présidentielle, et qui lui ont été remboursés depuis.
En 2017, il déclare des biens immobiliers d'une valeur de 1 022 000 euros avec un reste à rembourser à hauteur de 151 723 euros. Il possède trois comptes courants pour un montant total de 6 186 euros, un livret bleu pour 40 234 euros, un compte épargne logement pour 10 135 euros et enfin un livret de développement durable pour 47 655 euros.
En 2022, à l'occasion de l'élection présidentielle Jean-Luc Mélenchon déclare à la Haute autorité pour la transparence de la vie publique un patrimoine total s'élevant à hauteur de 1,4 million d'euros, dont un appartement de 110 m2 à Paris évalué à 1,2 million d'euros et une maison dans le Loiret à 170 000 euros,.

## Détail des mandats et fonctions

### Au gouvernement
- 27 mars 2000 - 6 mai 2002 : ministre délégué à l'Enseignement professionnel dans le gouvernement Lionel Jospin

### Au Sénat
- 2 octobre 1986 - 27 avril 2000 : sénateur de l’Essonne
- 1er octobre 2004 - 7 janvier 2010 : sénateur de l’Essonne
- 6 octobre 2004 - 30 septembre 2008 : secrétaire du Sénat

### À l'Assemblée nationale
- 21 juin 2017 - 21 juin 2022 : député de la 4e circonscription des Bouches-du-Rhône
- 27 juin 2017 - 12 octobre 2021 : président du groupe parlementaire de La France insoumise

### Au Parlement européen
- 14 juillet 2009 - 18 juin 2017 : député européen (élu dans la circonscription Sud-Ouest)

### Au niveau local
- 1983-2001 : conseiller municipal de Massy (Essonne) et, pendant cette période, de 1989 à 1995 : adjoint au maire de Massy
- 1985-1992 ; 1998-2004 : conseiller général de l'Essonne pour le canton de Massy-Ouest
- 1998-2000 : vice-président du conseil général de l'Essonne

### Au Parti socialiste
- Premier secrétaire de la fédération de l'Essonne
- Membre du bureau national du PS
- Cofondateur et président du courant socialiste Nouveau Monde (2002-2008), puis animateur de la sensibilité Trait d'union jusqu'à son départ du PS
- Secrétaire national du PS

### Au Parti de gauche
- 1er février 2009 - 21 novembre 2010 : président du bureau national
- 21 novembre 2010 - 22 août 2014 : coprésident du bureau national (avec Martine Billard)

## Résultats électoraux

### Élections présidentielles
| Année | Parti     | Parti | 1er tour  | 1er tour | 1er tour |
| Année | Parti     | Parti | Voix      | %        | Rang     |
| ----- | --------- | ----- | --------- | -------- | -------- |
| 2012  |           | PG    | 3 984 822 | 11,10    | 4e       |
| 2017  |           | LFI   | 7 059 951 | 19,58    | 4e       |
| 2022  | 7 712 520 | LFI   | 21,95     | 3e       |          |

### Élections législatives
| Année | Parti | Parti | Circonscription         | 1er tour | 1er tour | 1er tour | 2d tour | 2d tour | 2d tour |
| Année | Parti | Parti | Circonscription         | Voix     | %        | Rang     | Voix    | %       | Issue   |
| ----- | ----- | ----- | ----------------------- | -------- | -------- | -------- | ------- | ------- | ------- |
| 2012  |       | PG    | 11e du Pas-de-Calais    | 11 406   | 21,46    | 3e       |         |         |         |
| 2017  |       | LFI   | 4e des Bouches-du-Rhône | 8 460    | 34,31    | 1er      | 11 912  | 59,85   | Élu     |

### Élections sénatoriales
Les résultats ci-dessous concernent uniquement les élections où il est tête de liste.
| Année | Partis | Partis | Département | Voix  | %     | Rang  | Sièges |
| ----- | ------ | ------ | ----------- | ----- | ----- | ----- | ------ |
| 1986  |        | PS     | Essonne     | 522   | 26,39 | 1er   | 2 / 5  |
| 1995  | 525    | PS     | Essonne     | 23,93 | 2e    | 1 / 5 |        |
| 2004  | 796    | PS     | Essonne     | 34,74 | 1er   | 3 / 5 |        |

### Élections européennes
Les résultats ci-dessous concernent uniquement les élections où il est tête de liste.
| Année | Parti   | Parti | Circonscription | Voix    | %    | Rang   | Sièges |
| ----- | ------- | ----- | --------------- | ------- | ---- | ------ | ------ |
| 2009  |         | PG    | Sud-Ouest       | 214 079 | 8,16 | 5e     | 1 / 10 |
| 2014  | 252 197 | PG    | Sud-Ouest       | 8,57    | 6e   | 1 / 10 |        |

### Élections cantonales
| Année | Parti | Parti | Canton      | 1er tour | 1er tour | 1er tour | 2d tour | 2d tour | 2d tour |
| Année | Parti | Parti | Canton      | Voix     | %        | Rang     | Voix    | %       | Issue   |
| ----- | ----- | ----- | ----------- | -------- | -------- | -------- | ------- | ------- | ------- |
| 1985  |       | PS    | Massy-Ouest |          |          |          |         |         | Élu     |
| 1992  | 1 653 | PS    | Massy-Ouest | 25,60    | 2e       | 2 201    | 38,43   | Battu   |         |
| 1998  | 1 851 | PS    | Massy-Ouest | 30,88    | 2e       | 2 951    | 52,87   | Élu     |         |

## Publications
- À la conquête du chaos. Pour un nouveau réalisme en politique, Éditions Denoël, 1991  (ISBN 978-2-207-23868-4)
- Jusqu'à l'os. Pour arrêter, en politique, la machine à se donner des claques, Éditions Régine Deforges, 1991  (ISBN 978-2-905538-89-5)
- Rocard, le rendez-vous manqué, Ramsay, 1994  (ISBN 978-2-84114-053-4)
- Le nouvel âge du capitalisme : bulles, krachs et rebonds, Paris, L'Harmattan, 2001, 418 p. (ISBN 978-2213625546).
- Causes républicaines, Éditions du Seuil, 2004  (ISBN 978-2-02-063151-8)
- En quête de gauche, Éditions Balland, 2007  (ISBN 978-2-35315-023-6)
- Laïcité : Réplique au discours de Nicolas Sarkozy, chanoine de Latran, Paris, Éditions Bruno Leprince, coll. « Café république », février 2008, 79 p., poche (ISBN 978-2-916333-32-8)Ouvrage où il assume ses convictions laïques alors que le président évoquait les racines chrétiennes de la France, qu'il réaffirma ensuite à Riyad[829],[830].
- L'Autre gauche, Éditions Bruno Leprince, 2009  (ISBN 978-2-916333-57-1)
- Qu'ils s'en aillent tous !. Vite, la révolution citoyenne, Flammarion, 2010  (ISBN 978-2-08-125133-5)
- Avec Cécile Meneses, L'Europe austéritaire : Critique argumentée du traité "Merkozy", Paris, Bruno Leprince, 2012, 80 p. (ISBN 978-2-916333-32-8)Manifeste contre la politique d'austérité imposée par l'Union Européenne. Le traité visé est le Pacte budgétaire européen (TSCG)[831].
- Comment faire ?, Flammarion, 2013  (ISBN 978-2-08-131462-7)[832],[833]
- La Règle verte : Pour l'éco-socialisme, Paris, Bruno Leprince, 2013, 144 p. (ISBN 978-2-36488-031-3).
- L'Ère du peuple, Fayard, 2014  (ISBN 978-2-213-68575-5)
- « Pour un nouvel indépendantisme français », Revue Défense Nationale, vol. 2017/4, no 799,‎ 2017, p. 7 à 12 (lire en ligne, consulté le 20 janvier 2022).
- Le Hareng de Bismarck : Le poison allemand, Paris, Plon, 2015 (réimpr. 2016), 117 p. (ISBN 978-2-8185-0493-2)Pamphlet critique contre la politique économique et européenne Allemande[834],[835].
- Avec Marc Endeweld, Le Choix de l'insoumission, Seuil, 2016  (ISBN 978-2-02-132654-3)
- L'Avenir en commun : Le programme de la France insoumise et son candidat (préf. Jean-Luc Mélenchon, Charlotte Girard et Jacques Généreux), Paris, Éditions du Seuil, décembre 2016, 126 p. (ISBN 978-2-02-131751-0, lire en ligne). Livre-programme. Réédition en 2021 sous le titre Le programme pour l'Union populaire[836].
- Avec Cécile Amar, De la vertu, Éditions de L'Observatoire, 2017  (ISBN 979-10-329-0059-8)Livre d'entretien à l'occasion de l'élection présidentielle faisant l'éloge de la vertu et une réflexion sur les institutions face aux nombreux scandales politiques[837],[838].
- Et ainsi de suite. Un procès politique en France, Plon, 2019  (ISBN 978-2259282994). Livre sous forme de carnet de bord où il assure sa défense face au « procès politique » des perquisitions[839].
- Députés du peuple humain, Robert Laffont, 2021. Discours de députés insoumis contre la loi climat-résilience.
- Faites mieux ! Vers la Révolution citoyenne, Robert Laffont, 2023.

### Ouvrages collectifs
- Harlem Désir, Julien Dray, Gérard Filoche, Marie-Noëlle Lienemann et Jean-Luc Mélenchon, Sept jours dans la vie d'Attika, Paris, Ramsay, août 2000, 155 p. (ISBN 978-2-84114-508-9)
- Ouvrage collectif, Quelle VIe République ?, Le Temps des cerises, mars 2007, 169 p. (ISBN 978-2-84109-161-4)
- 2017 : participation à l'ouvrage Collectif, Qu'est-ce que la gauche ?, Paris, Fayard, 2017, 234 p. (ISBN 978-2-213-70458-6). Les journalistes Cécile Amar (l’Obs) et Marie-Laure Delorme («JDD») publient l'ouvrage qui réunit une trentaine de contributions parmi lesquelles celles d’Erri De Luca, Michel Winock, Martine Aubry, Matthieu Pigasse, Catherine Cusset, Martin Hirsch, Jean-Luc Mélenchon, Catherine Thuil, Marc Crépon, Arthur Dreyfus, Aurélie Filippetti, Michaël Fœssel, Valérie Zenatti, Martin Hirsch, Élisabeth Roudinesco, Marc Dugain, Cécile Duflot, Frédéric Worms, Annie Ernaux, Audrey Azoulay, Thierry Lévy, Geneviève Brisac, Gérard Mordillat, Régis Jauffret, Fabienne Servan-Schreiber, Michelle Perrot, Laurent Binet, Sandra Laugier, Wajdi Mouawad, Michel Wieviorka, Danièle Sallenave, Sophia Aram.

### Préfaces
- Ouvrage collectif (préf. Jean-Luc Mélenchon), Pour la République sociale : La Gauche socialiste dans ses textes, Éditions L'Harmattan, juin 1997, 215 p. (ISBN 978-2-7384-5514-7, LCCN 97207247, lire en ligne)
- Ouvrage collectif (préf. Jean-Luc Mélenchon), Le Nouvel Âge du capitalisme, Paris, Éditions L'Harmattan, septembre 2000, 184 p. (ISBN 978-2-7384-9687-4, LCCN 00431014)
- La République sociale (préf. Jean-Luc Mélenchon), Le Manifeste pour une école globale, Paris, Éditions L'Harmattan, février 2002, 174 p. (ISBN 978-2-7475-2140-6, LCCN 2002423632, lire en ligne)
- Corinne Morel Darleux (préf. Jean-Luc Mélenchon), L'Écologie, un combat pour l'émancipation, Paris, Bruno Leprince, coll. « Politique à gauche », janvier 2010, 143 p. (ISBN 978-2-916333-62-5)
- Jean Jaurès (préf. Jean-Luc Mélenchon), Discours de Jaurès en Amérique latine, Paris, Bruno Leprince, coll. « Politique à gauche », septembre 2010, 224 p. (ISBN 978-2-916333-67-0)
- Ricardo Cherenti et Bruno Poncelet (préf. Jean-Luc Mélenchon), Le Grand marché transatlantique : Les multinationales contre la démocratie, Paris, Bruno Leprince, coll. « Politique à gauche », mai 2011, 109 p. (ISBN 978-2-916333-82-3)
- Martine Billard (préf. Jean-Luc Mélenchon), Le Medef l'a imaginé, Sarkozy l'a fait : 10 ans de casse du code du travail, Paris, Bruno Leprince, coll. « Politique à gauche », septembre 2011, 111 p. (ISBN 978-2-916333-93-9)
- Jacques Généreux (préf. Jean-Luc Mélenchon), Nous, on peut ! : Pourquoi et comment un pays peut toujours faire ce qu'il veut face aux marchés, face aux banques, face aux crises, face à la BCE, face au FMI…, Paris, Éditions du Seuil, septembre 2011, 137 p. (ISBN 978-2-02-105469-9)
- Benoît Schneckenburger (préf. Jean-Luc Mélenchon), Intelligence du matérialisme, Paris, éditions de l’Épervier, novembre 2013, 130 p. (ISBN 978-2361940201)
- Simon Mauger (préf. Jean-Luc Mélenchon), Robespierre l'innocent, Paris, Éditions L'Harmattan, mars 2023, 286 p. (ISBN 978-2-14-032968-5, lire en ligne)

### Jeu vidéo
Jean-Luc Mélenchon est le héros du jeu vidéo Fiscal Kombat, sorti en avril 2017. Ce jeu est développé par le Discord insoumis, communauté d'insoumis soutenant la campagne de Jean-Luc Mélenchon.

## Distinctions
- Grand officier de l'ordre de Mai (Argentine, 1988)[841],[541].
- Élu « Homme politique de l'année » 2012 par le magazine GQ France.
- Professeur honoraire de l'Universidad Nacional de Lanús (es), en Argentine, en 2019[842].